# Emléktáblák Balatonfüreden
- A Wikimédia Commons tartalmaz Emléktáblák Balatonfüreden témájú kategóriát.

A Balatonfüred szócikkhez kapcsolódó képgaléria, mely helyi, országos vagy nemzetközi hírű személyekkel, valamint épületekkel, műtárgyakkal, helynevekkel és eseményekkel összefüggő emléktáblákat tartalmaz.

## Galéria

### Emléktáblák

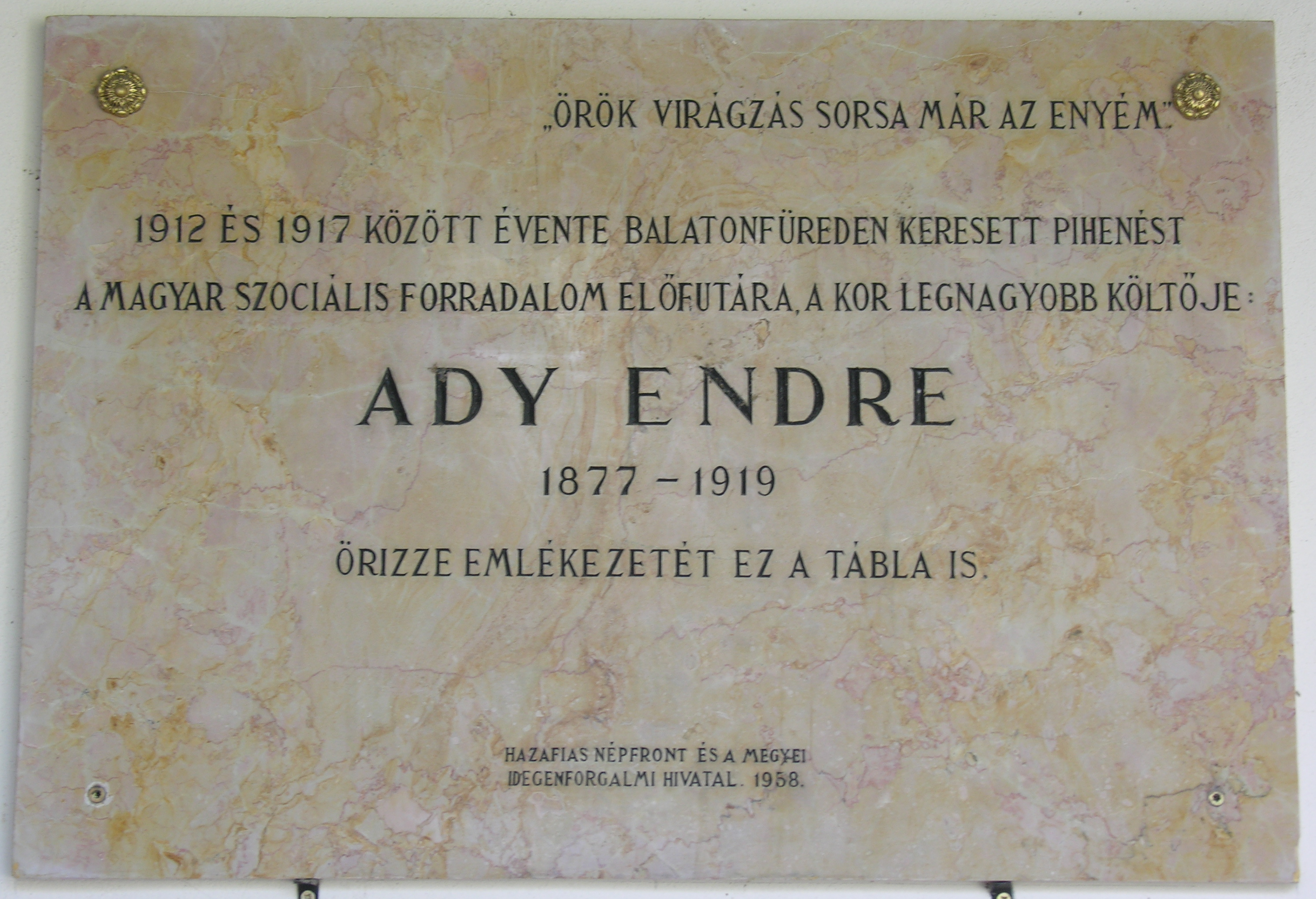
Ady Endre, Gyógy tér 1.
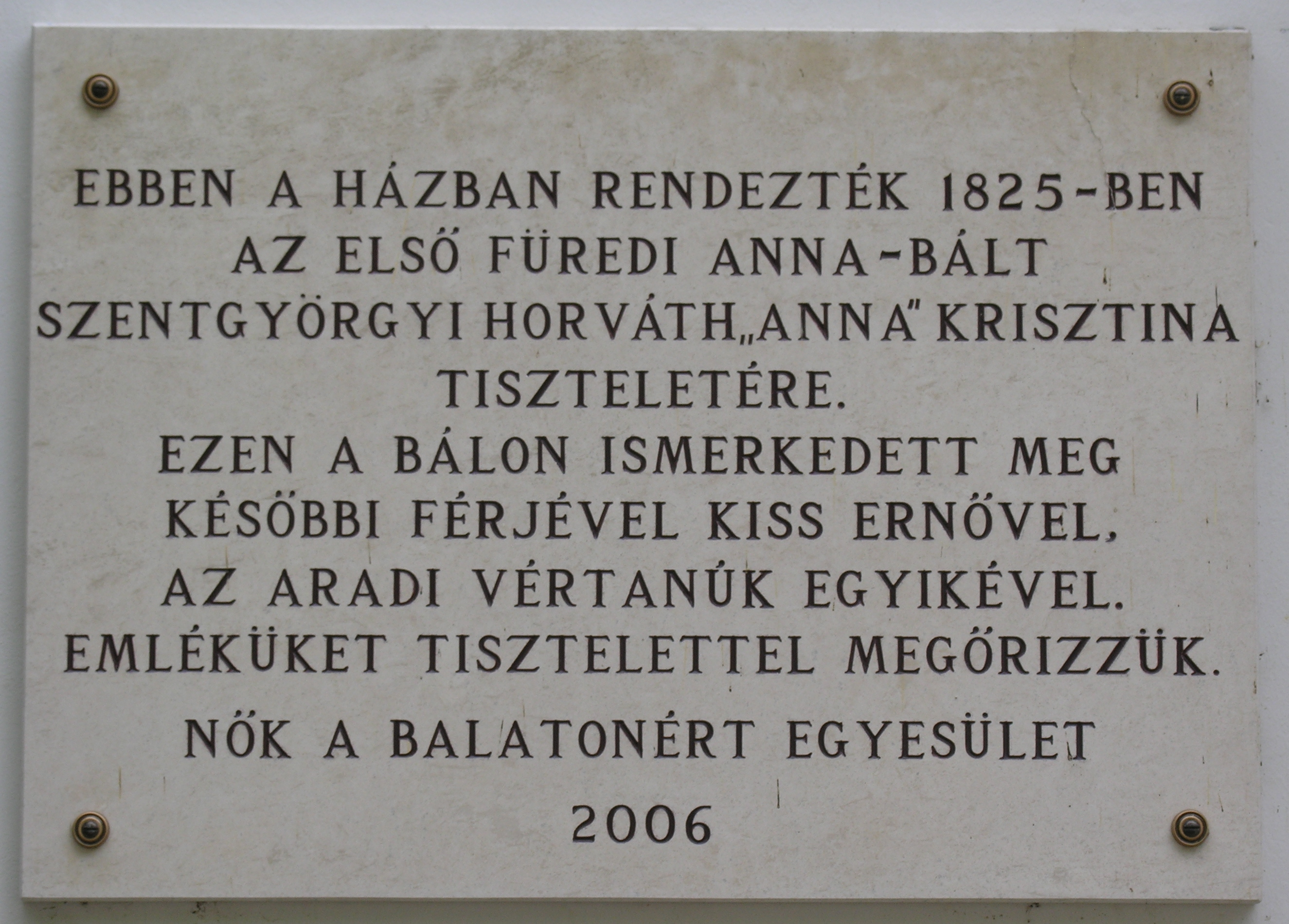
Anna-bál, Gyógy tér 3.
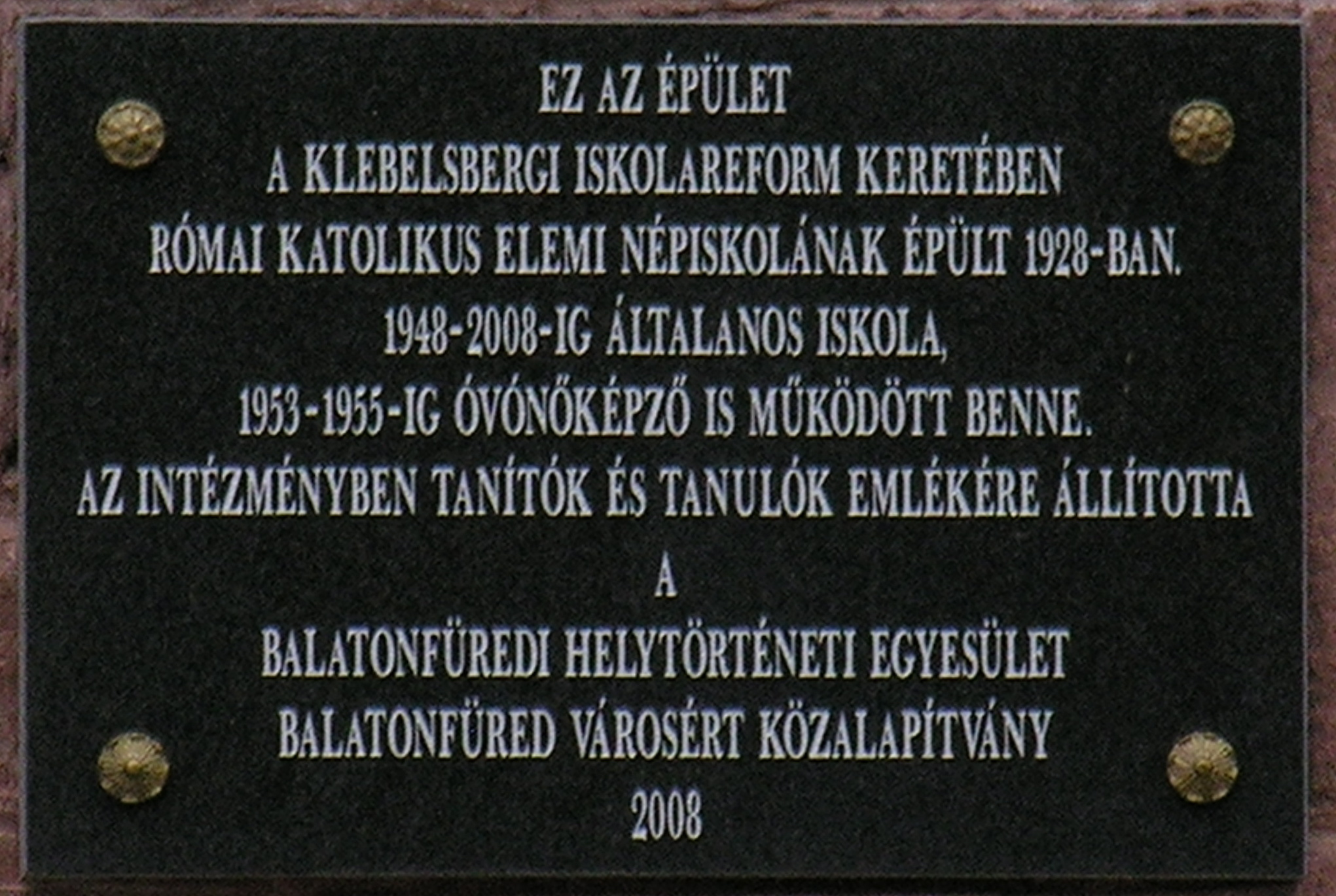
Arácsi Úti Általános Iskola, Arácsi út 2.
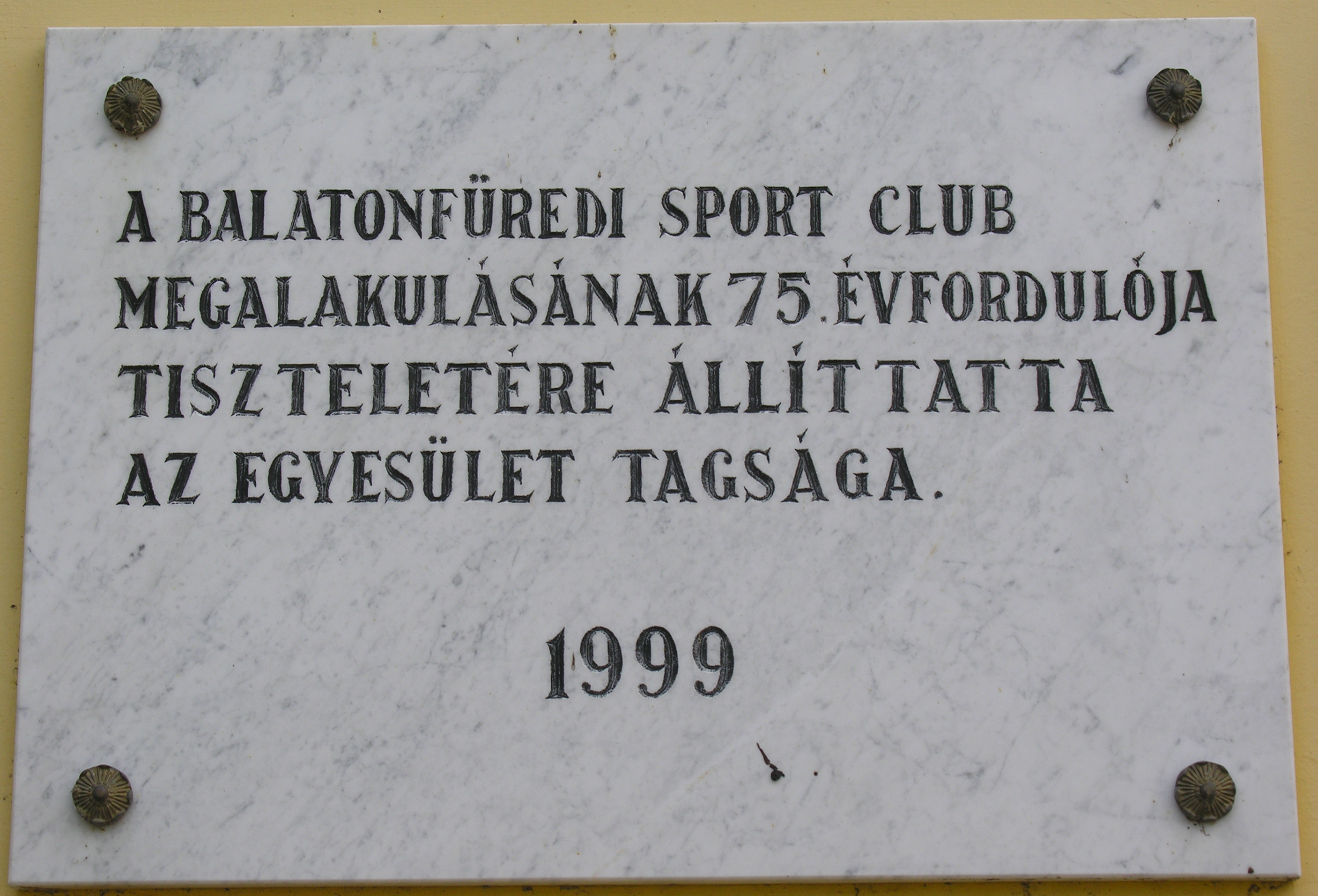
Balatonfüredi SC, Tagore sétány 1.
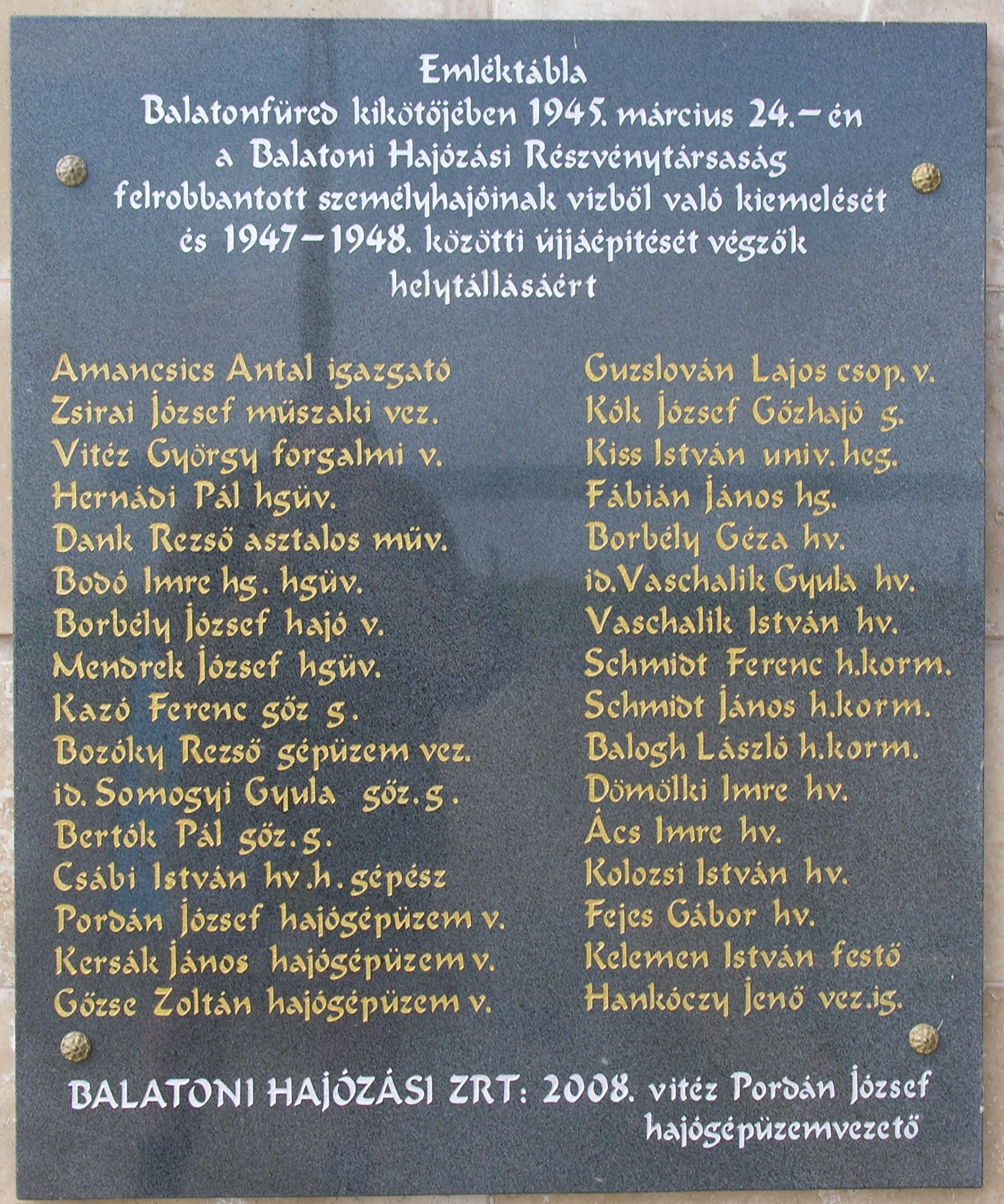
Balatoni Hajózási Rt, Kikötő
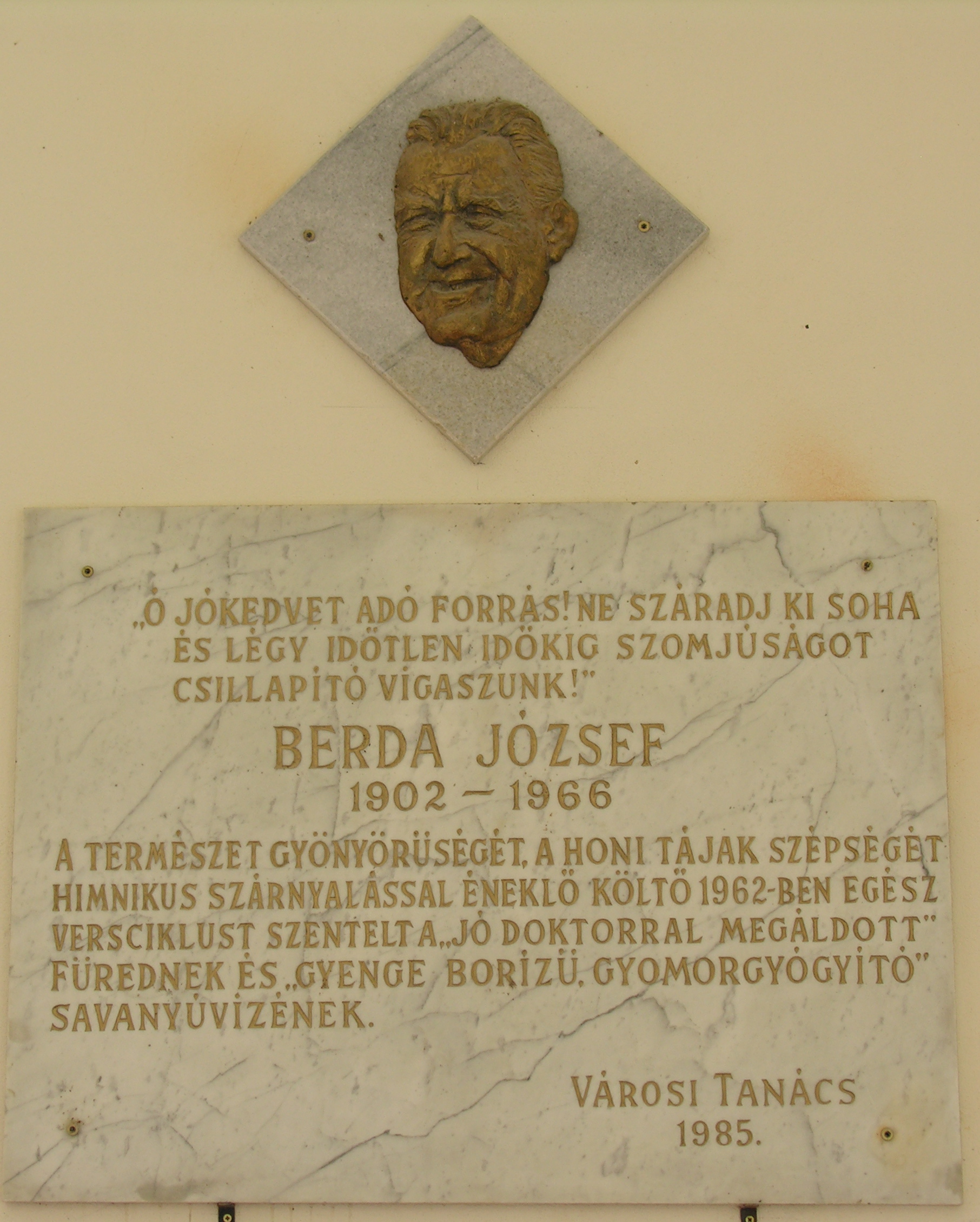
Berda József, Gyógy tér 1.
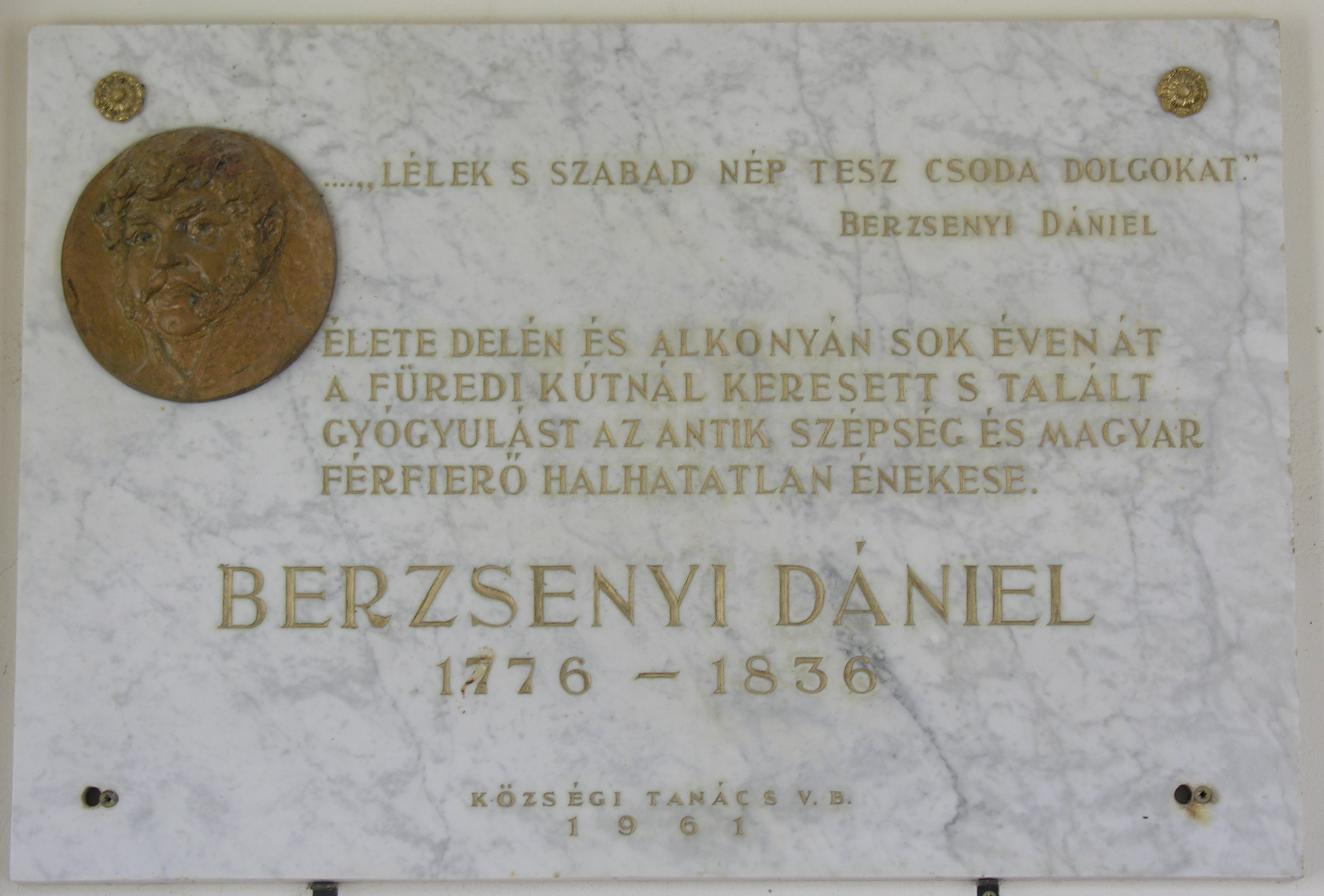
Berzsenyi Dániel, Gyógy tér 1.
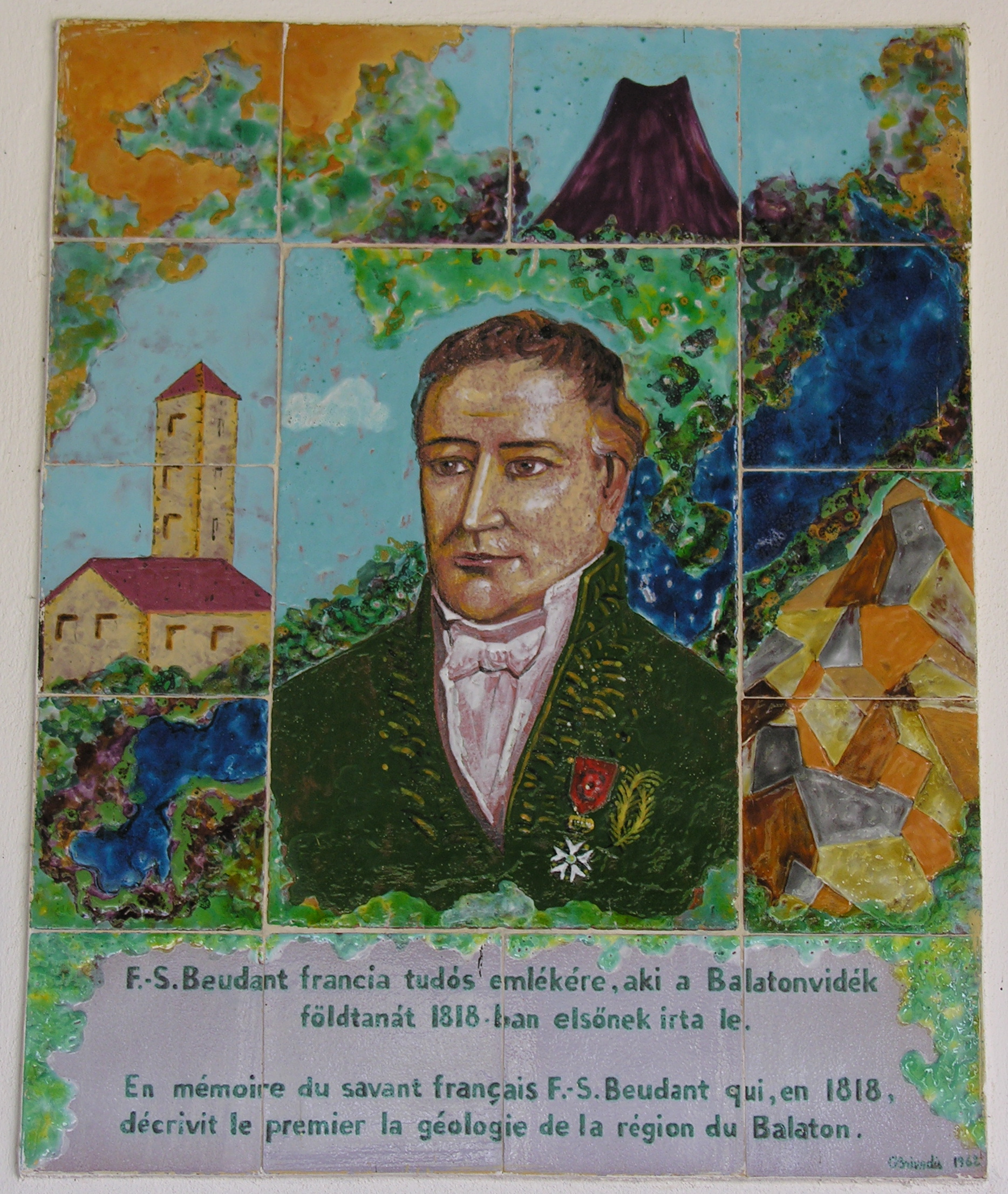
François Sulpice Beudant, Gyógy tér 1.
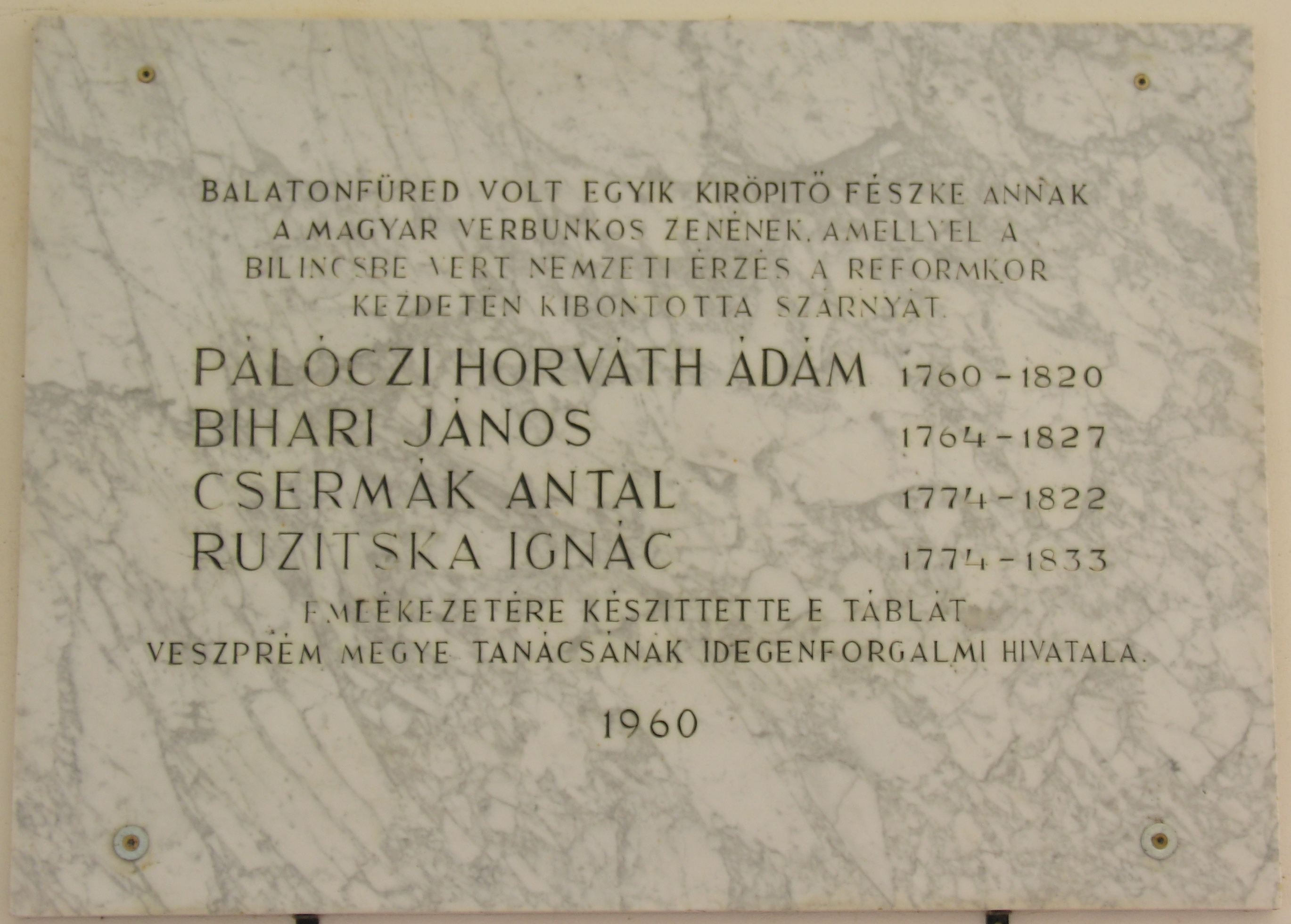
Bihari János, Gyógy tér 1.
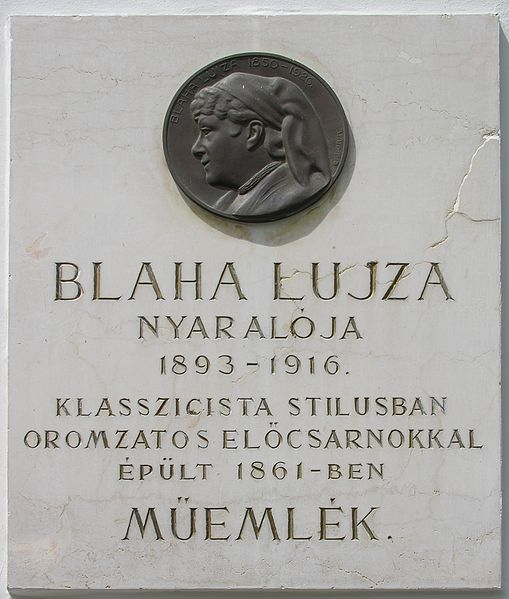
Blaha Lujza, Blaha Lujza utca 4.
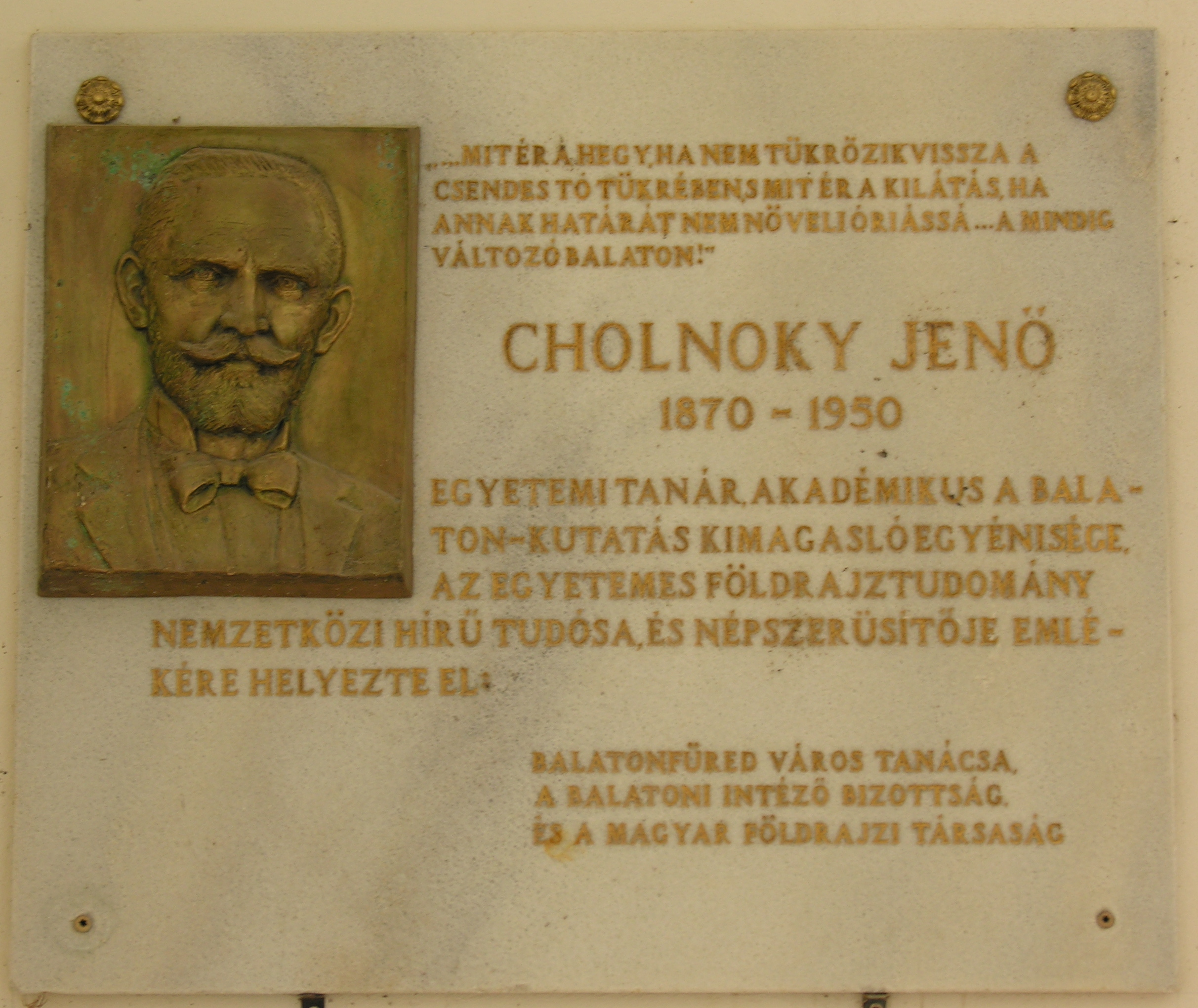
Cholnoky Jenő, Gyógy tér 1.
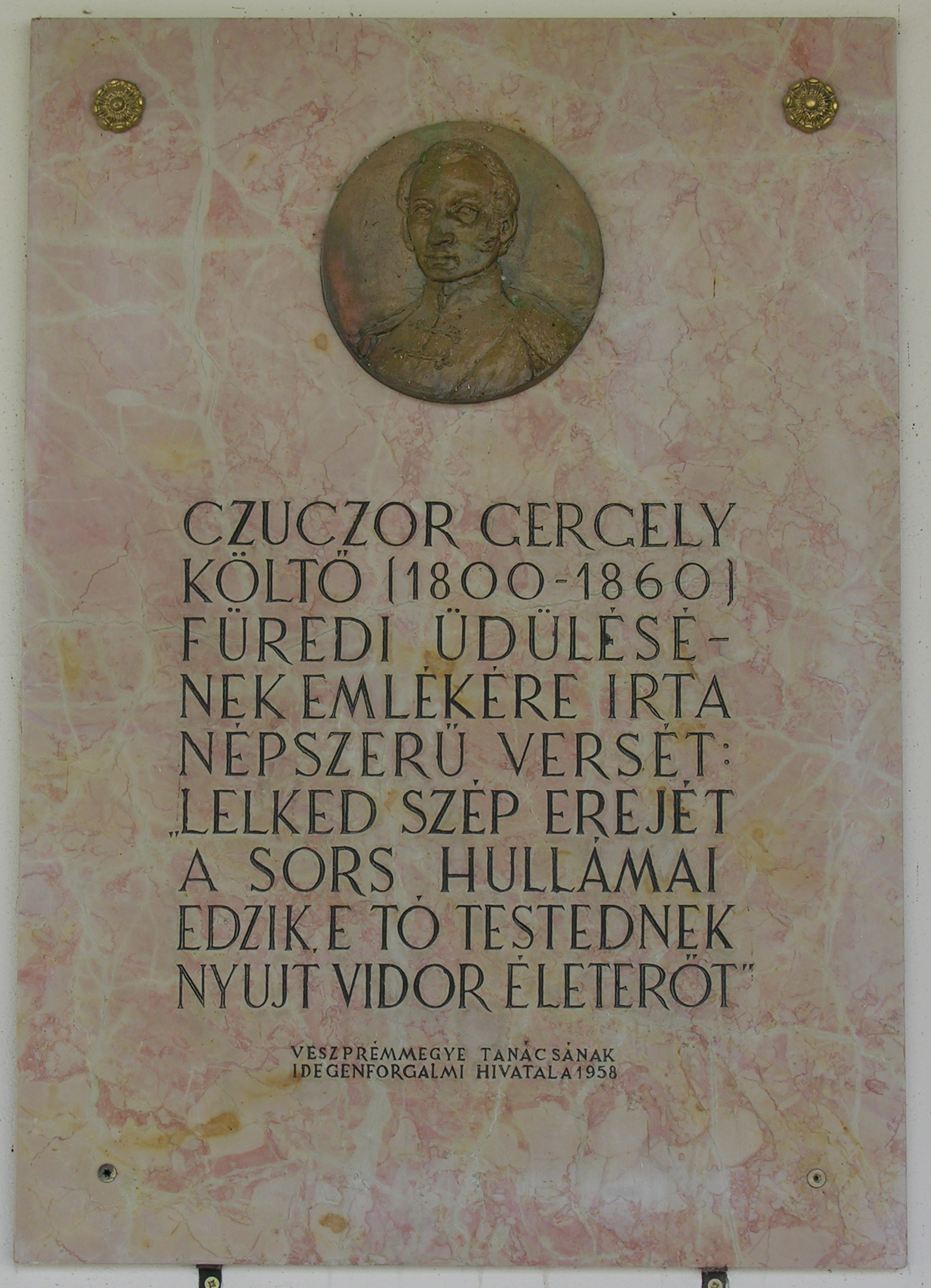
Czuczor Gergely, Gyógy tér 1.
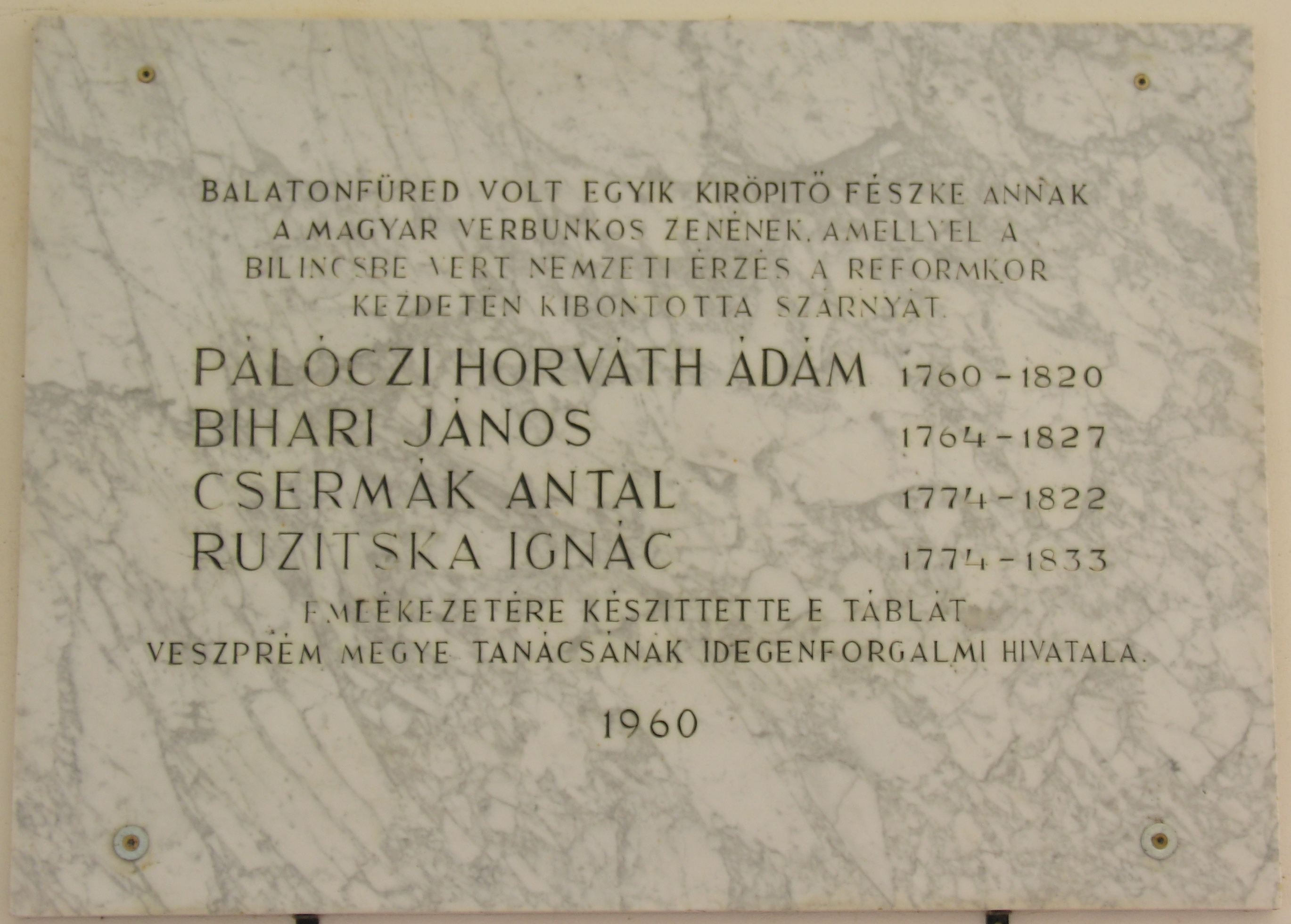
Csermák Antal, Gyógy tér 1.
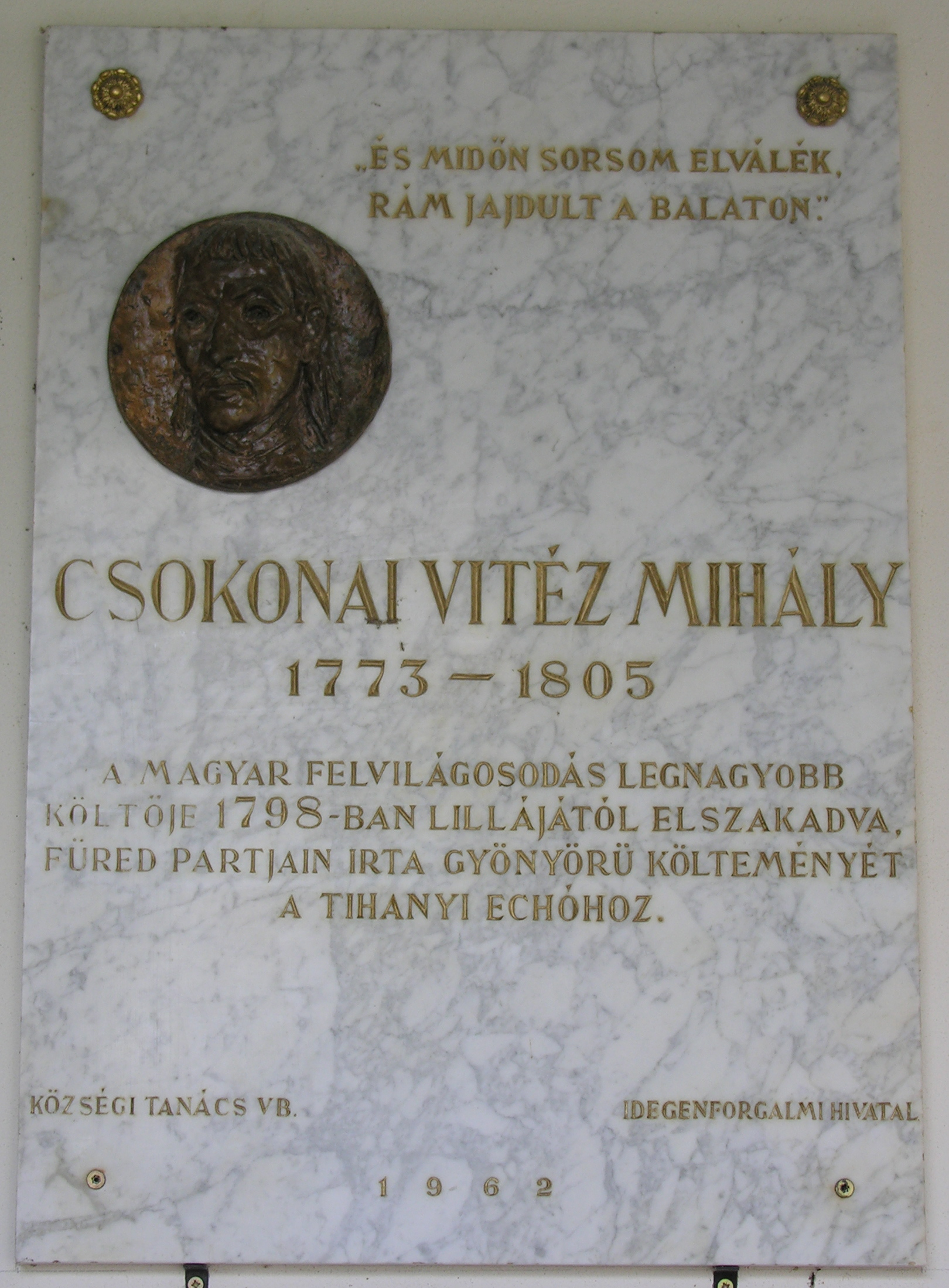
Csokonai Vitéz Mihály, Gyógy tér 1.
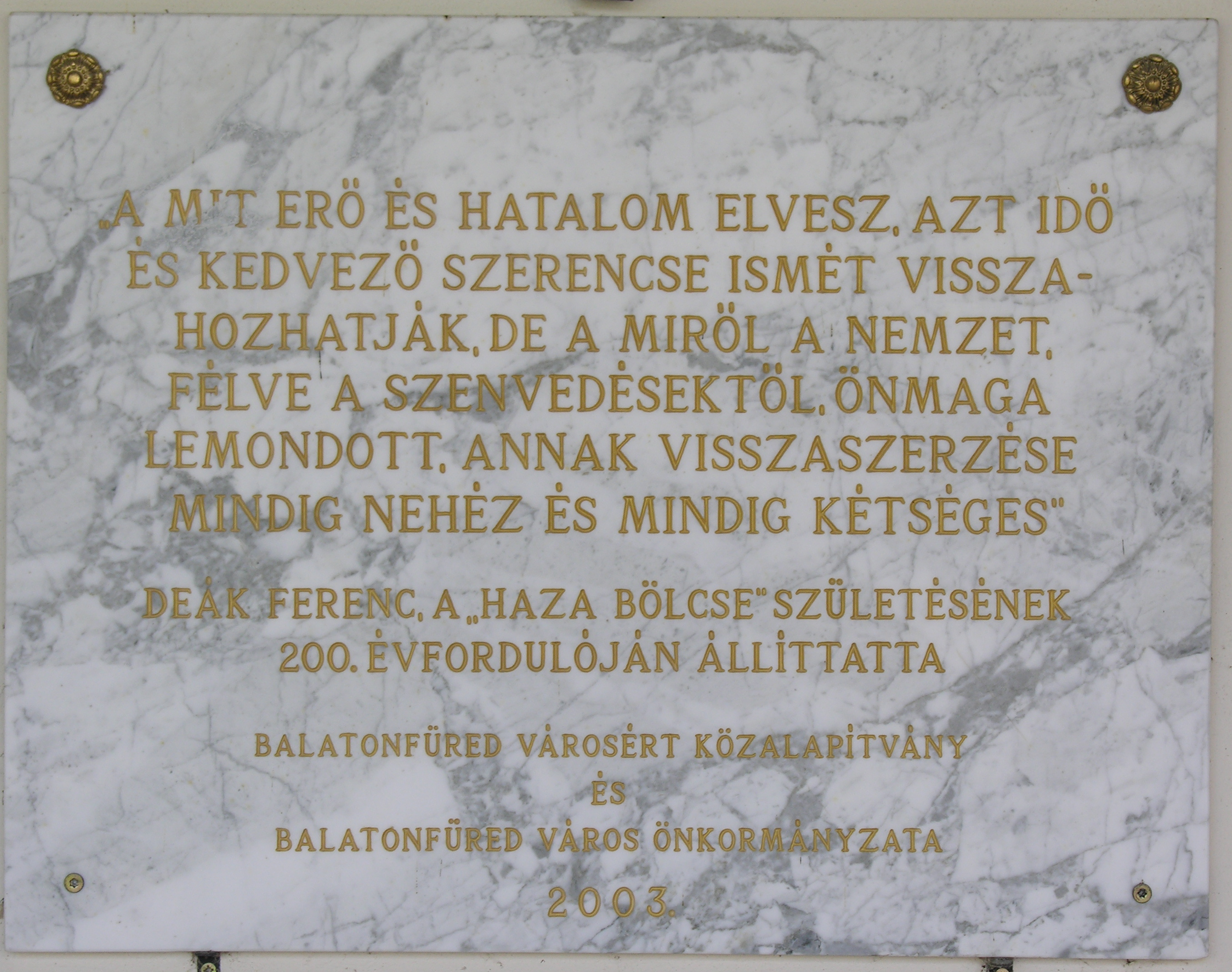
Deák Ferenc, Gyógy tér 1.
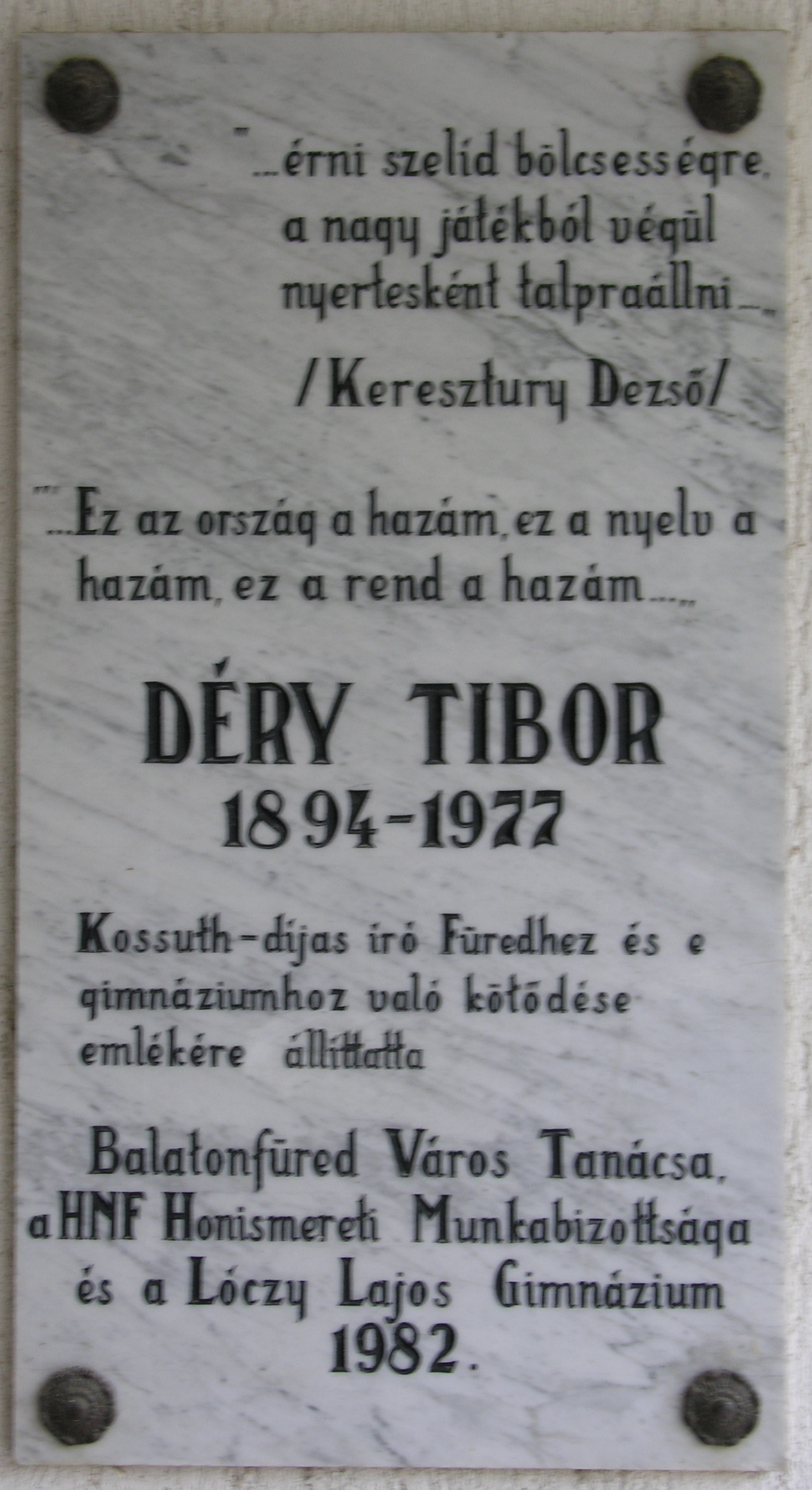
Déry Tibor, Ady Endre utca 40.
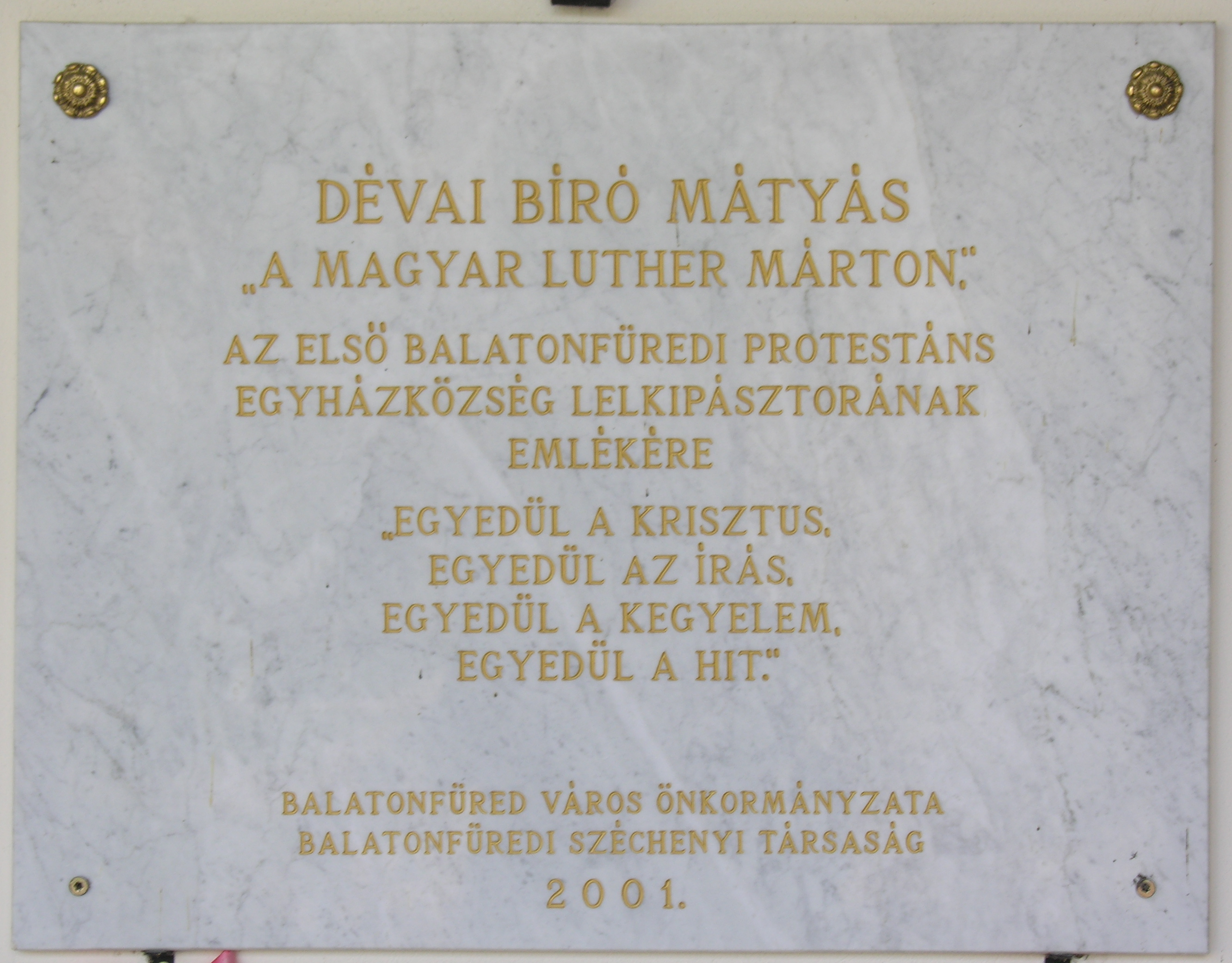
Dévai Bíró Mátyás, Gyógy tér 1.
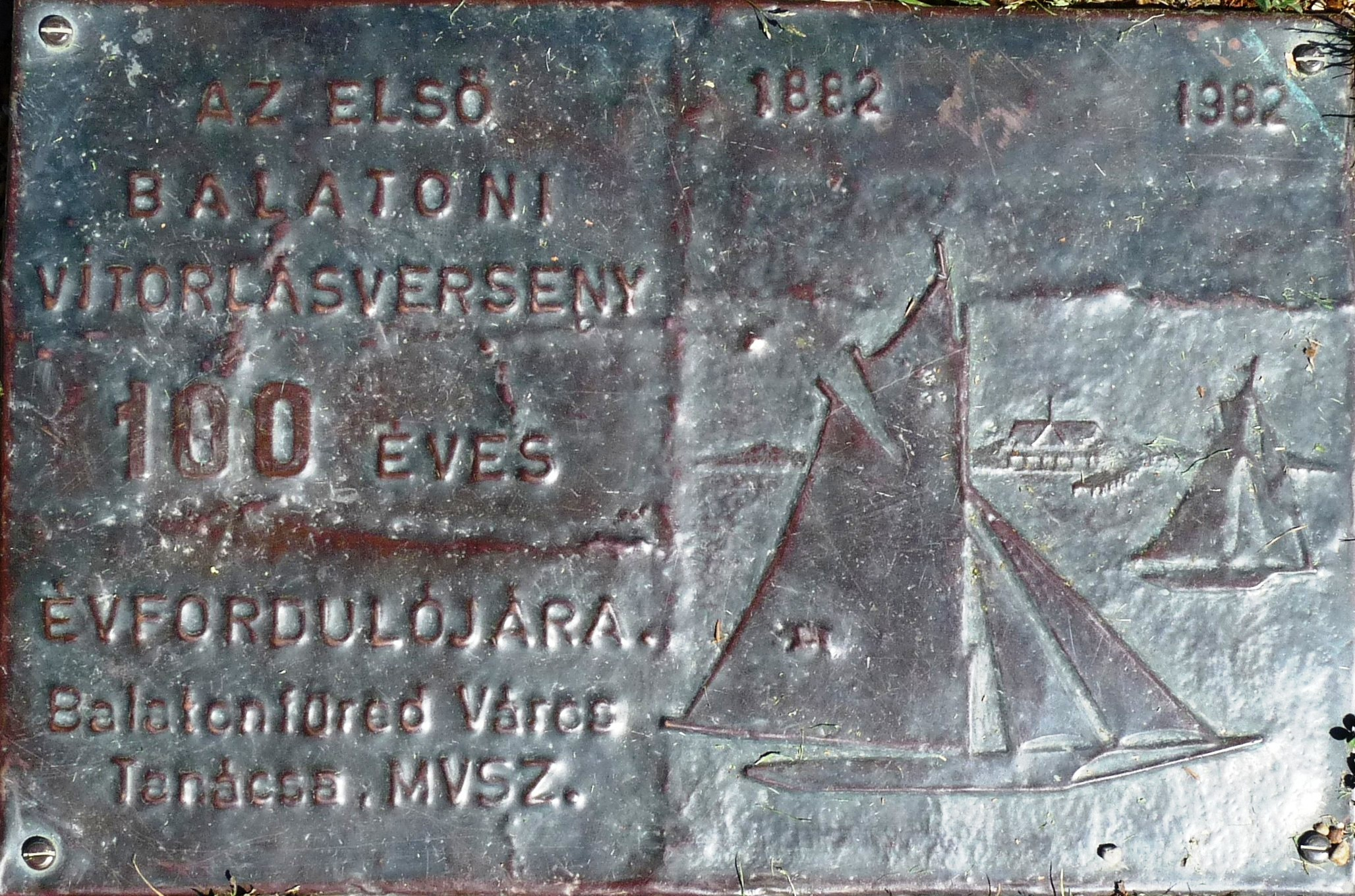
Első balatoni vitorlásverseny 100. évfordulója, Tagore sétány
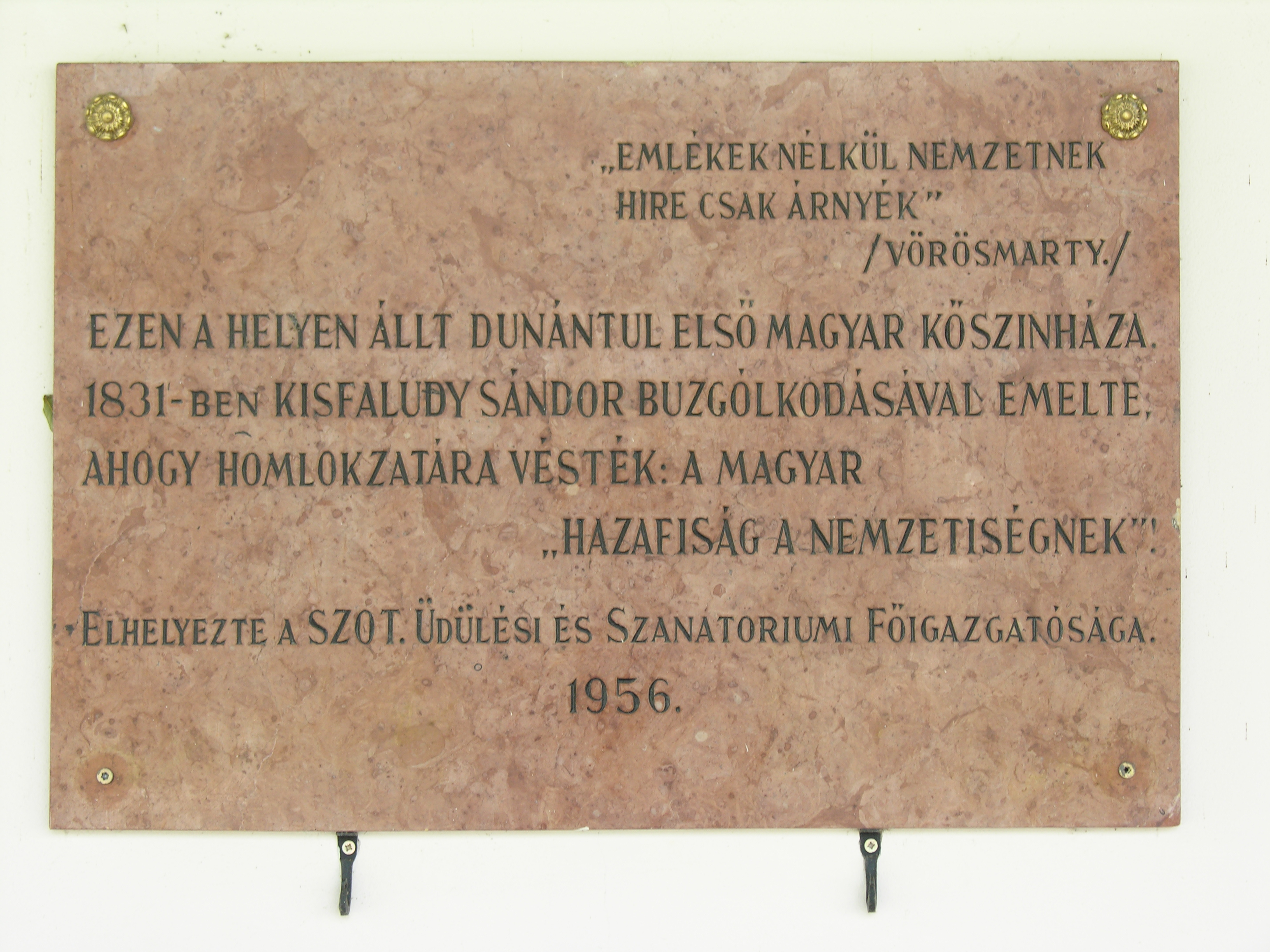
Első magyar kőszínház a Dunántúlon, Gyógy tér 1.
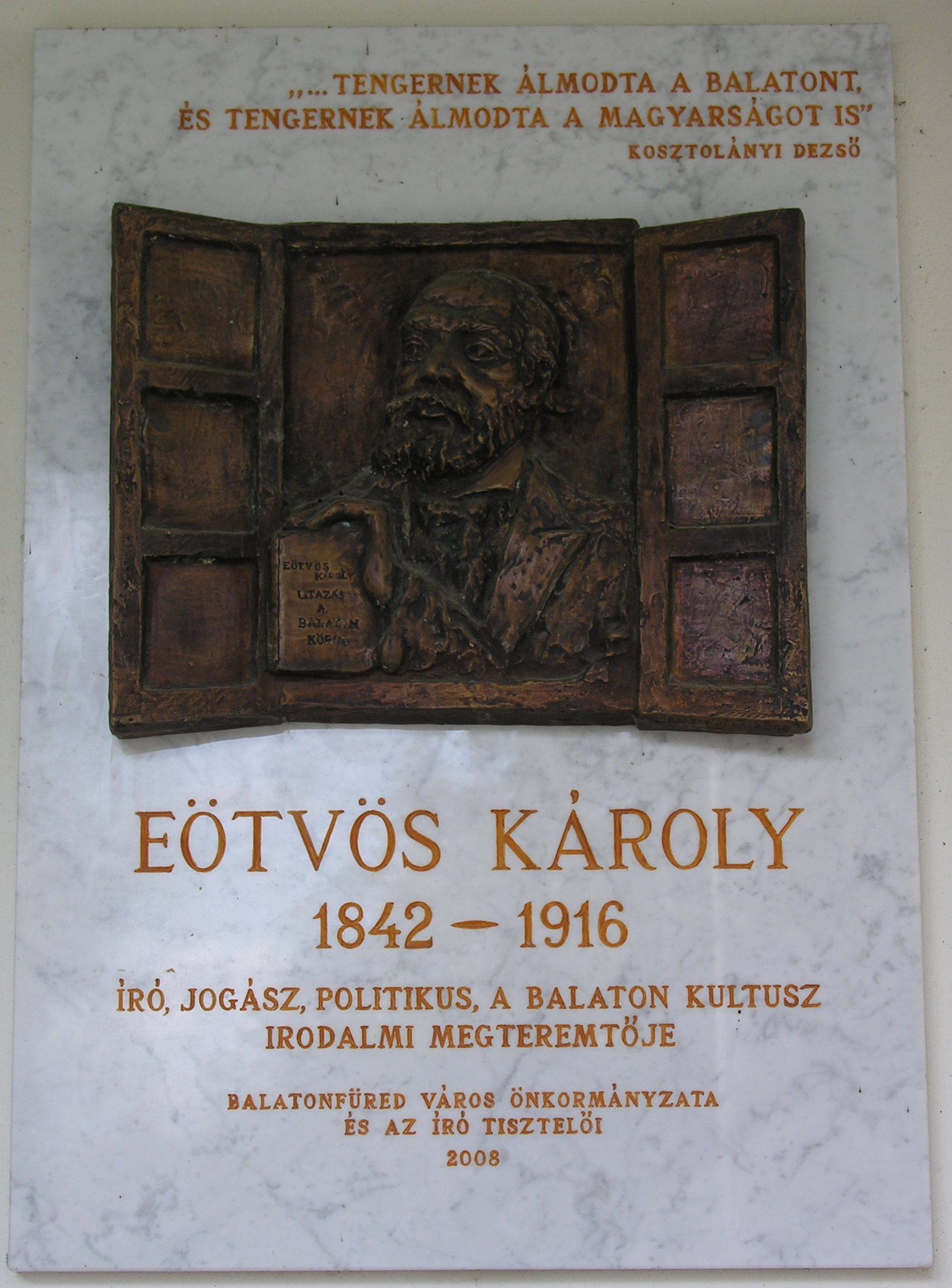
Eötvös Károly, Gyógy tér 1.
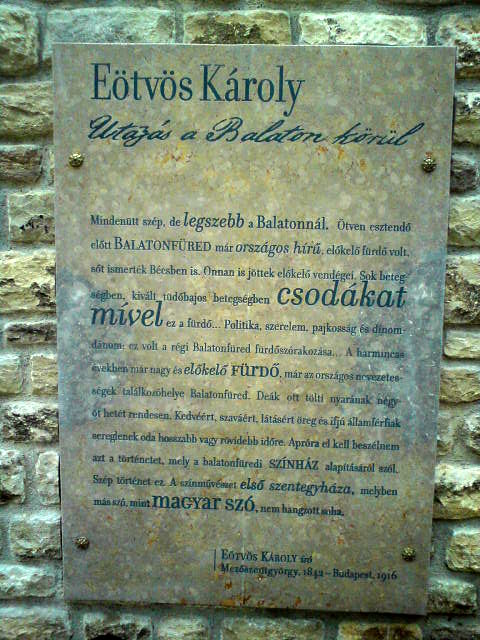
Eötvös Károly, ?
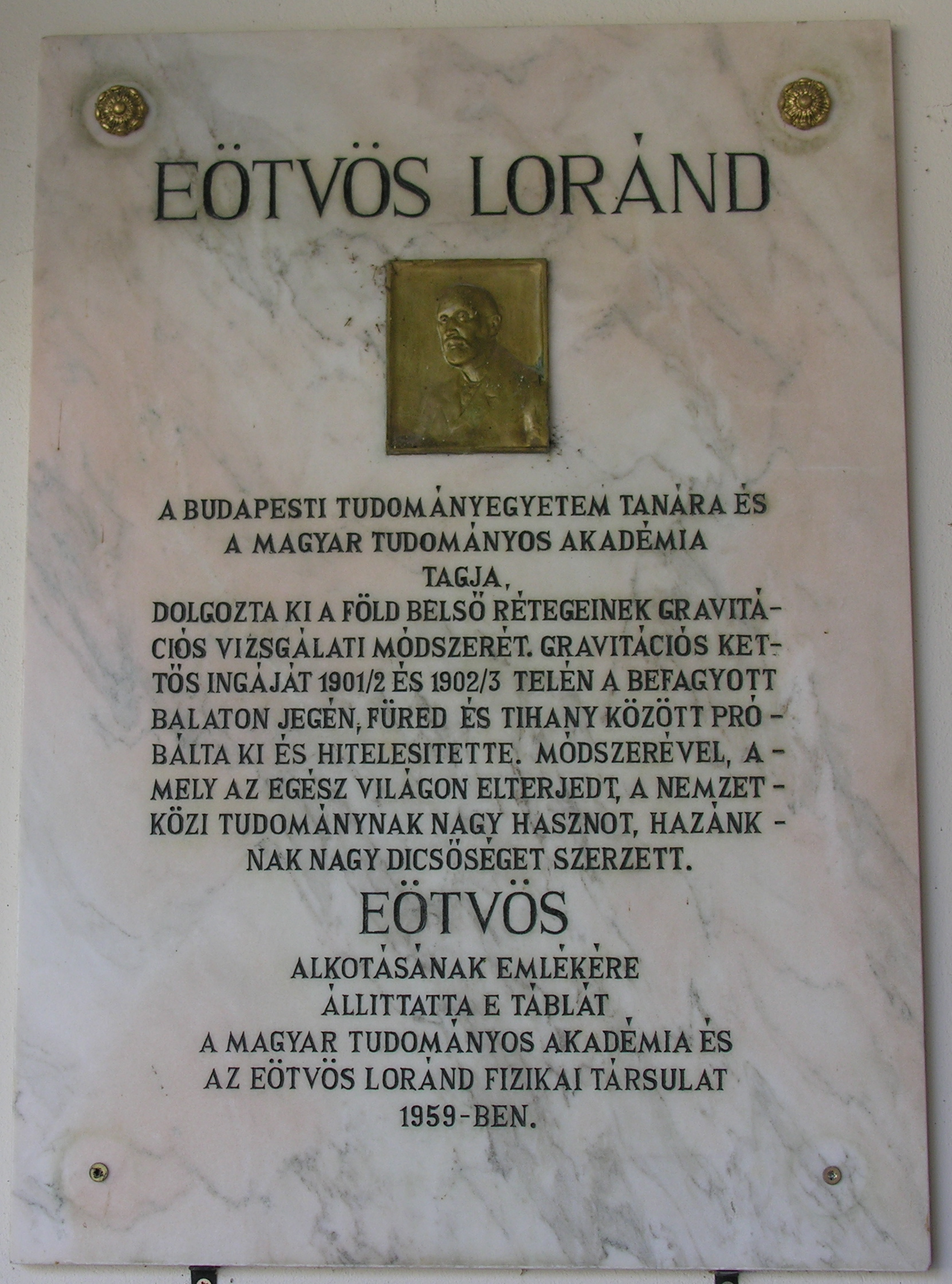
Eötvös Loránd, Gyógy tér 1.
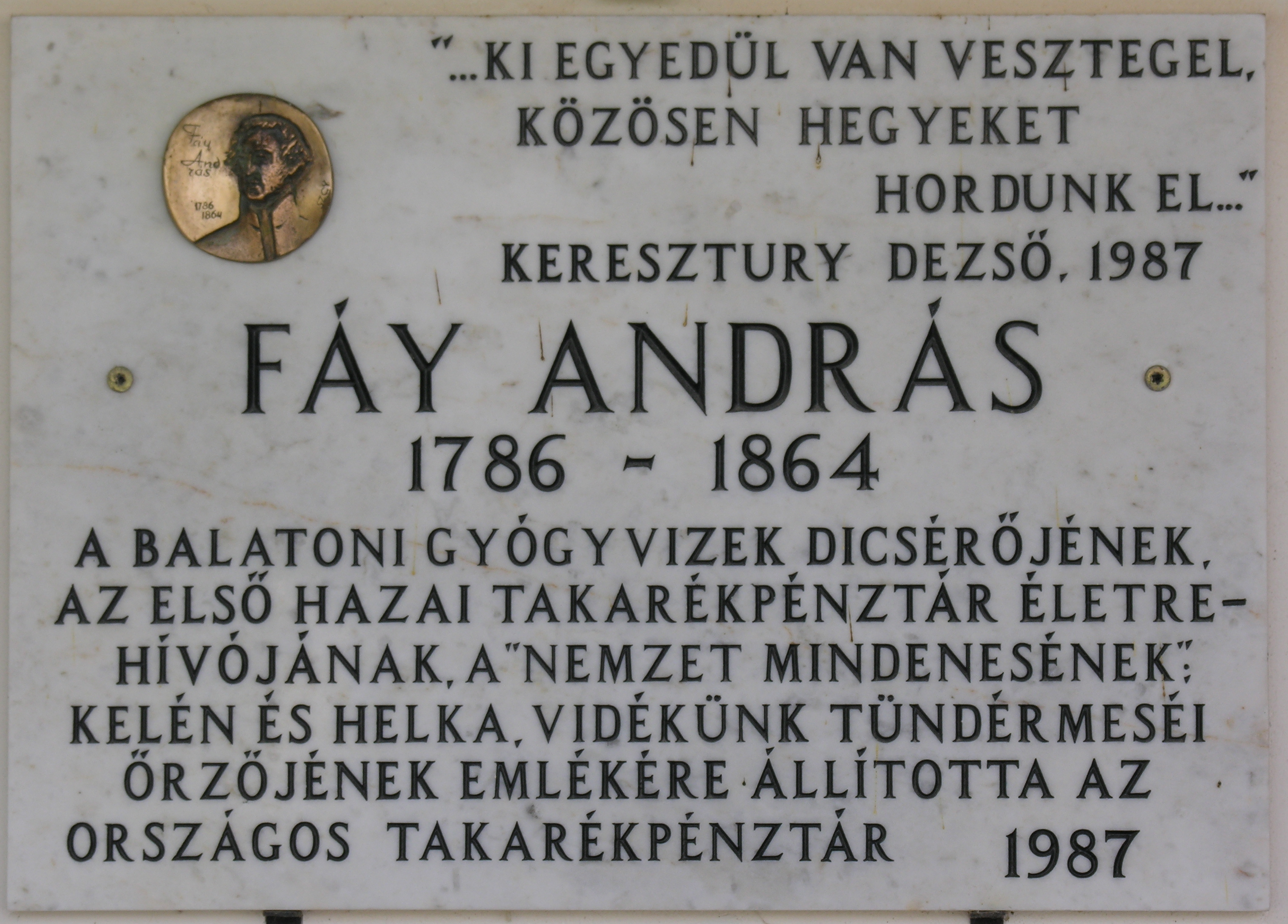
Fáy András, Gyógy tér 1.
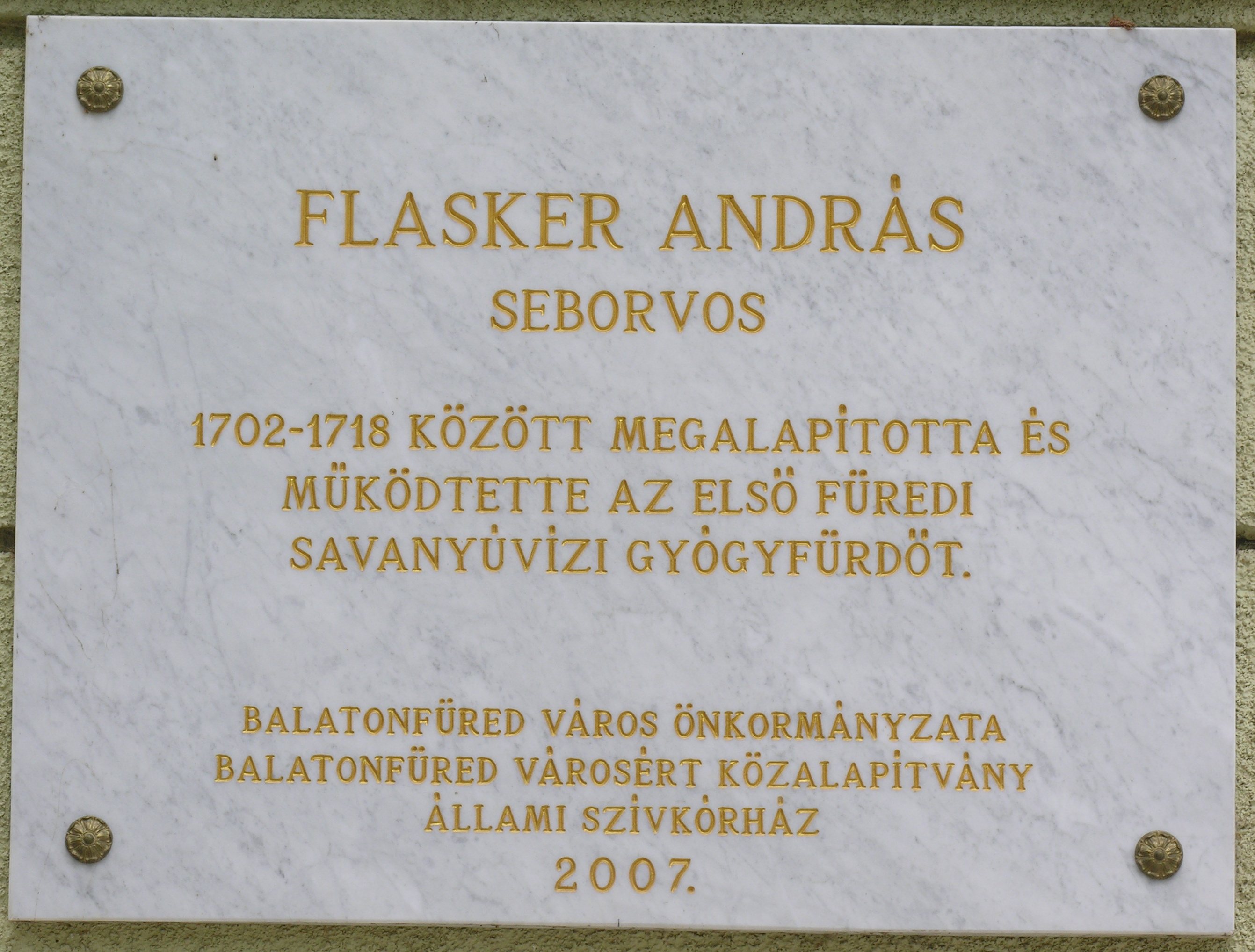
Flasker András, Gyógy tér 2.
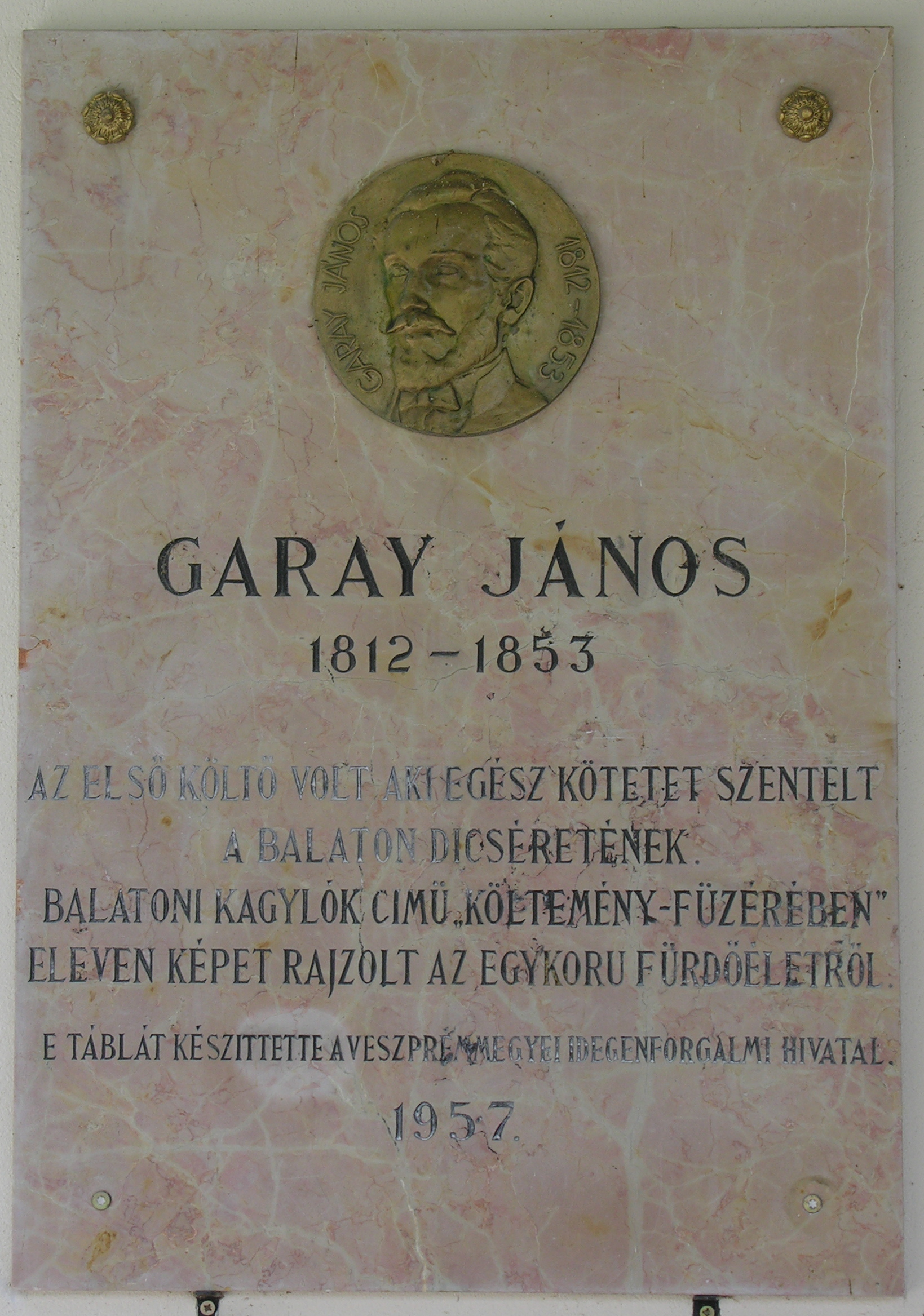
Garay János, Gyógy tér 1.
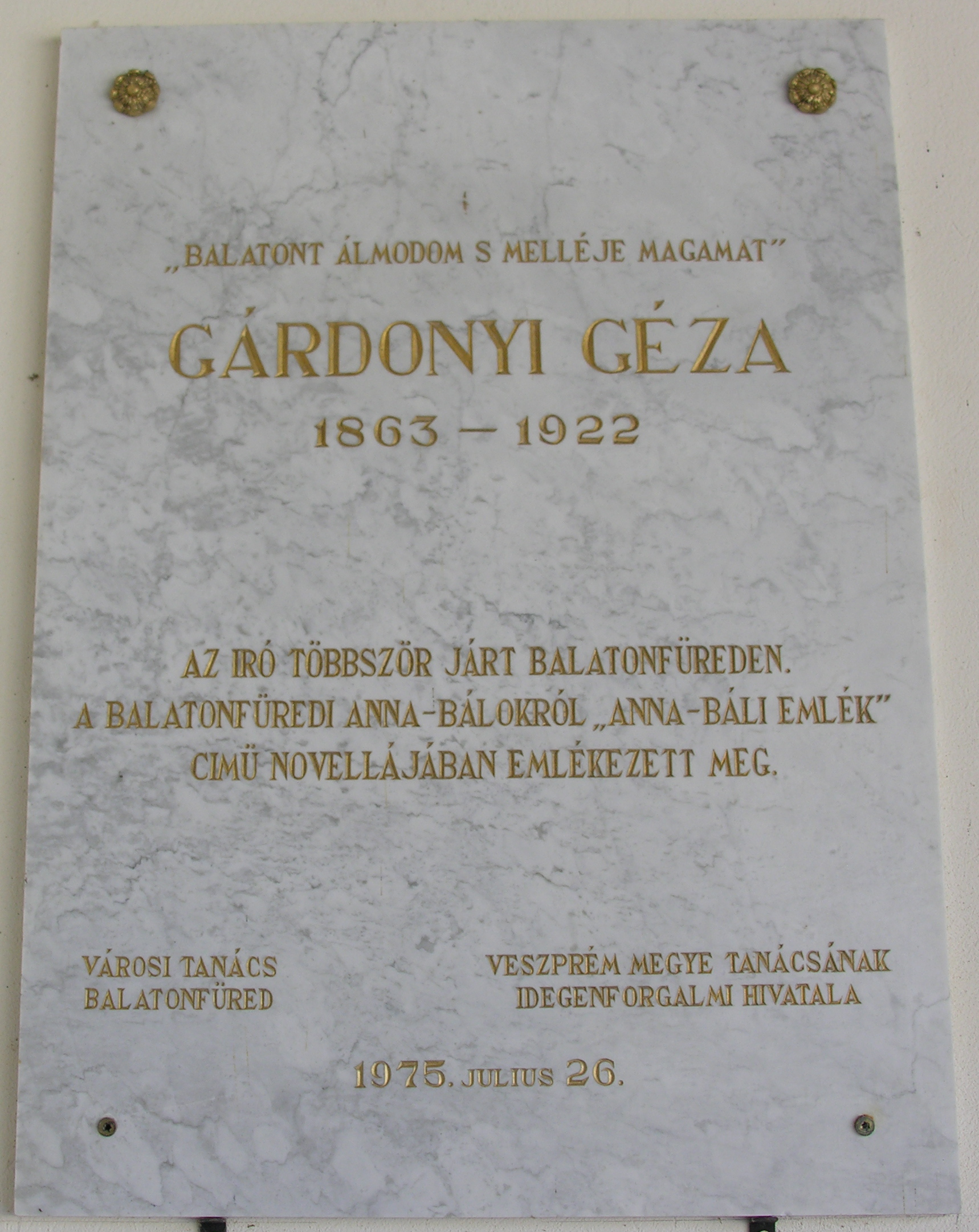
Gárdonyi Géza, Gyógy tér 1.
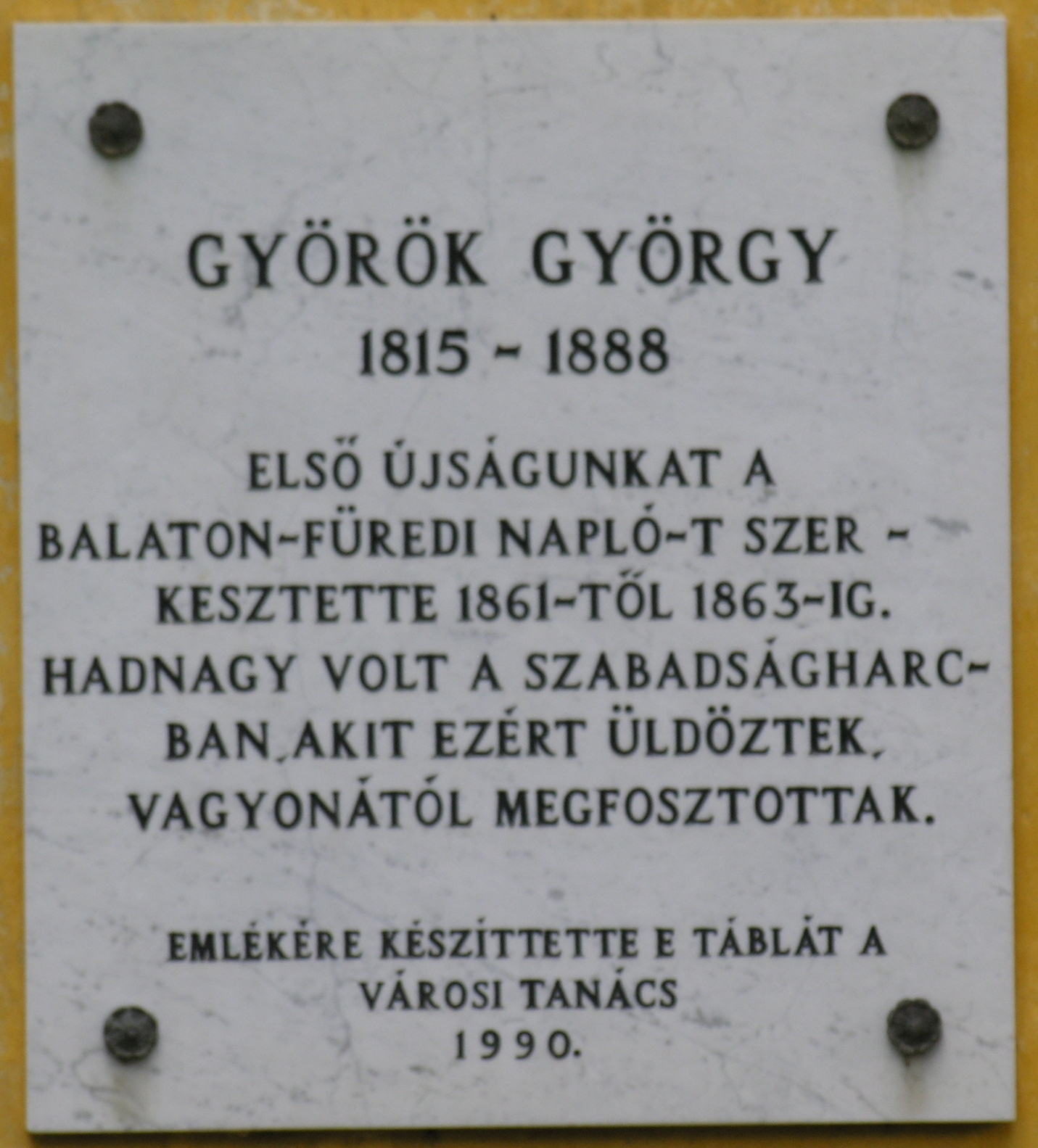
Györök György, Ady Endre utca 13.
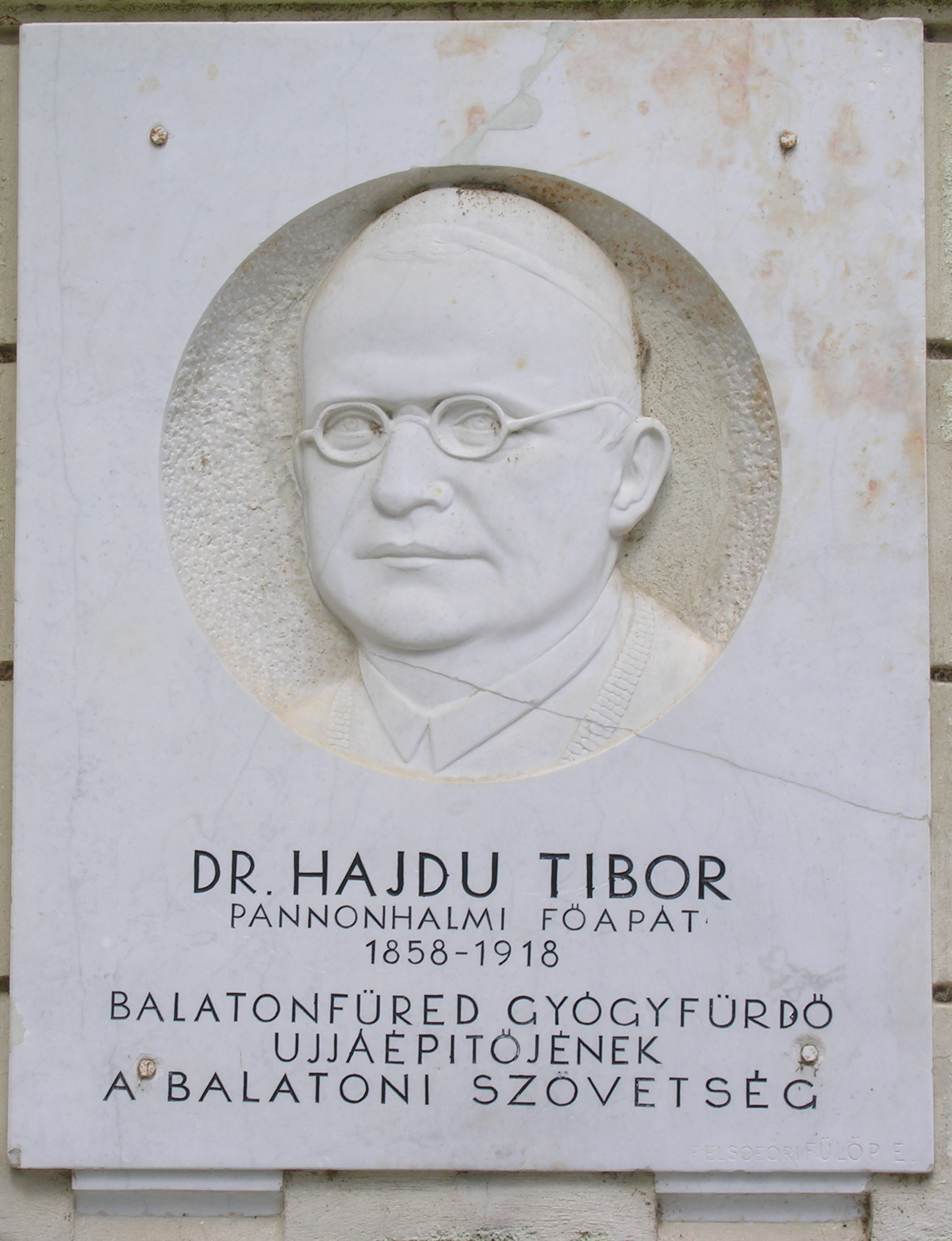
Hajdu Tibor, Gyógy tér 2.
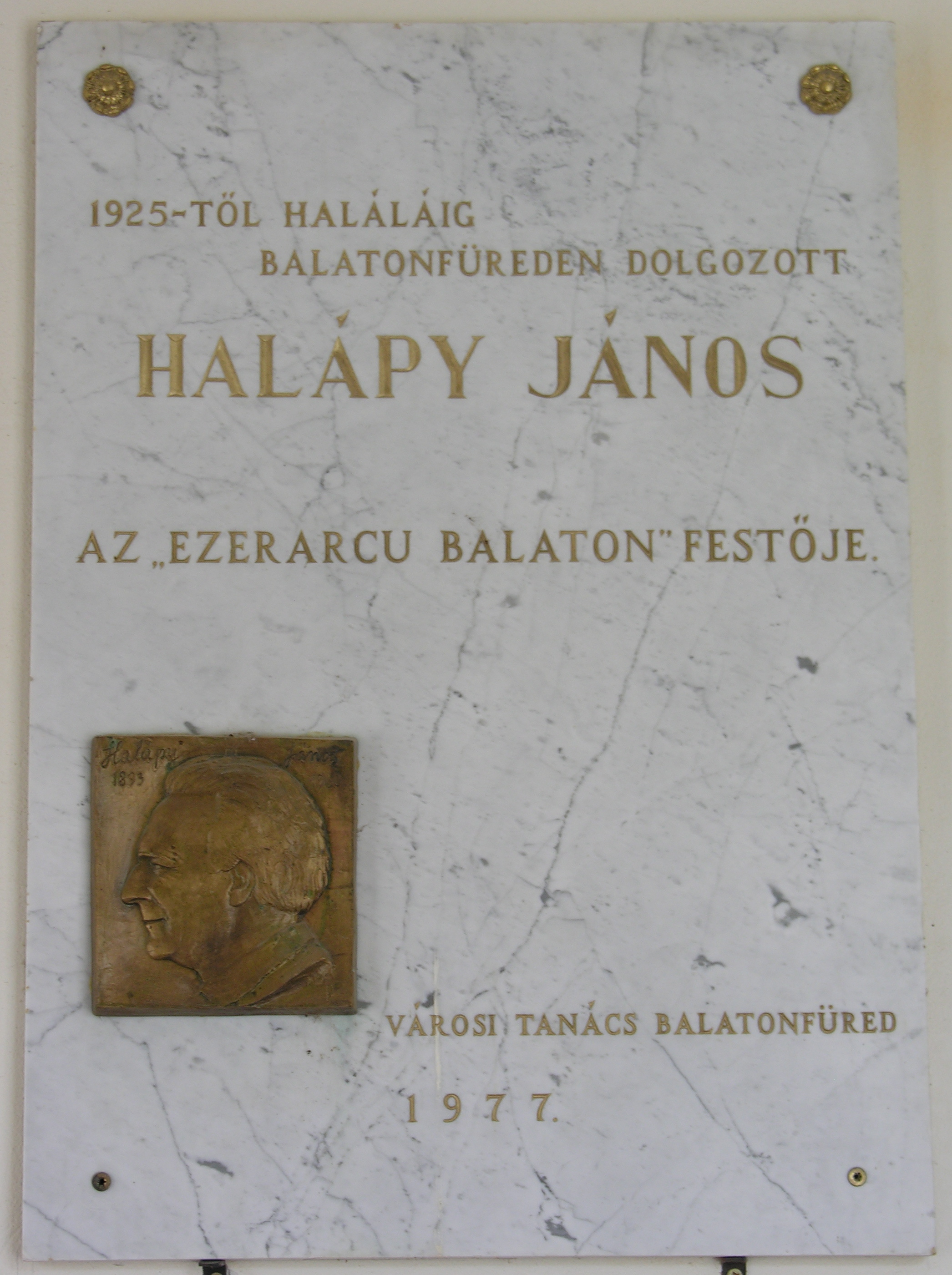
Halápy János, Gyógy tér 1.
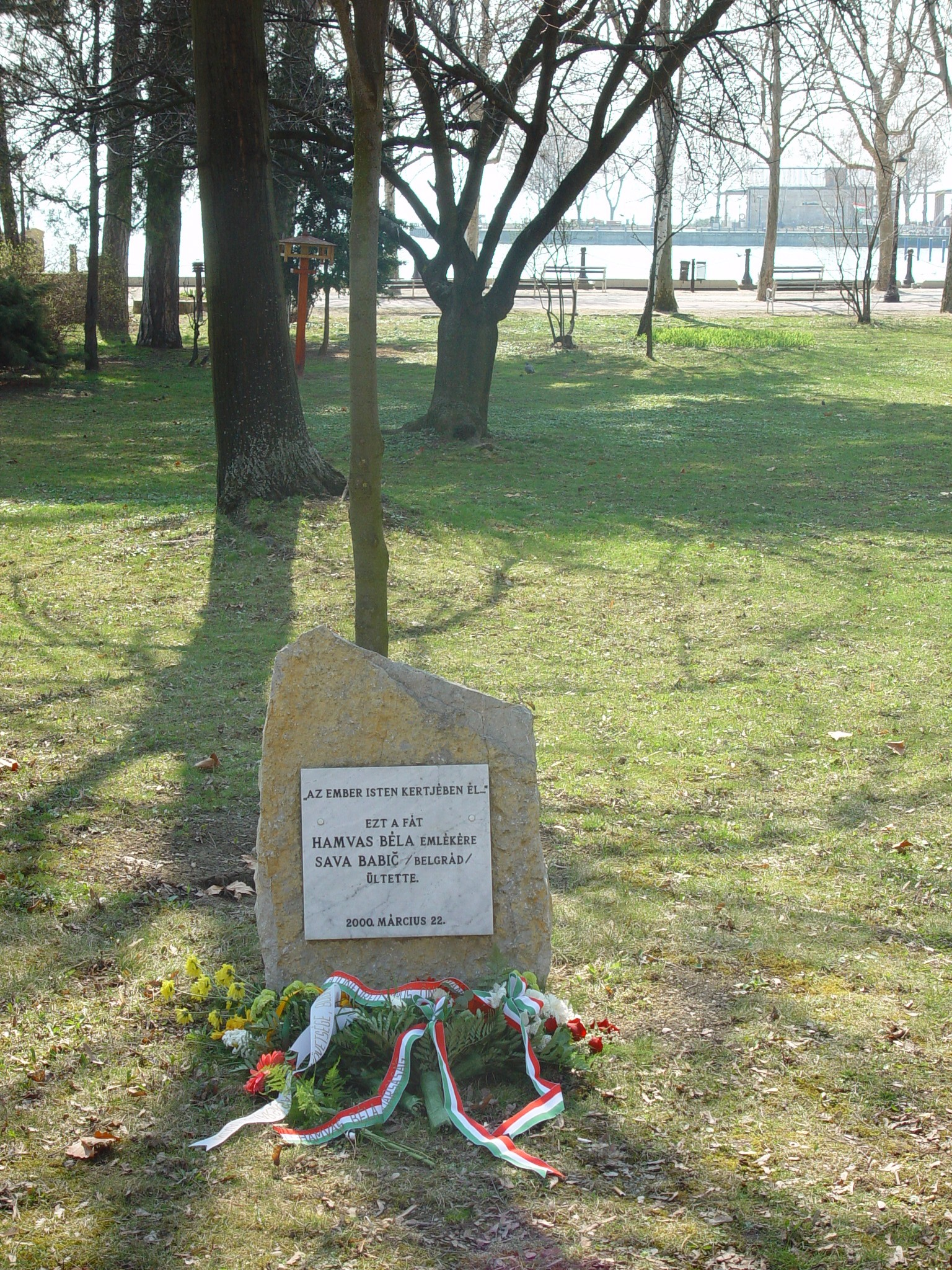
Hamvas Béla, Tagore sétány
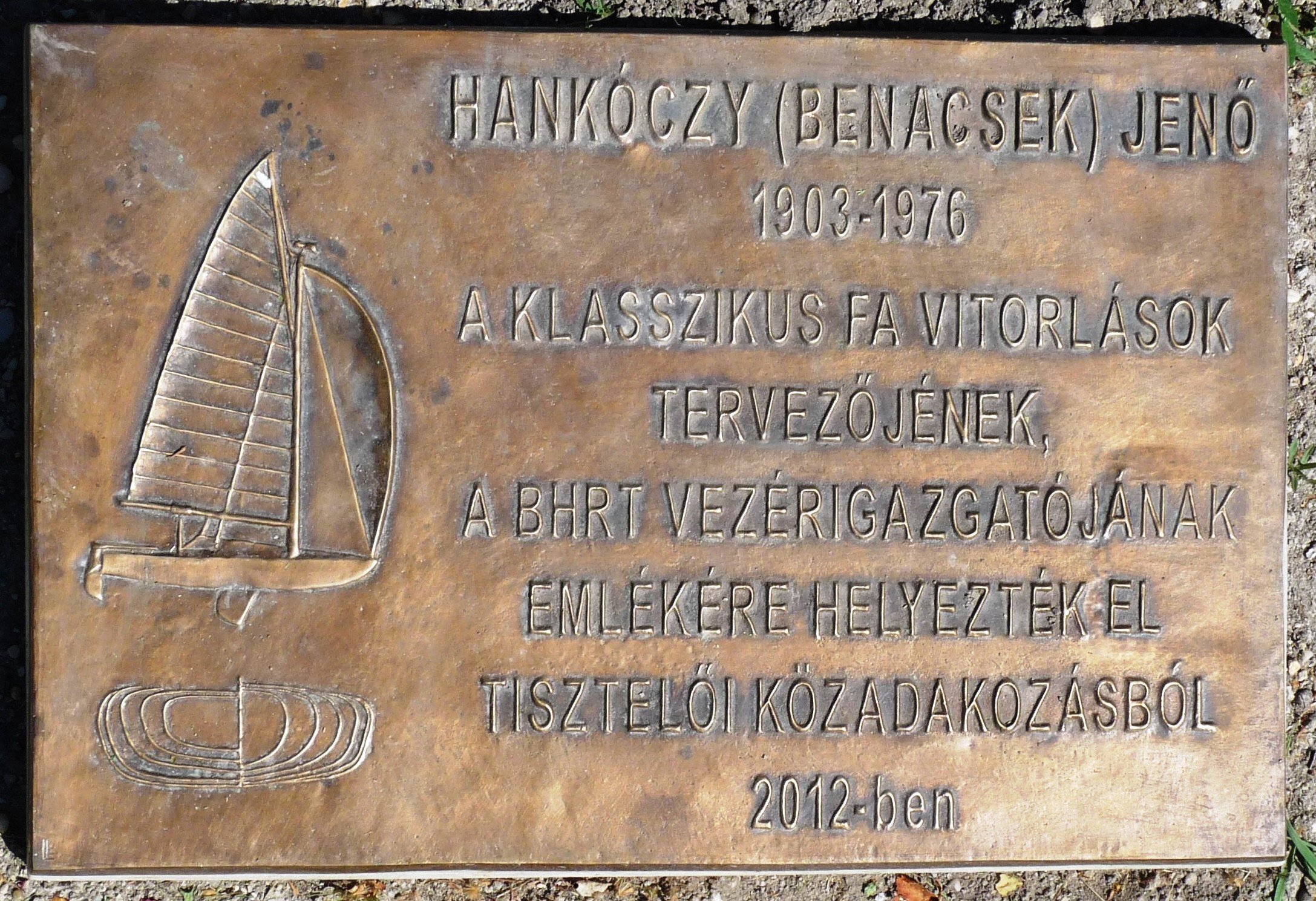
Hankóczy (Benacsek) Jenő, Tagore sétány
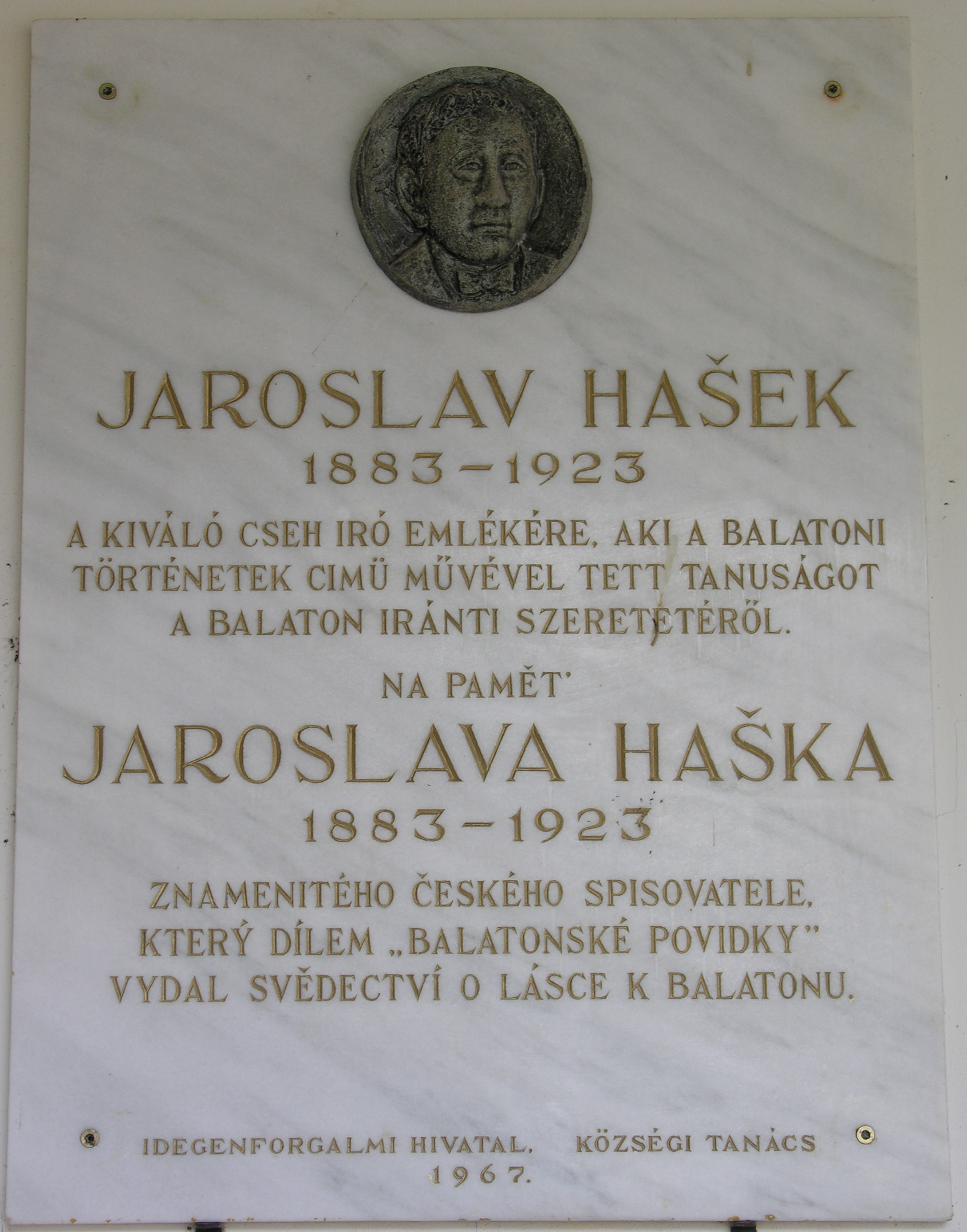
Jaroslav Hašek, Gyógy tér 1.
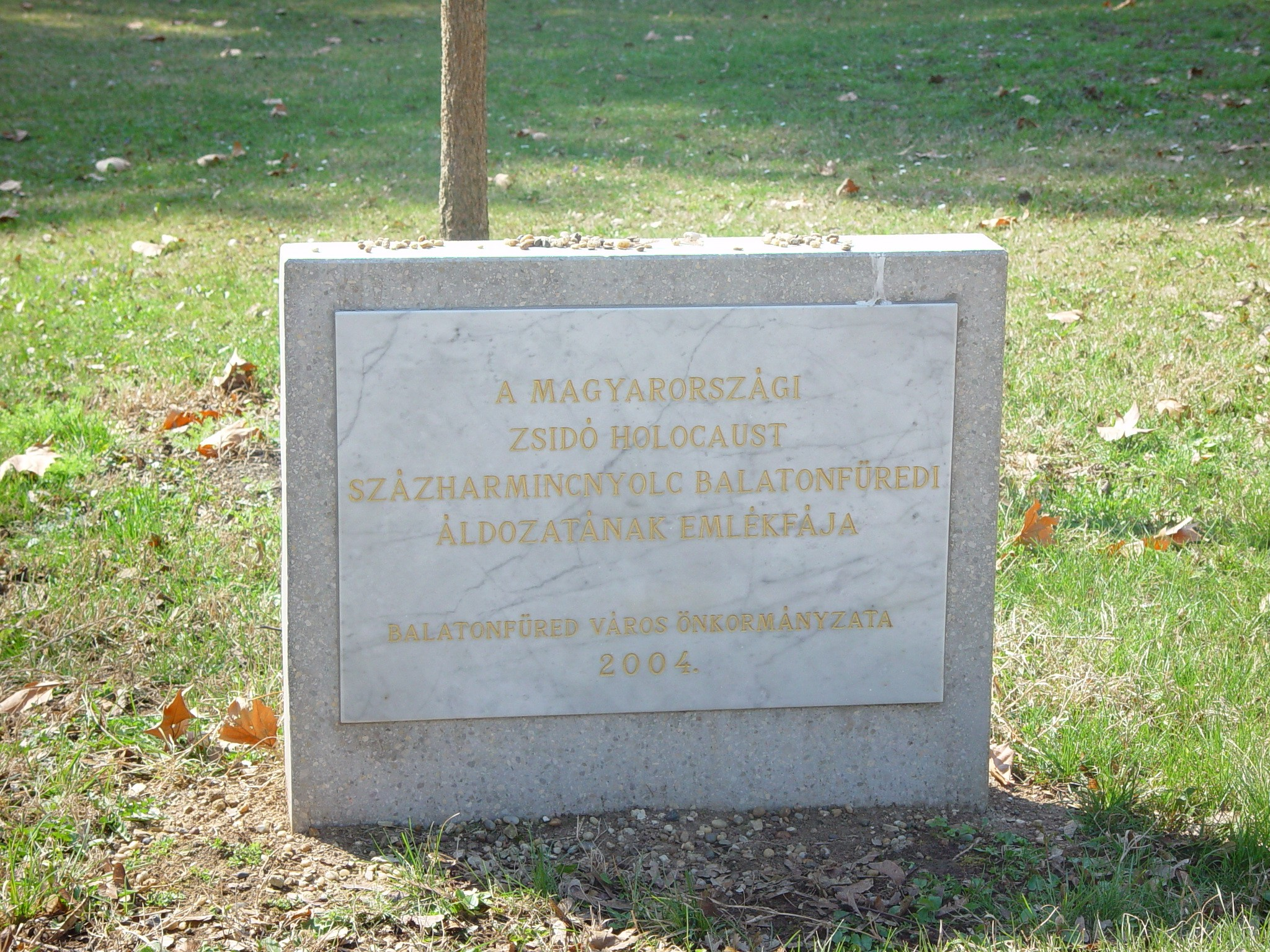
holokauszt, Tagore sétány
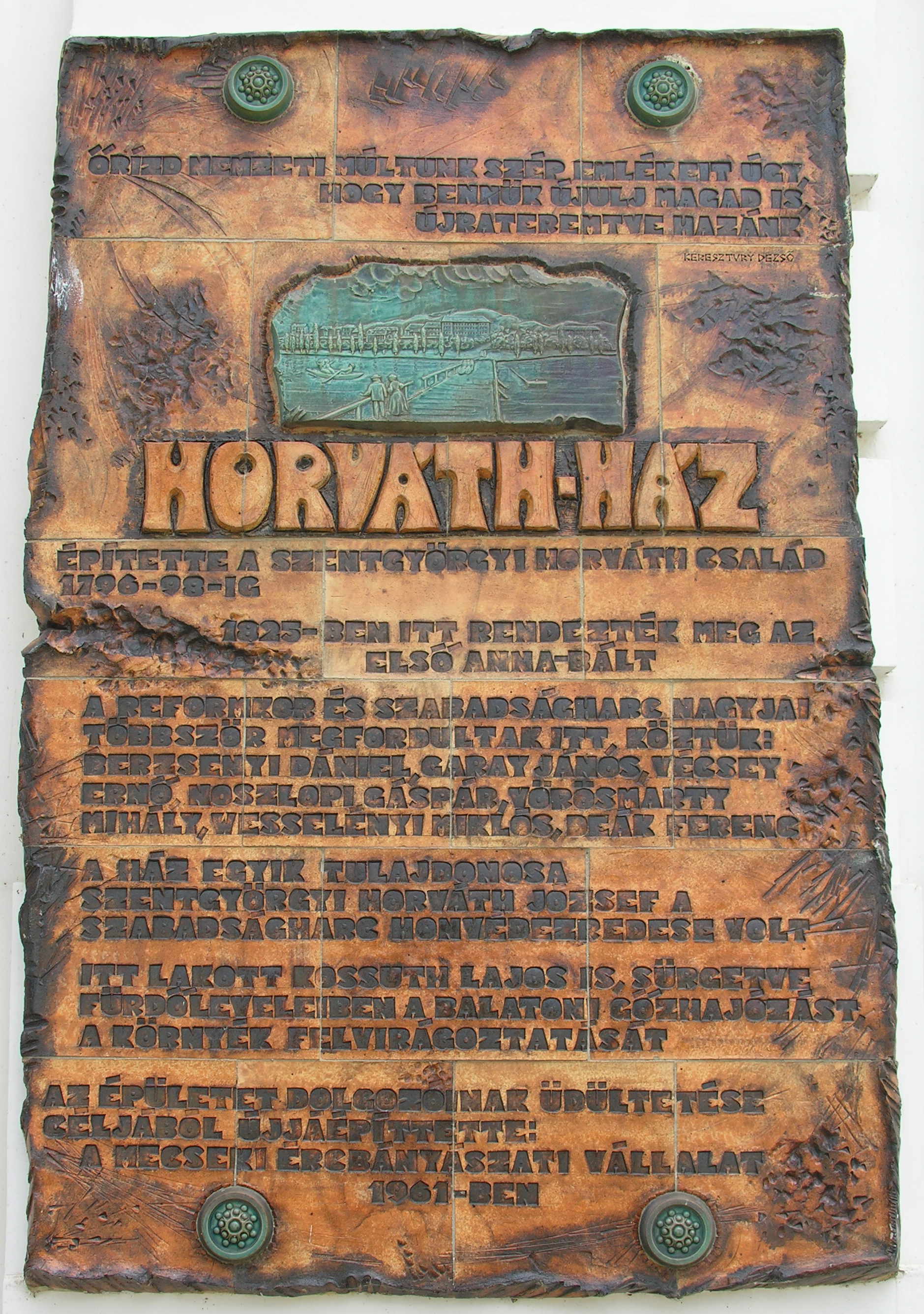
Horváth-ház, Gyógy tér 3.
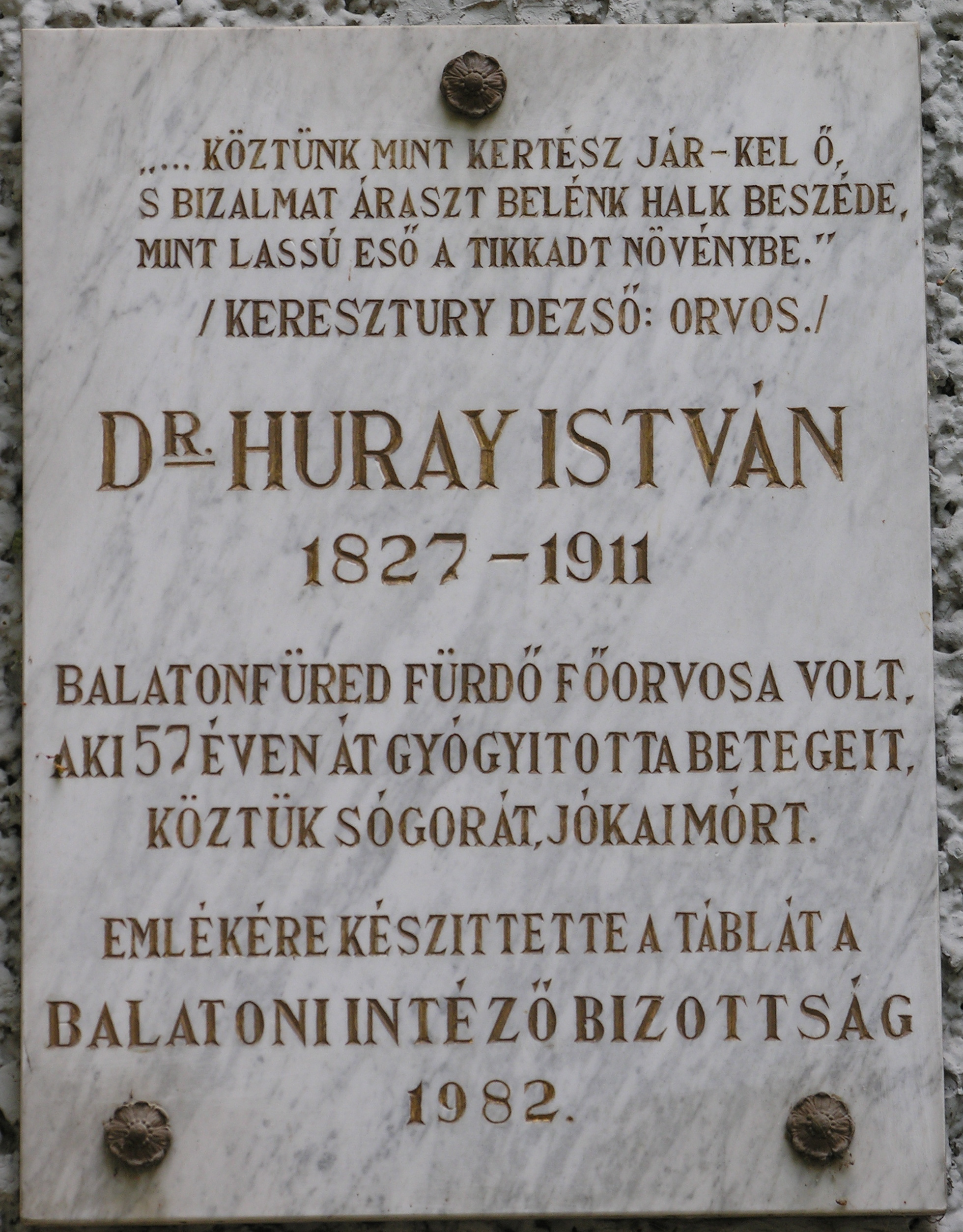
Huray István, Jókai Mór utca 32.
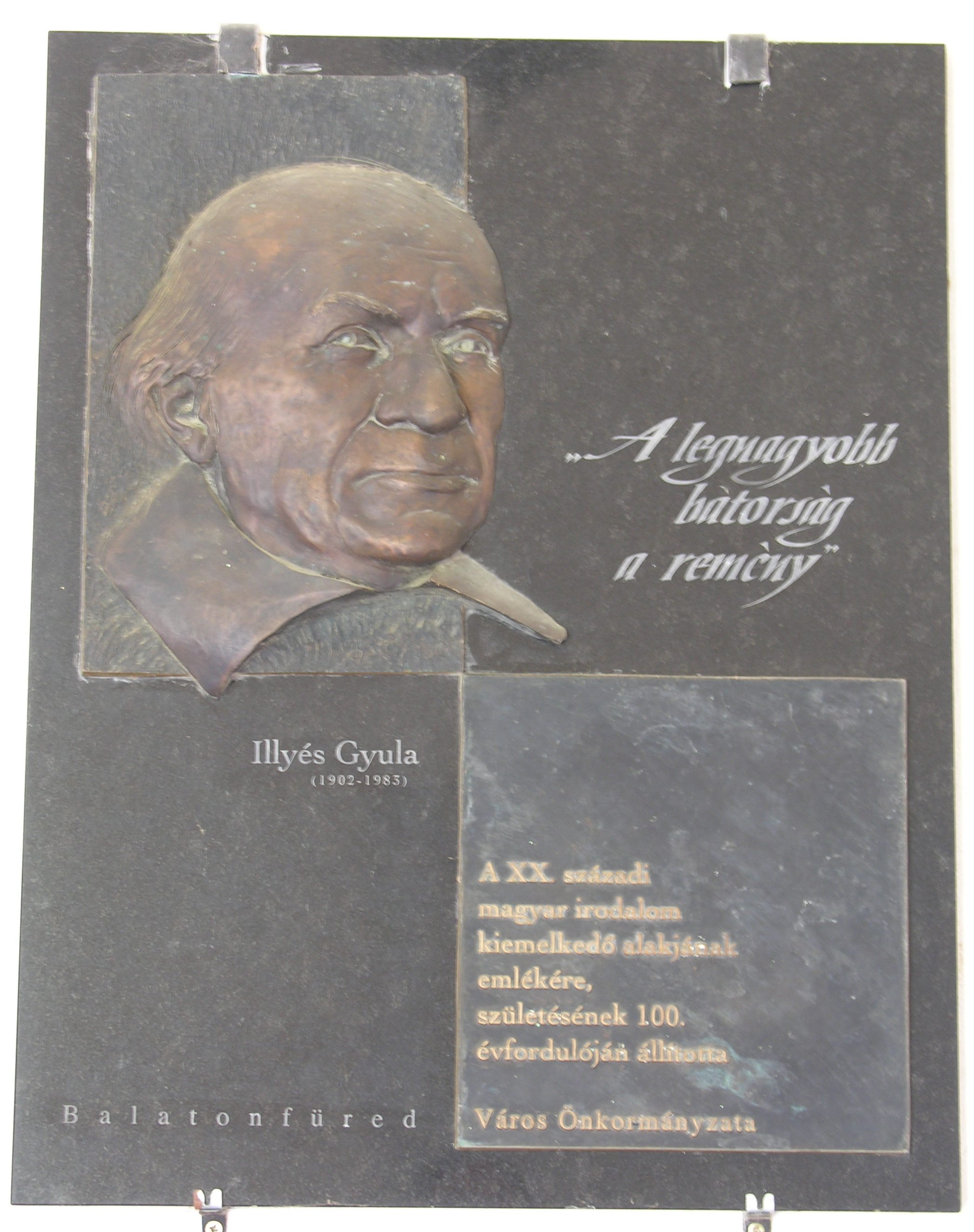
Illyés Gyula, Gyógy tér 1.
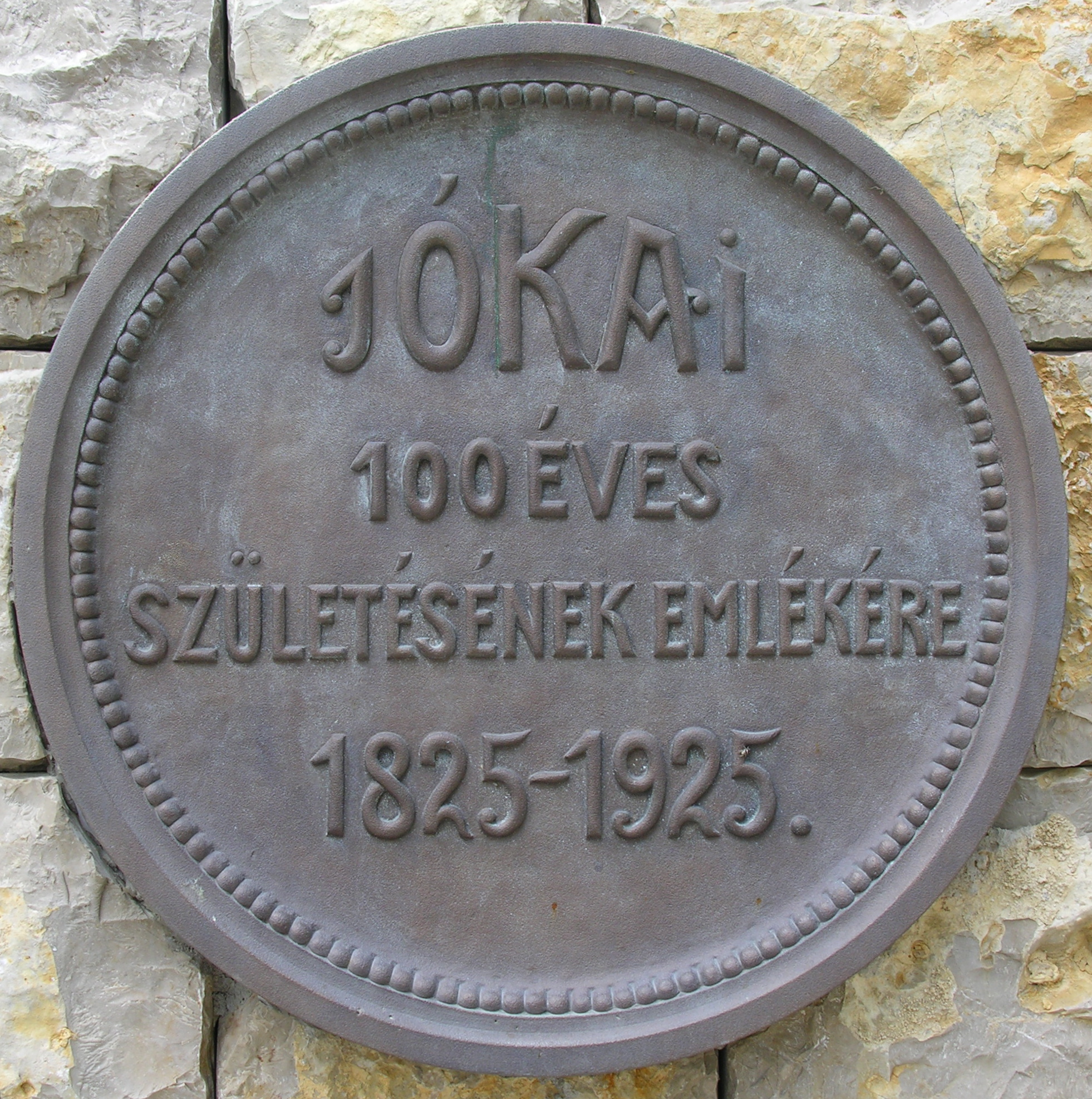
Jókai Mór, Blaha Lujza utca
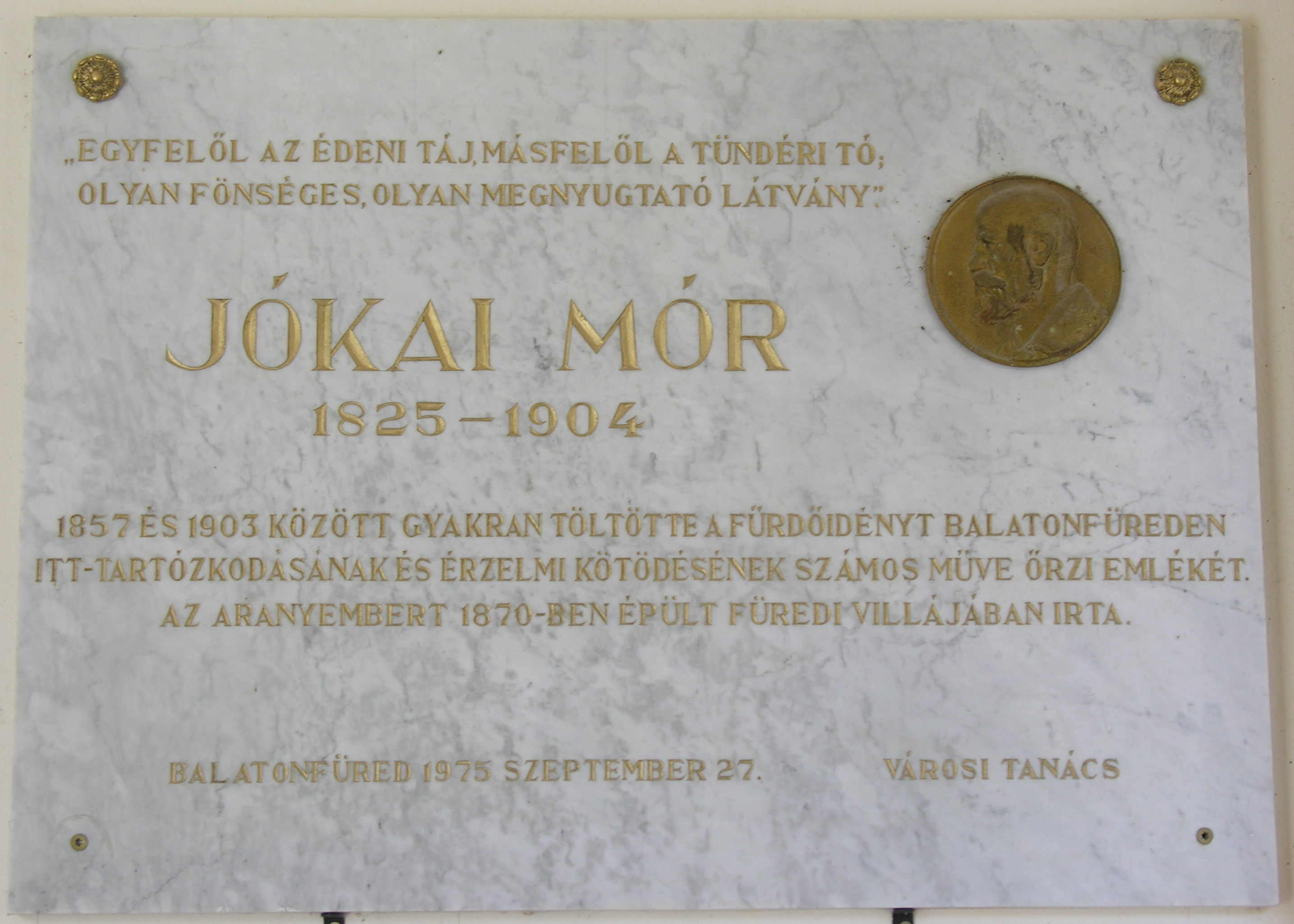
Jókai Mór, Gyógy tér 1.
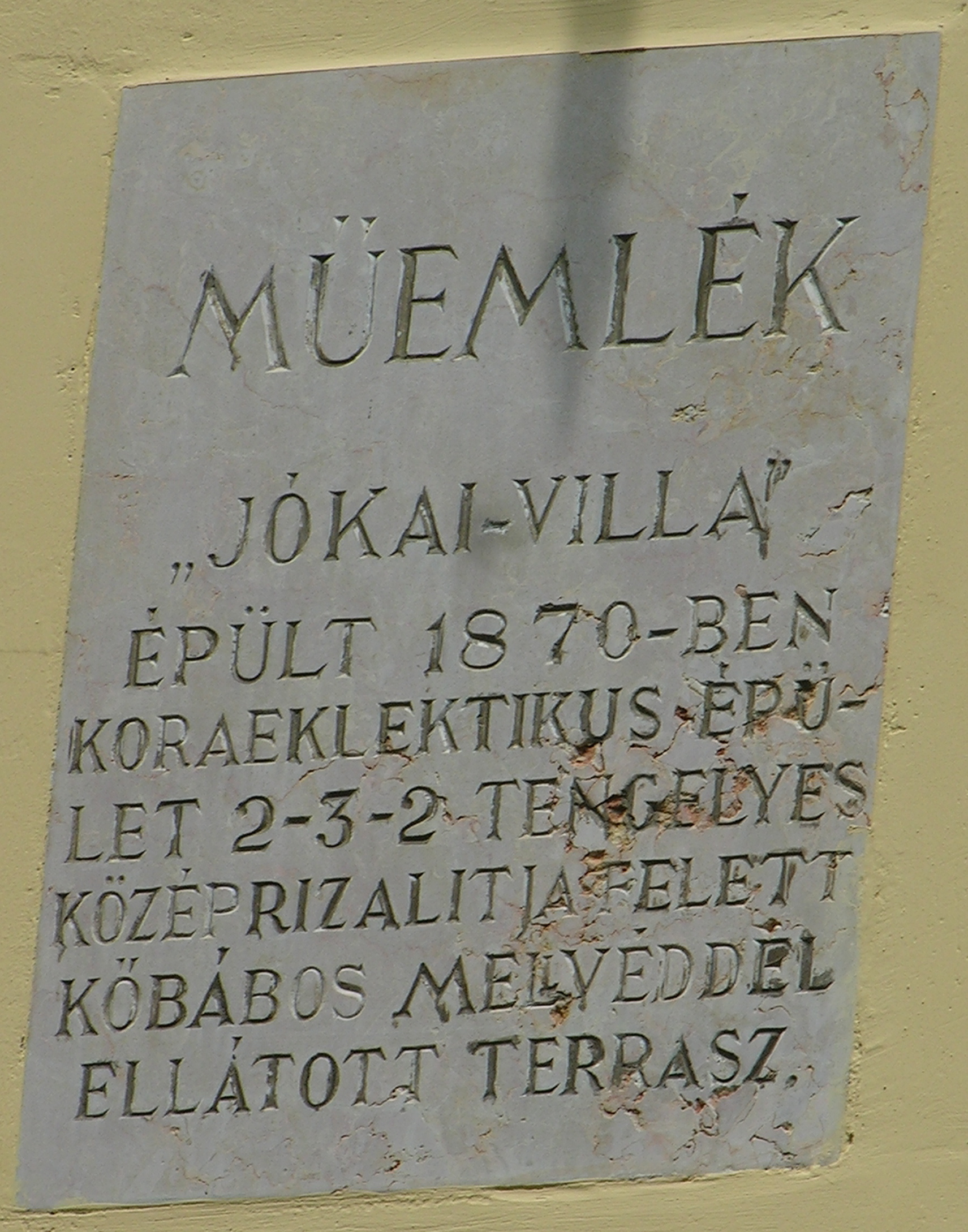
Jókai-villa, Honvéd utca 1.
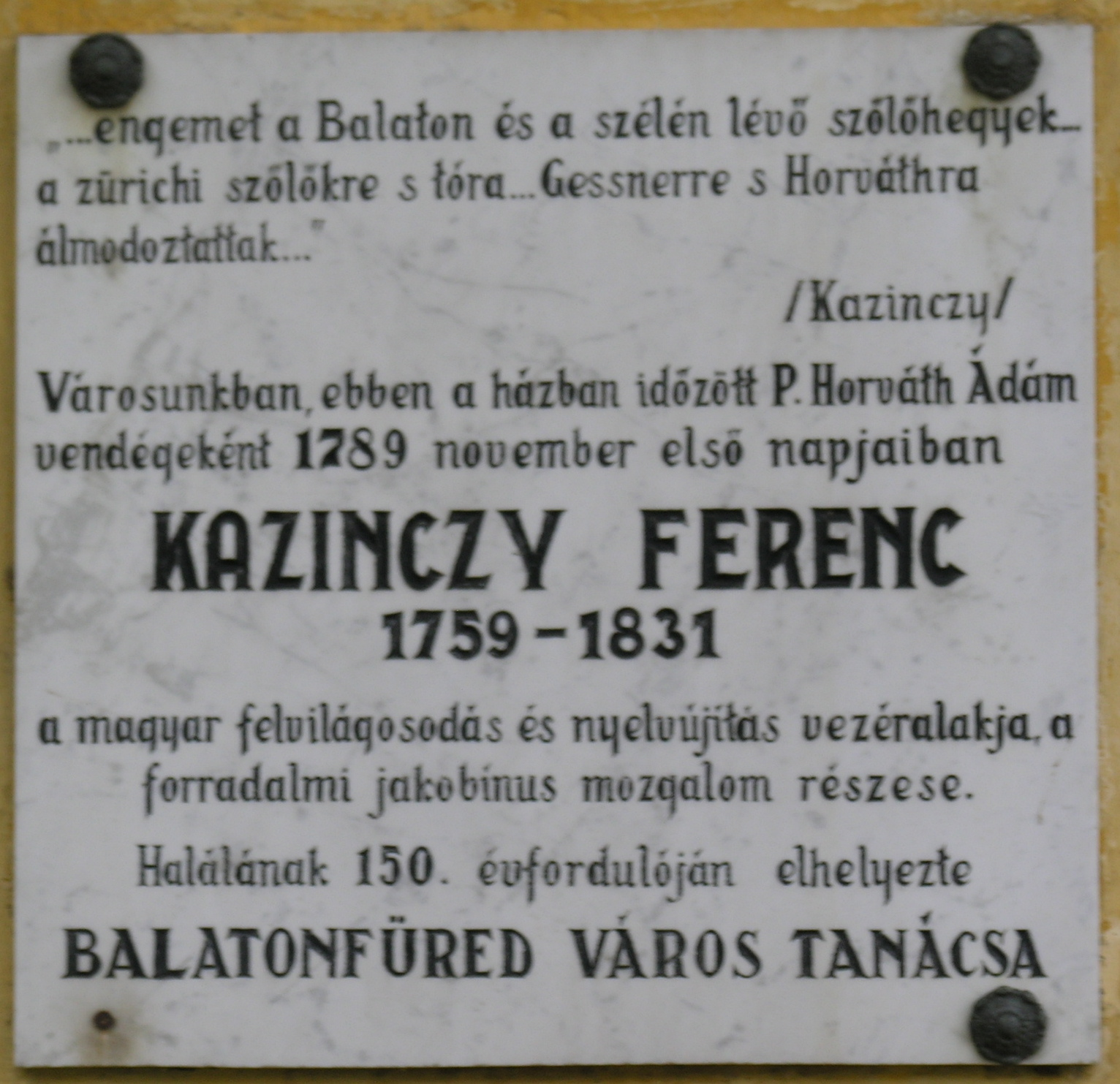
Kazinczy Ferenc, Ady Endre utca 13.
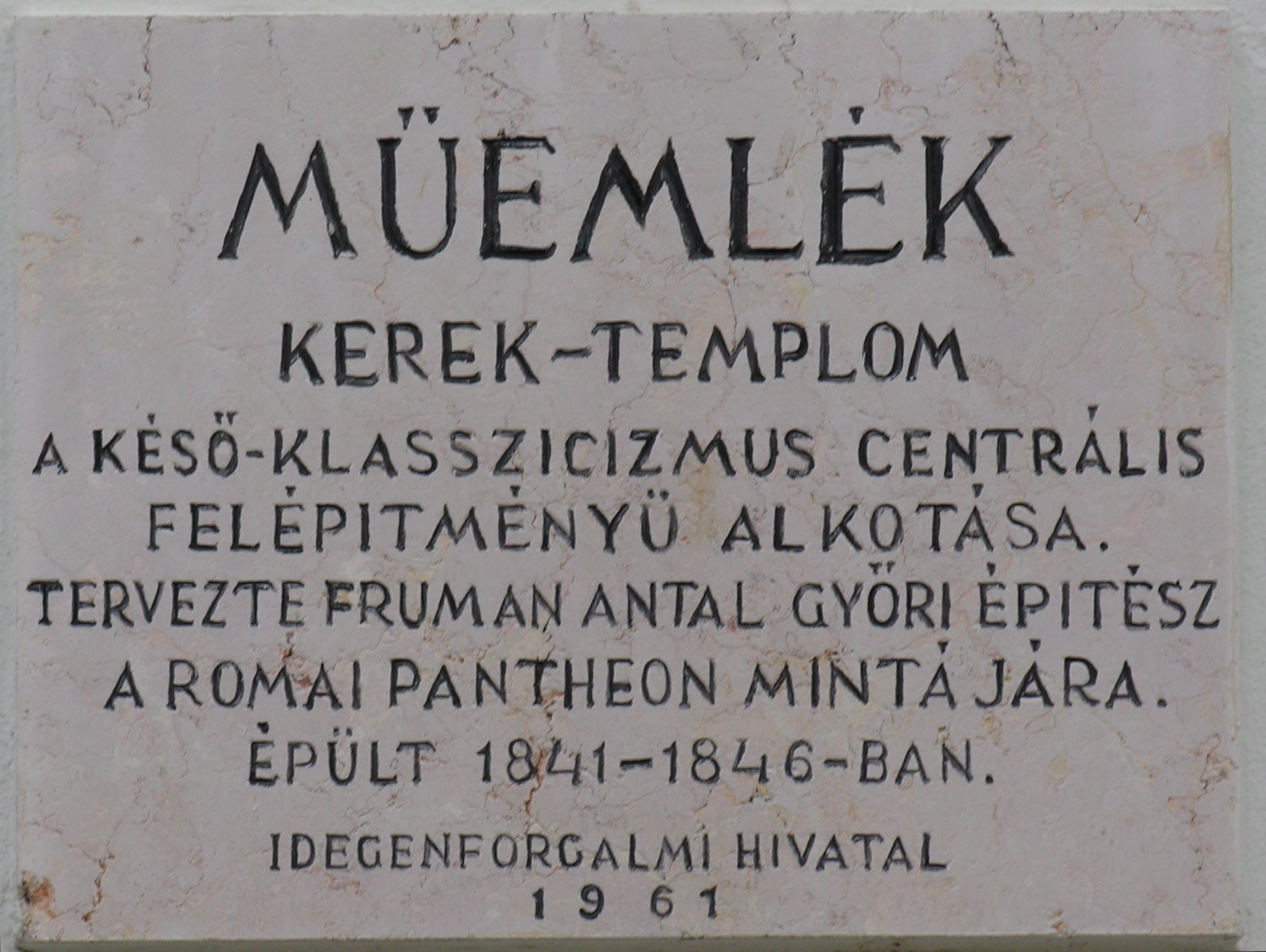
Kerektemplom, Blaha Lujza utca
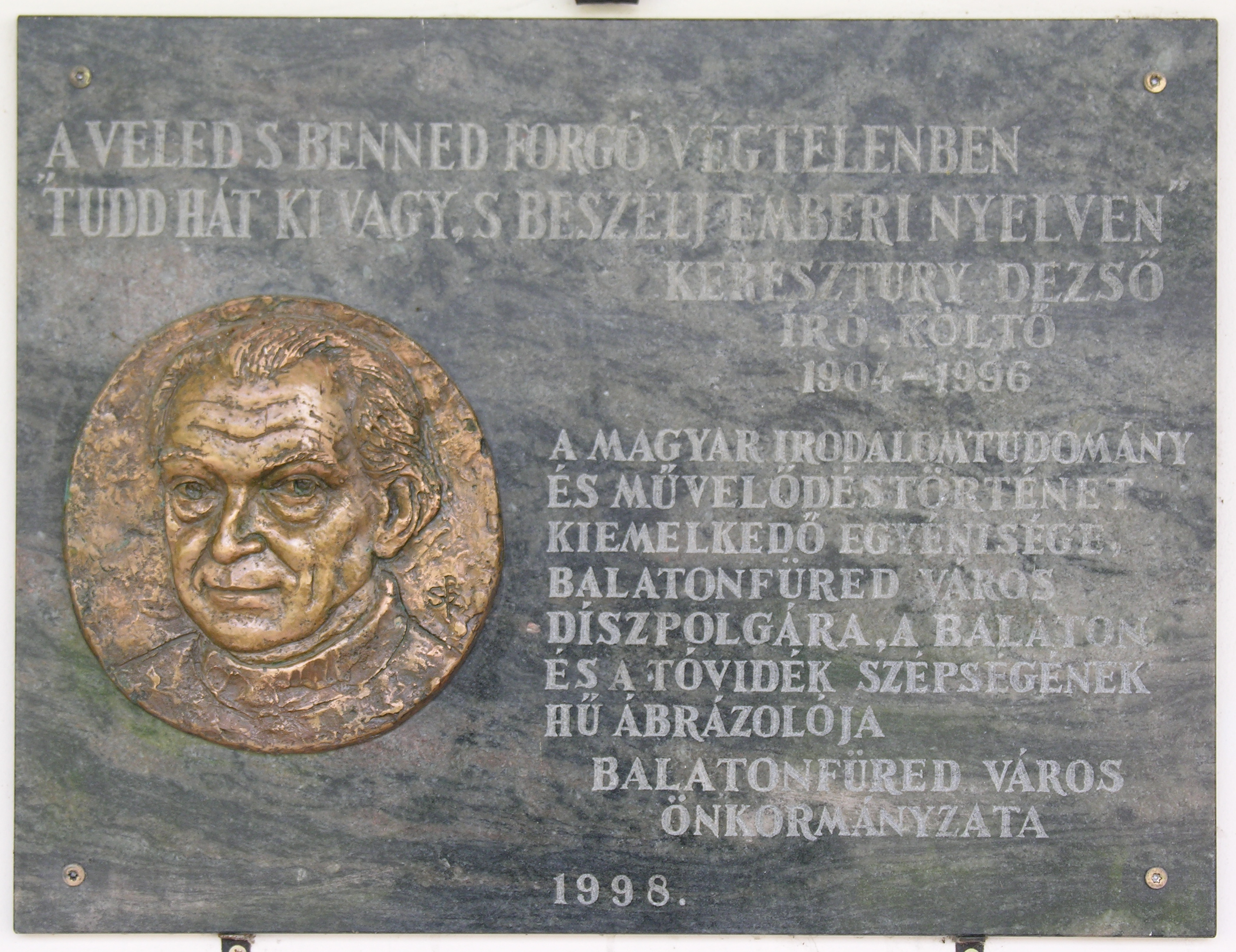
Keresztury Dezső, Gyógy tér 1.
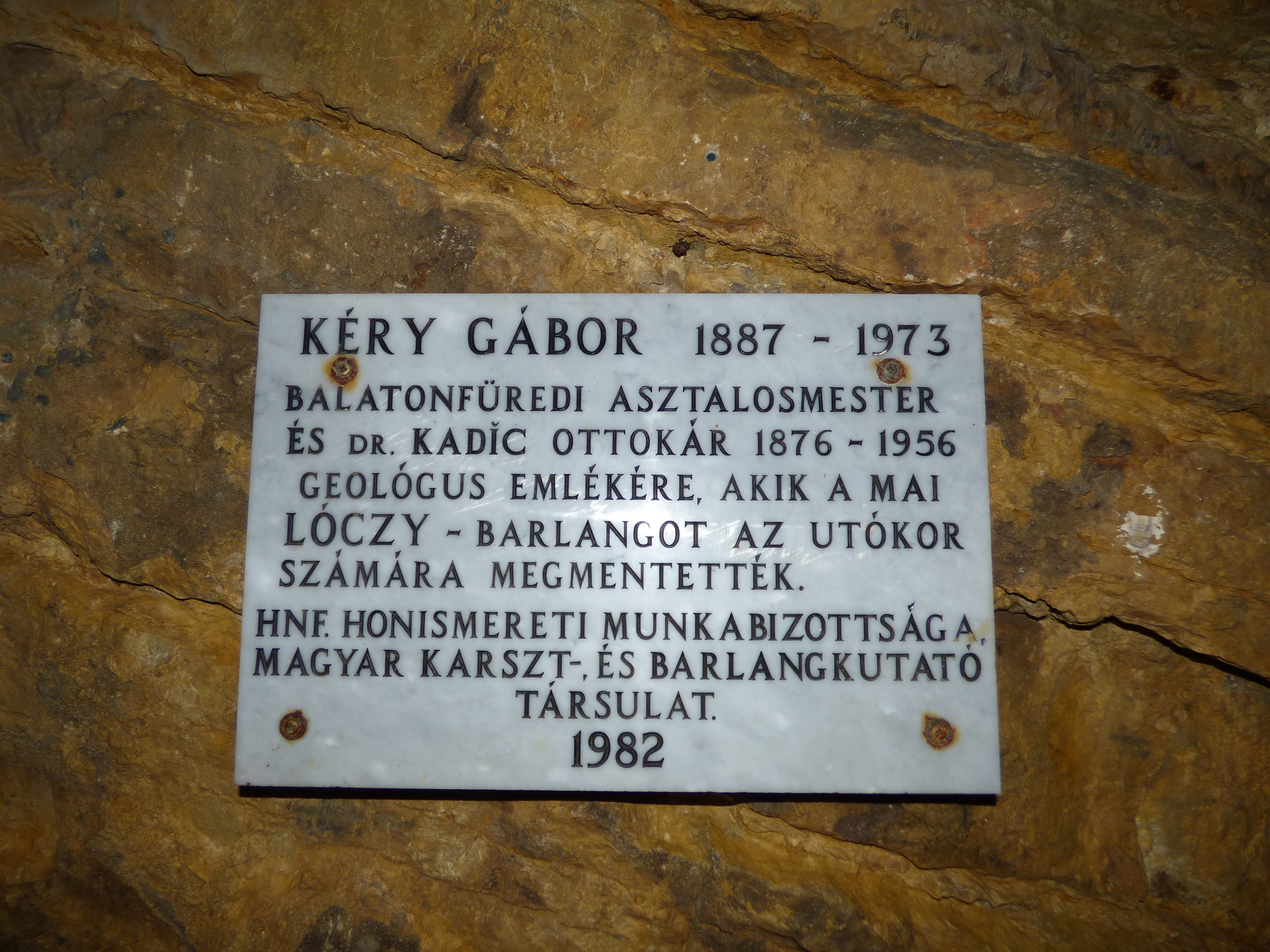
Kéry Gábor és Kadić Ottokár, Lóczy-barlang
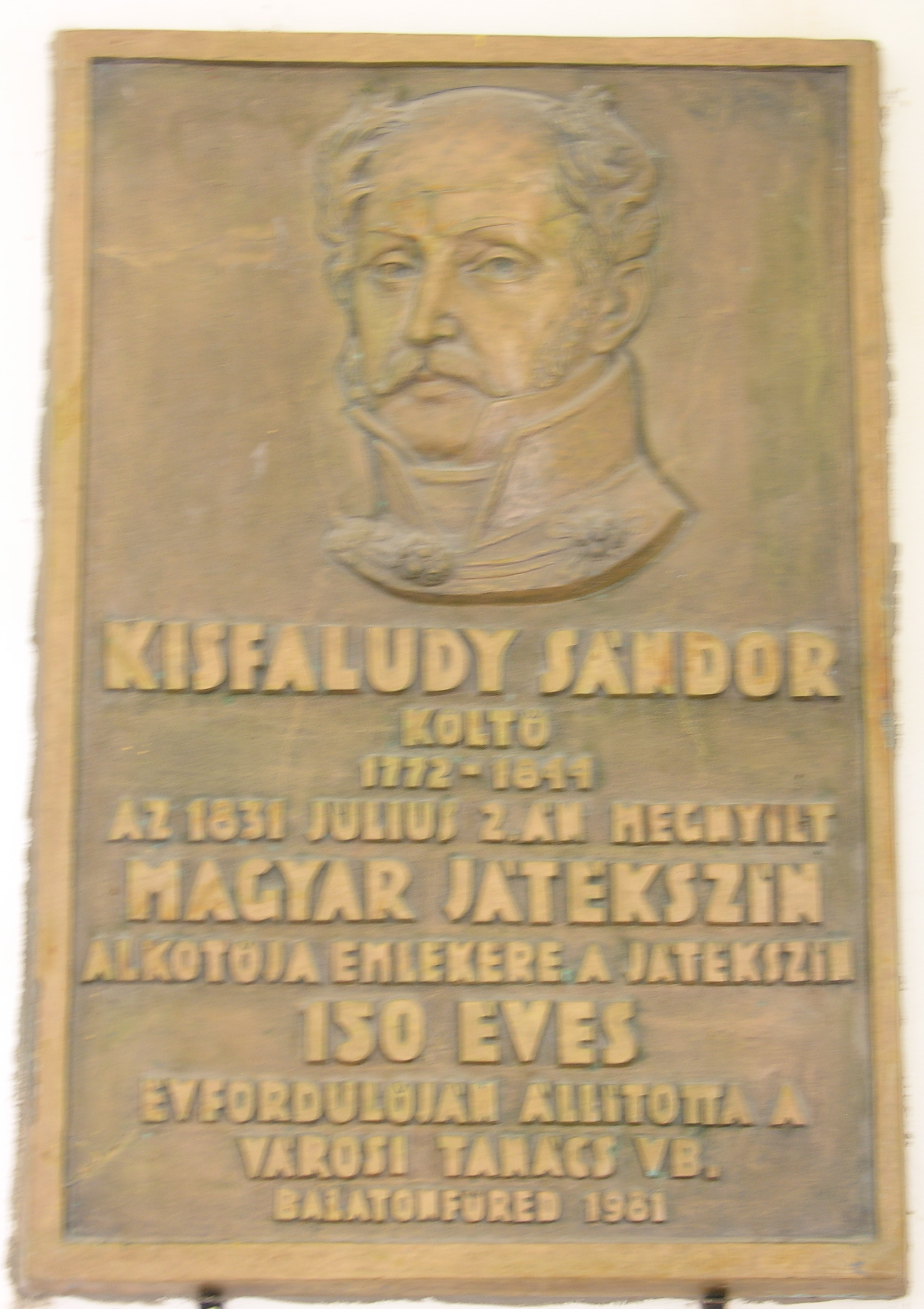
Kisfaludy Sándor, Gyógy tér 1.
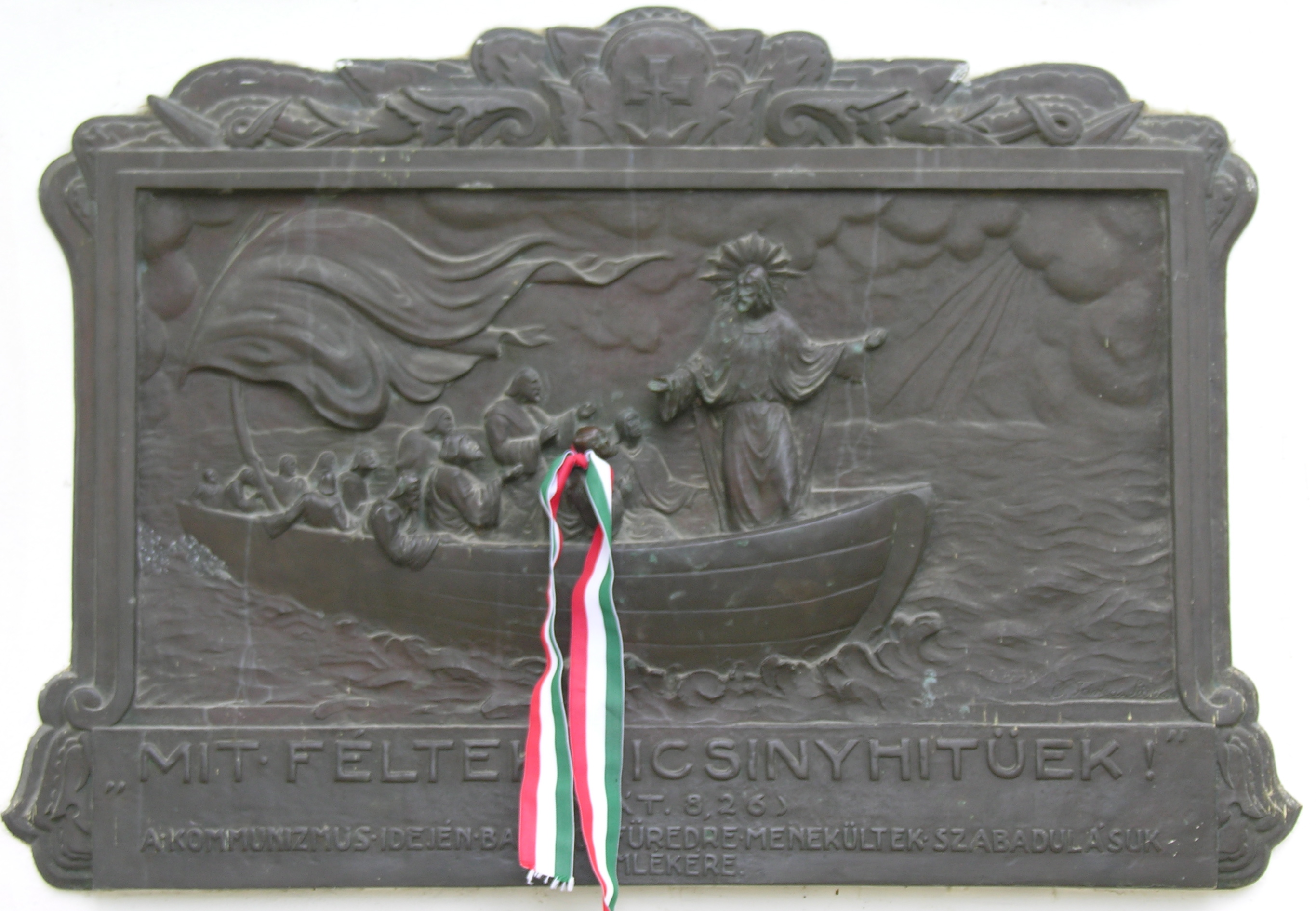
Kommunista terror elől menekültek, Blaha Lujza utca alkotó: Boldogfai Farkas Sándor
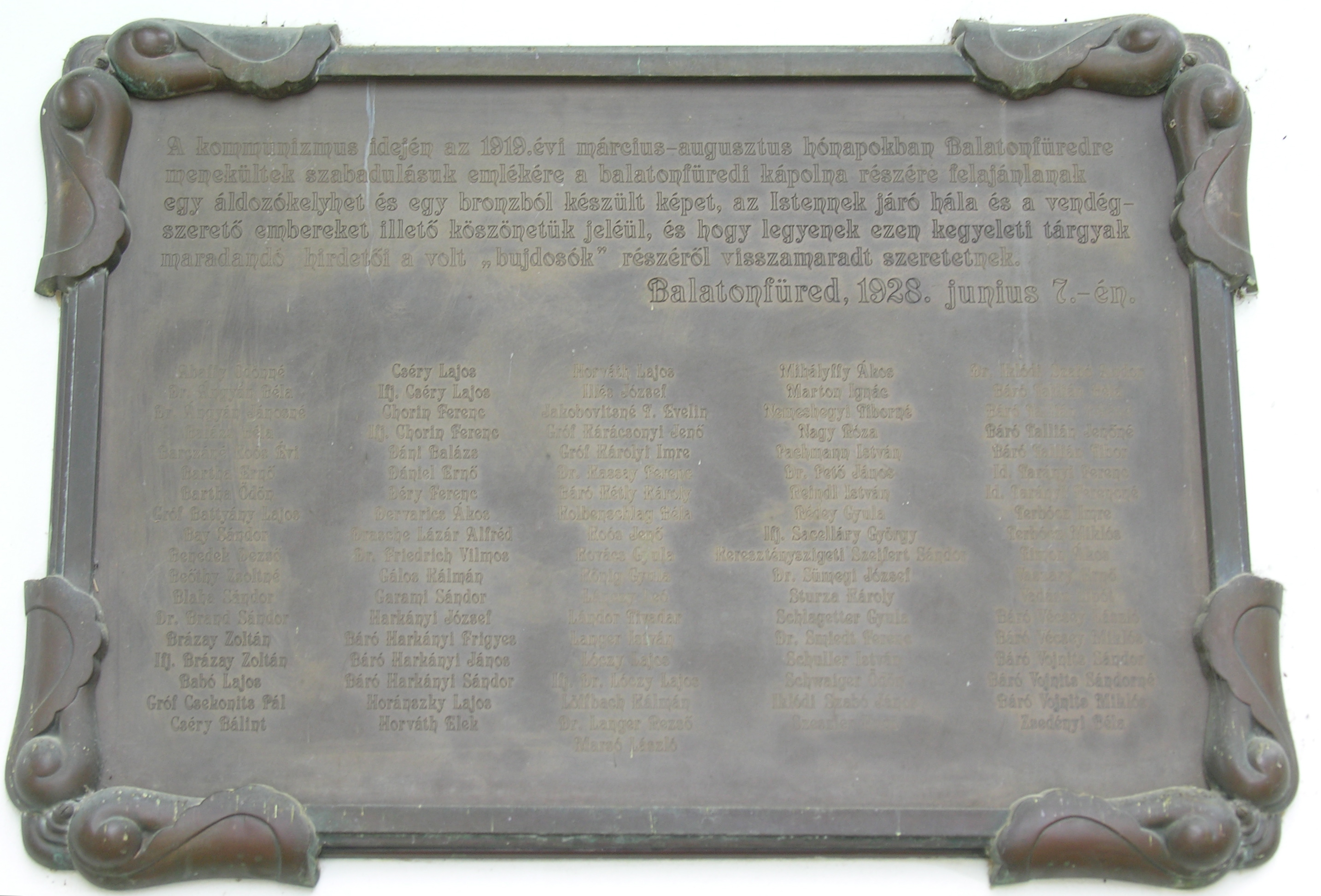
Kommunista terror elől menekültek, Blaha Lujza utca
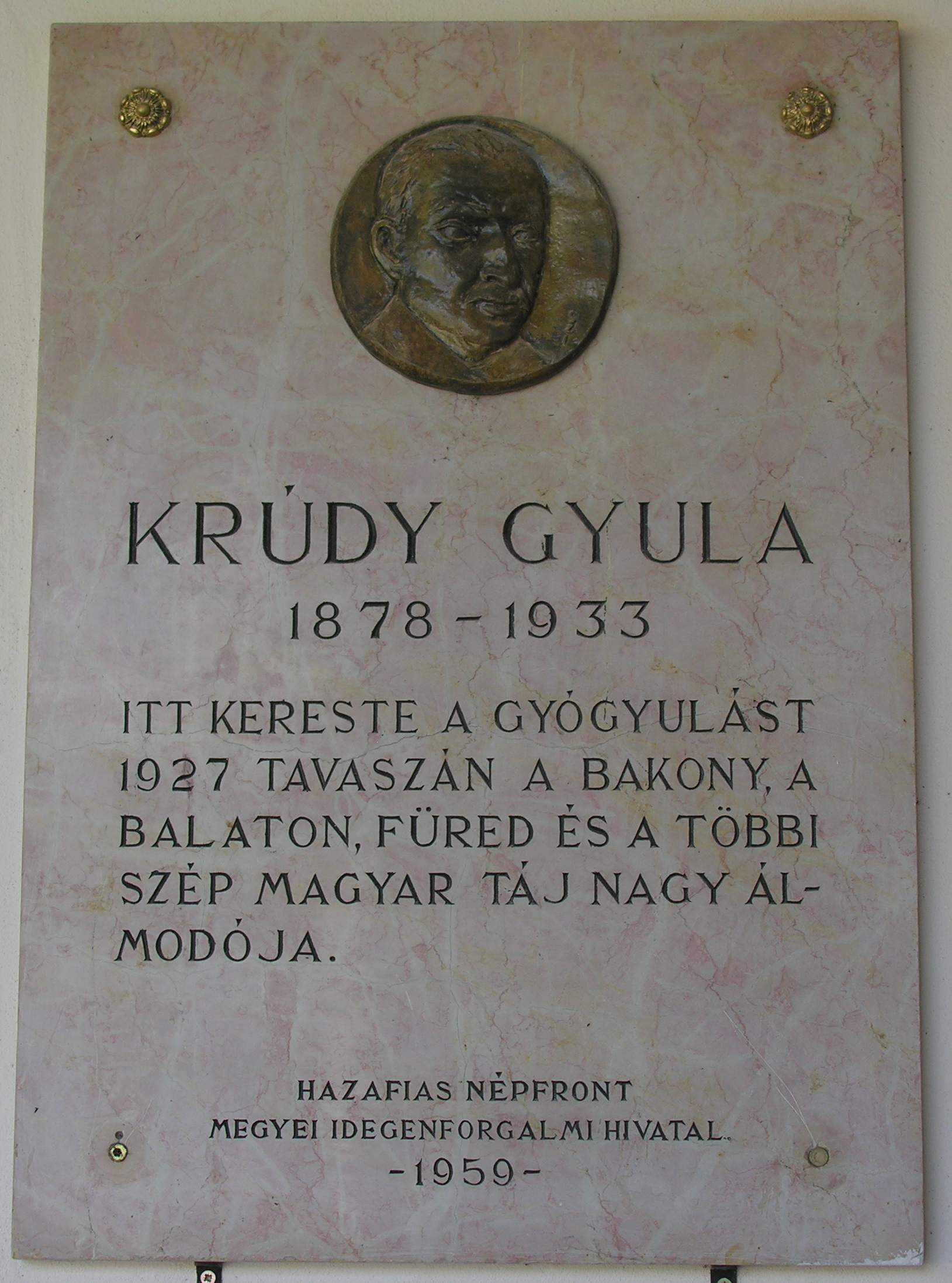
Krúdy Gyula, Gyógy tér 1.
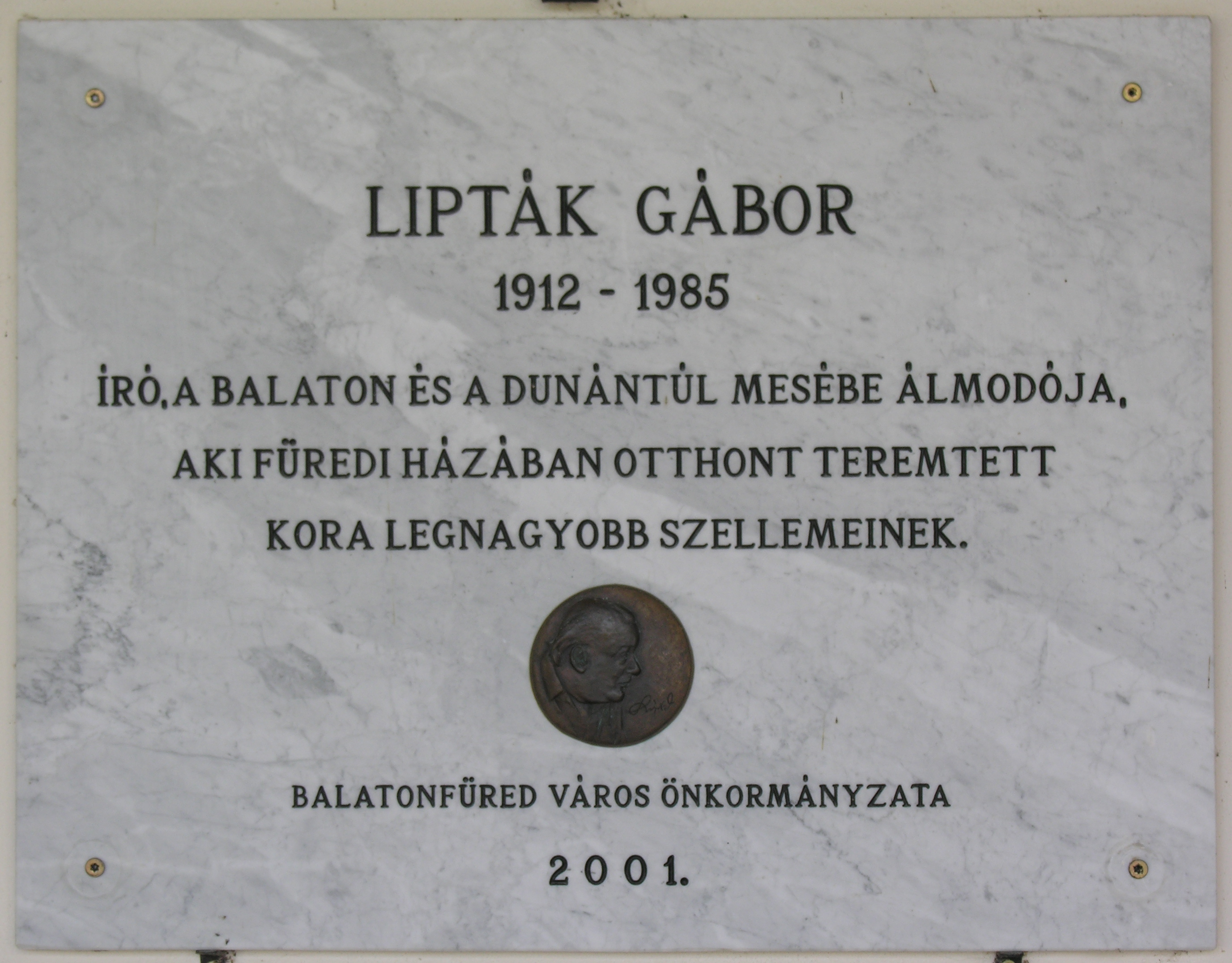
Lipták Gábor, Gyógy tér 1.
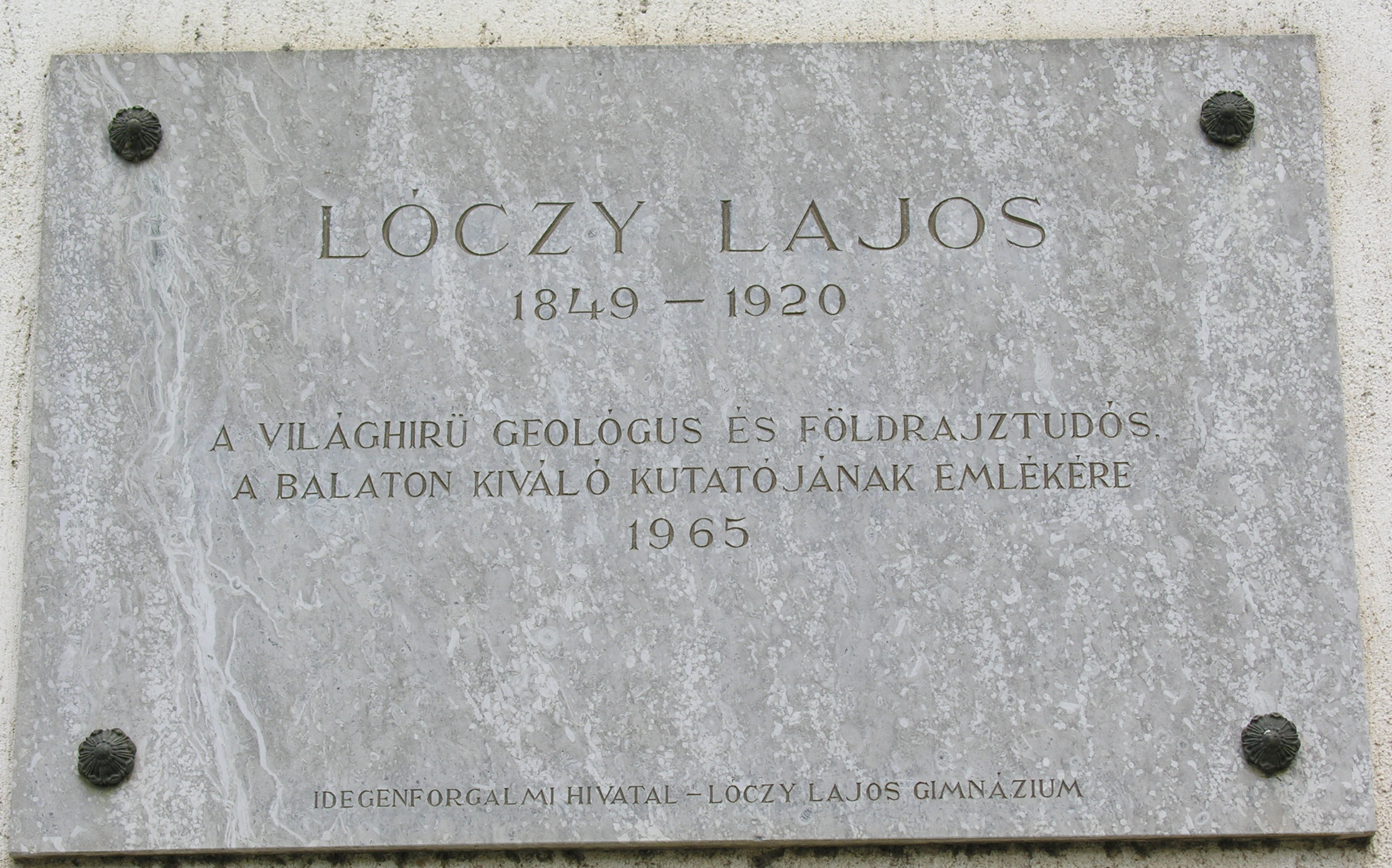
Lóczy Lajos, Ady Endre utca 40.
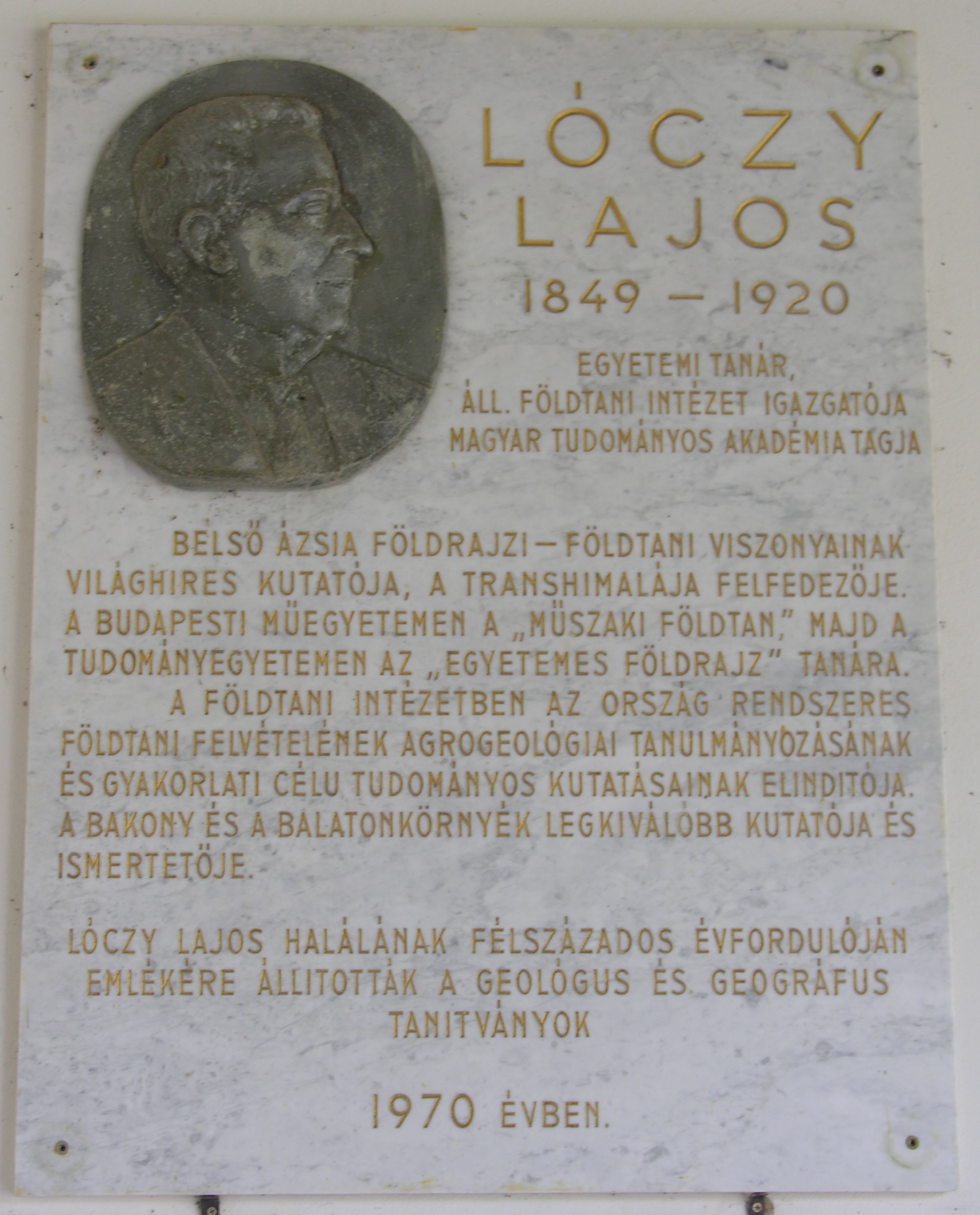
Lóczy Lajos, Gyógy tér 1.
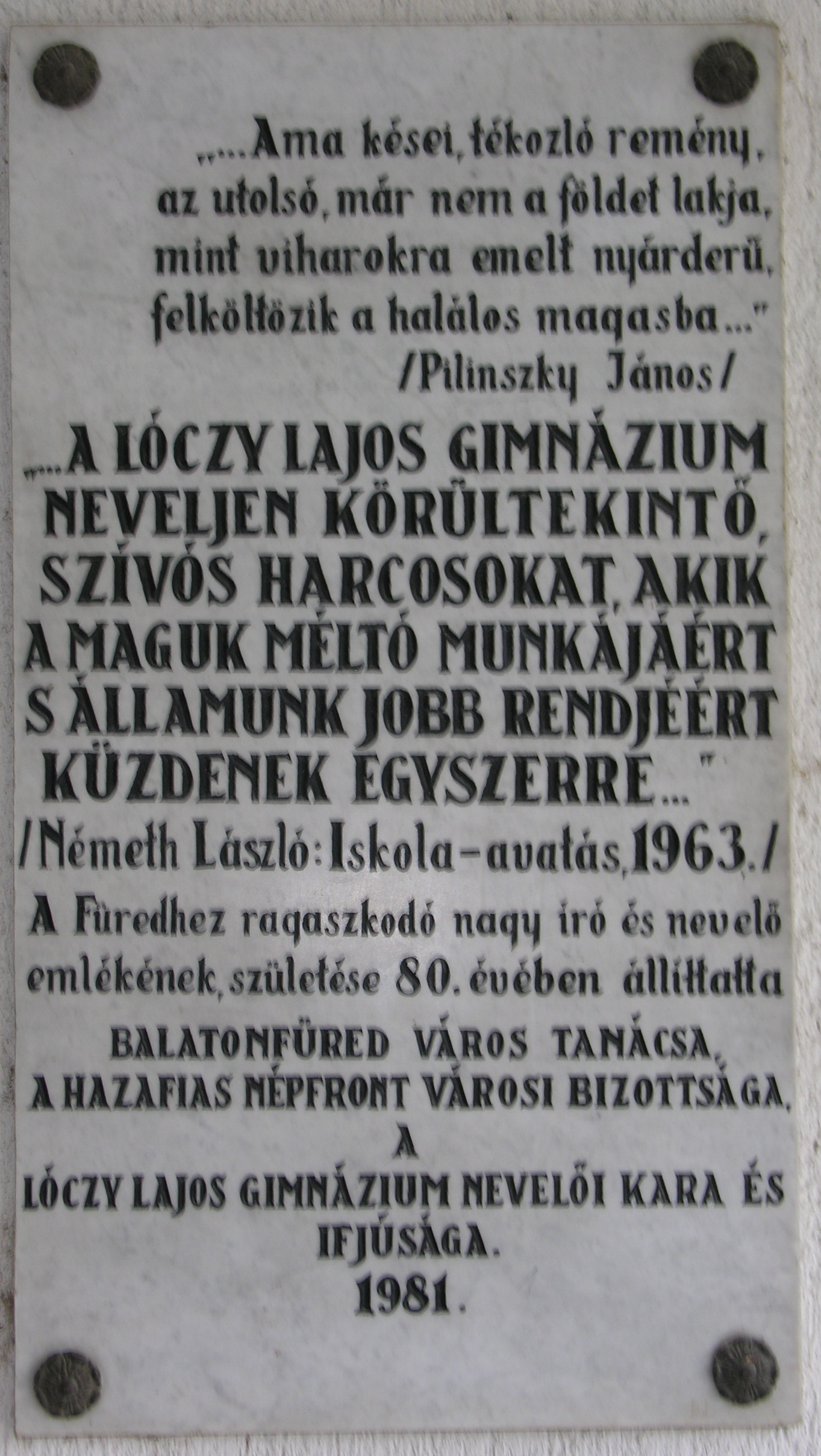
Lóczy Lajos Gimnázium, Ady Endre utca 40.
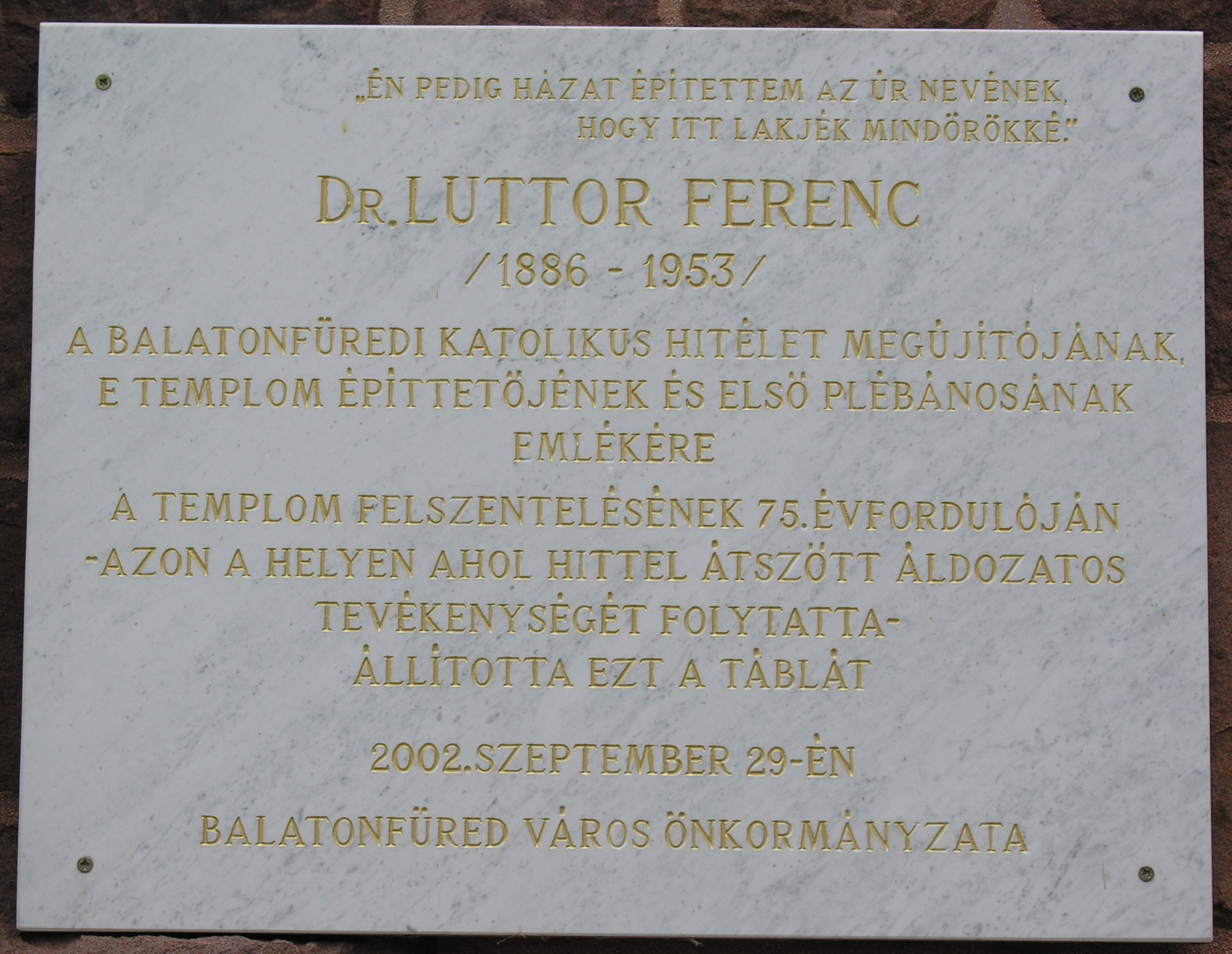
Luttor Ferenc, Szent István tér
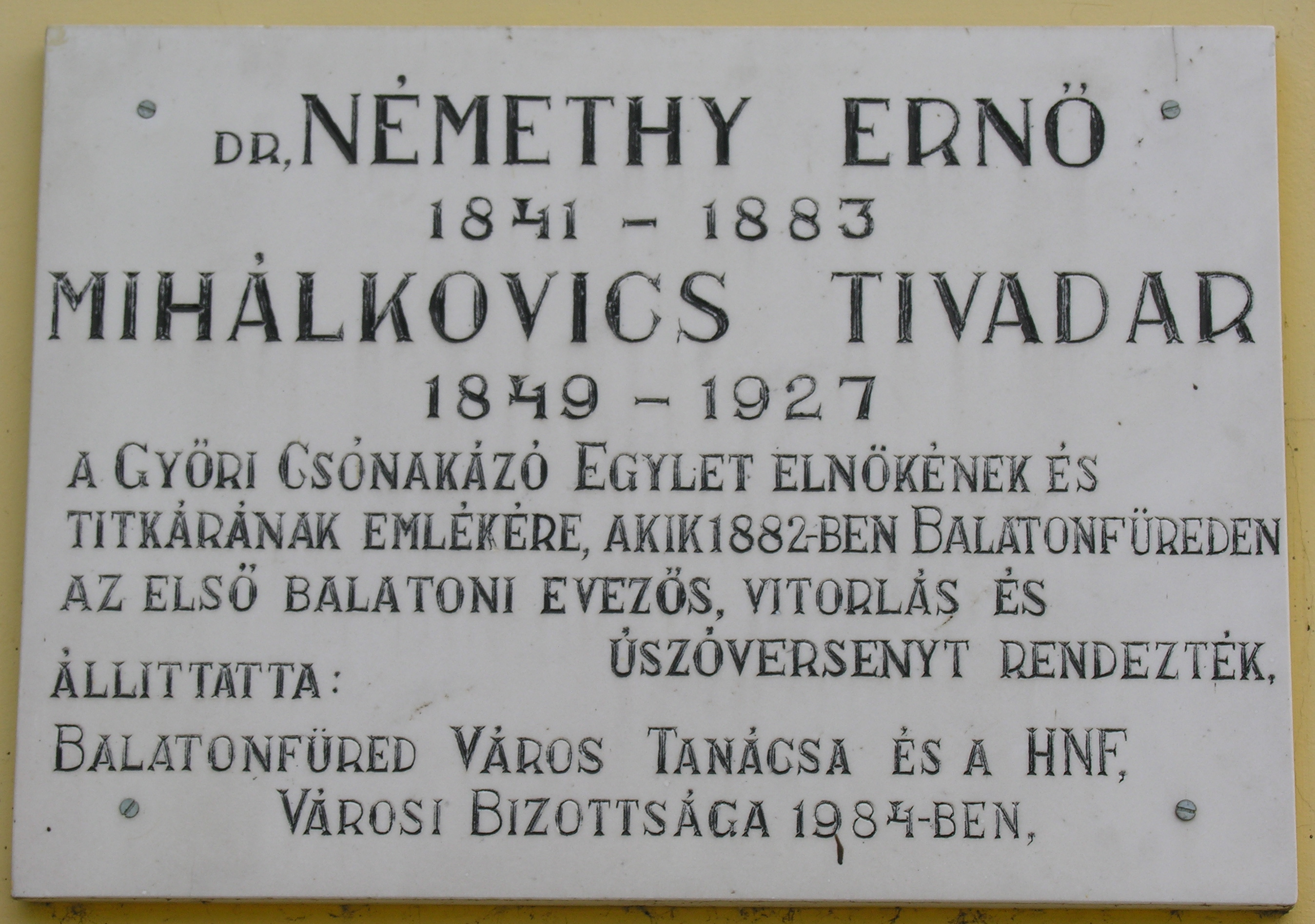
Mihálkovics Tivadar és Némethy Ernő, Tagore sétány 1.
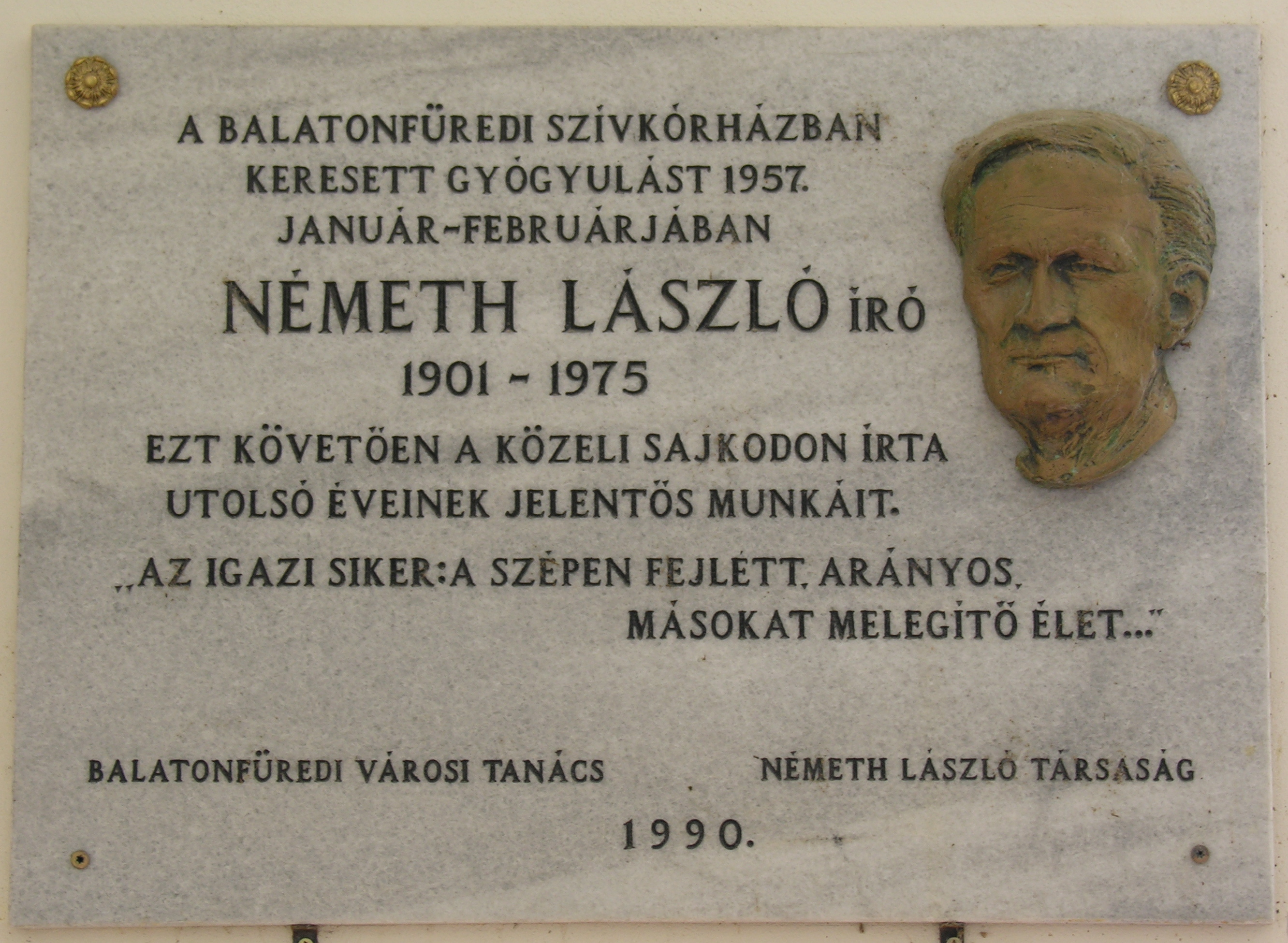
Németh László, Gyógy tér 1.
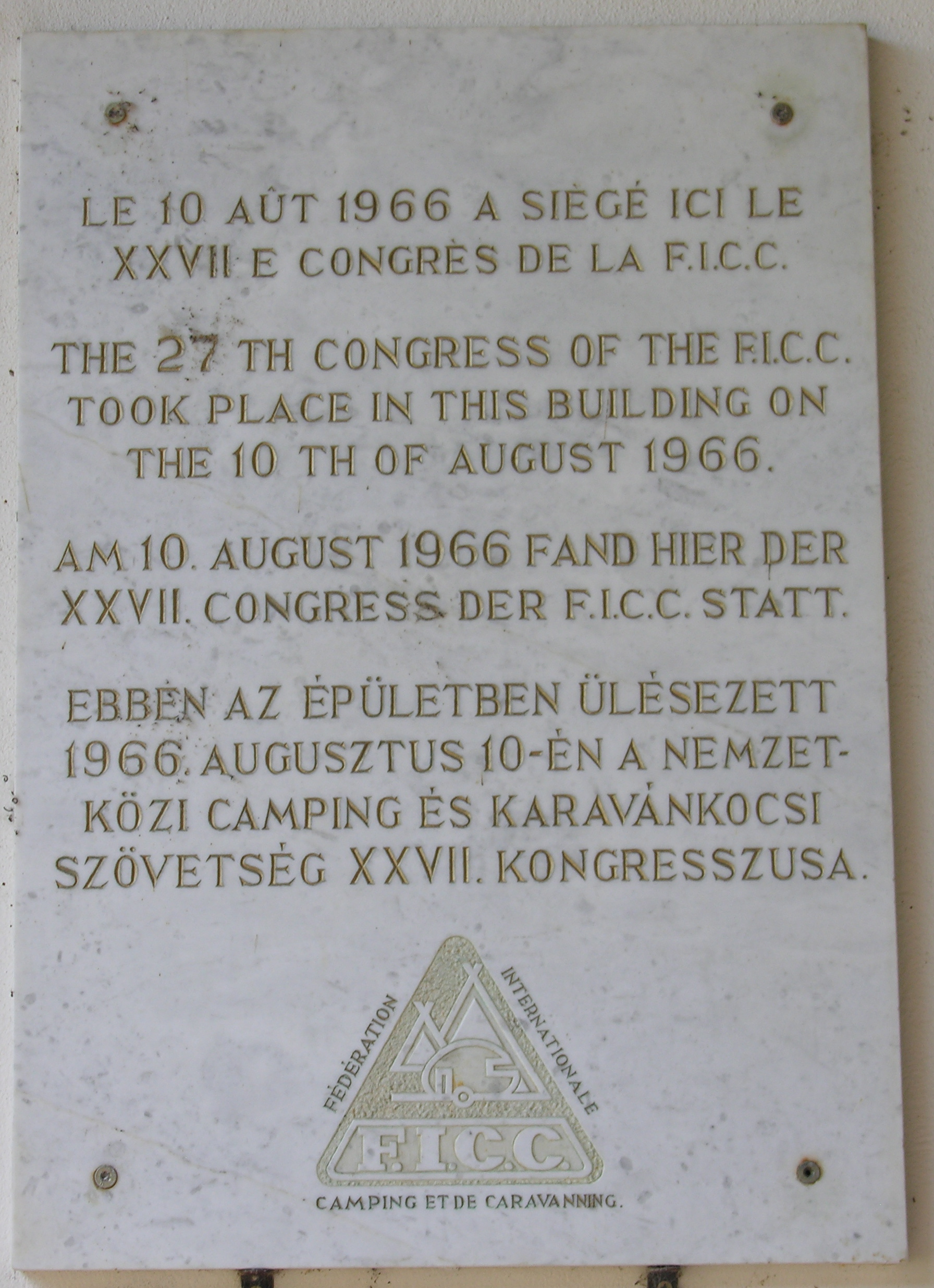
Nemzetközi Kemping és Karavánkocsi Szövetség XXVII. kongresszusa, Gyógy tér 1.
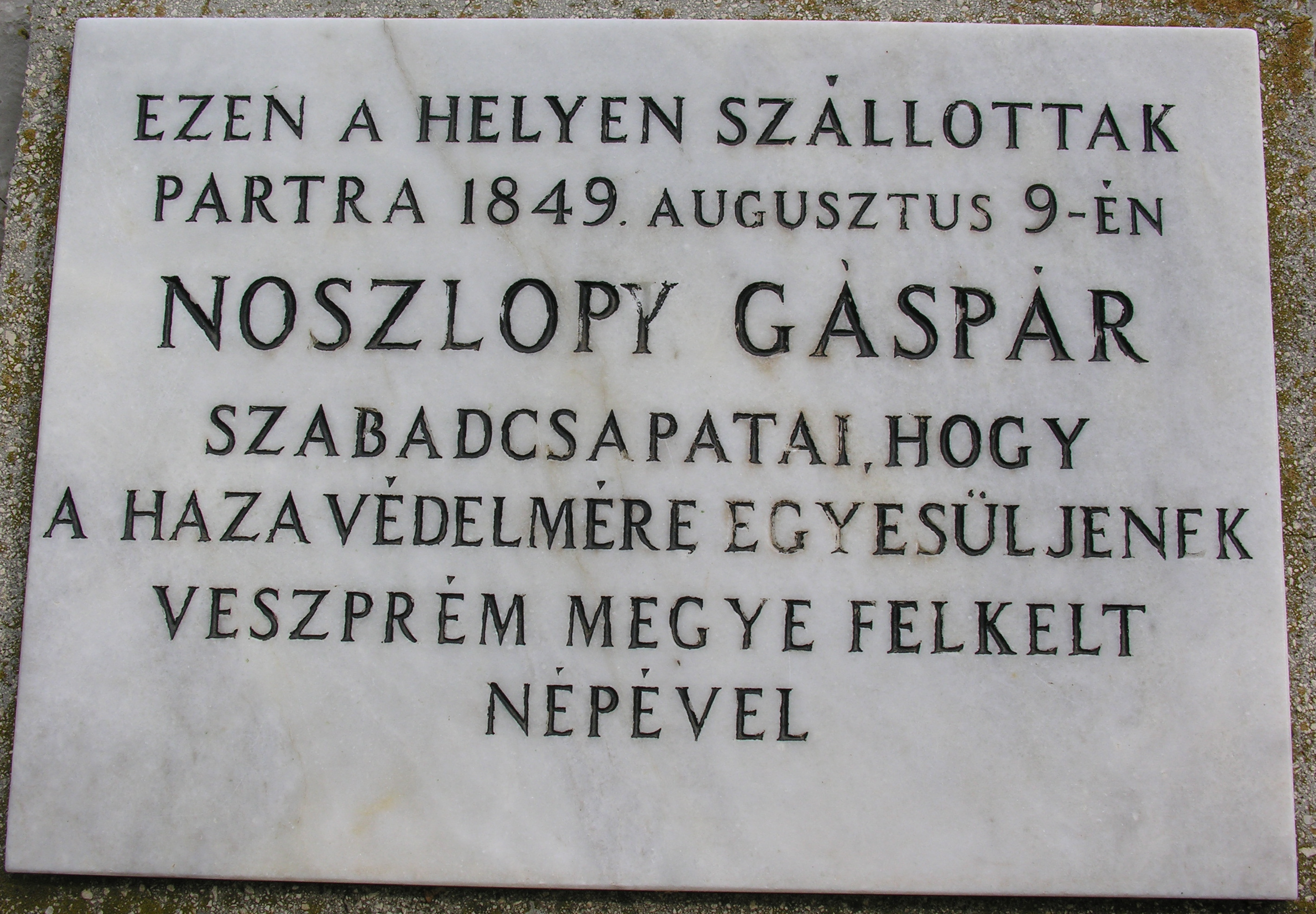
Noszlopy Gáspár, Tagore sétány
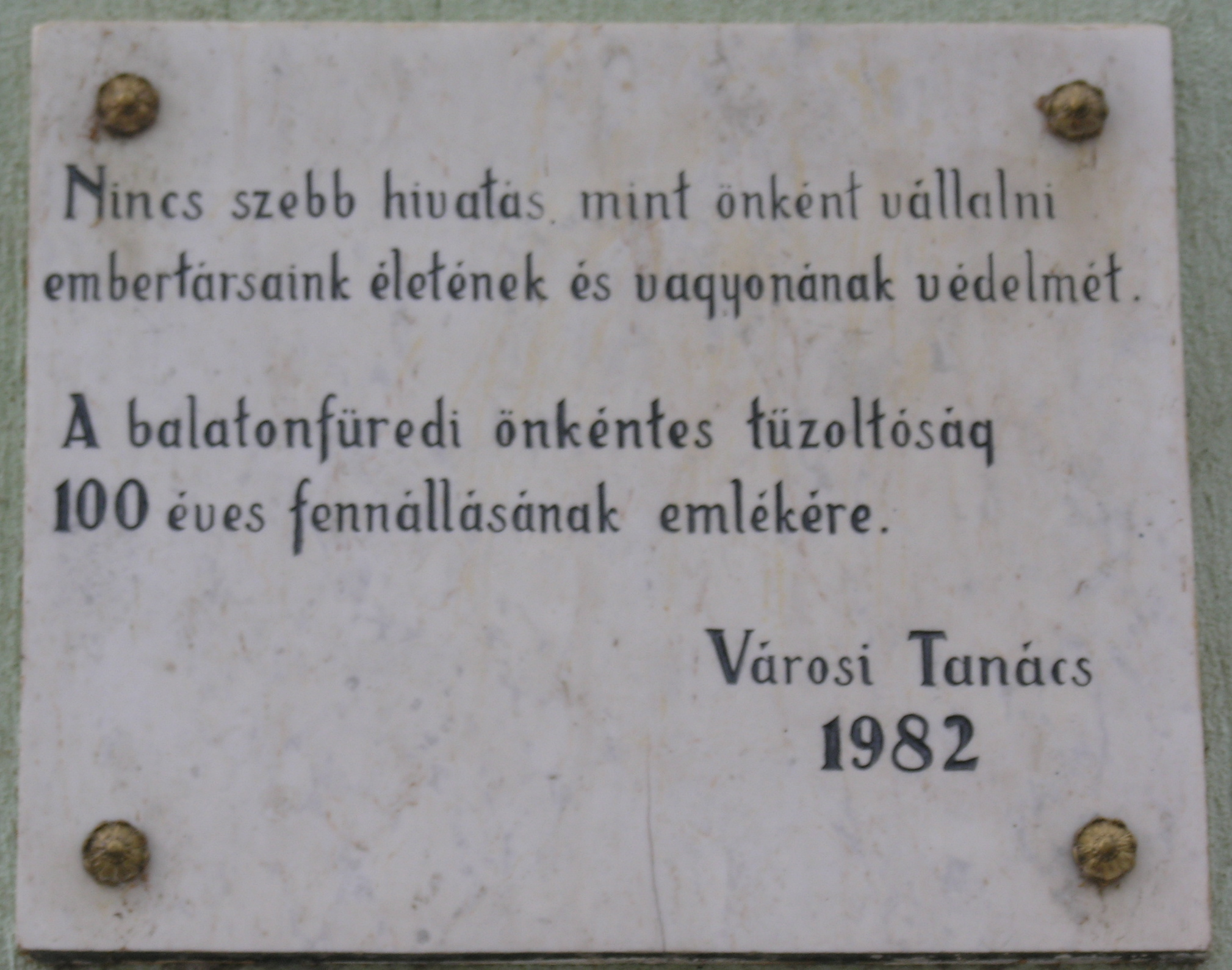
Önkéntes Tűzoltóság, Kossuth Lajos utca 25.
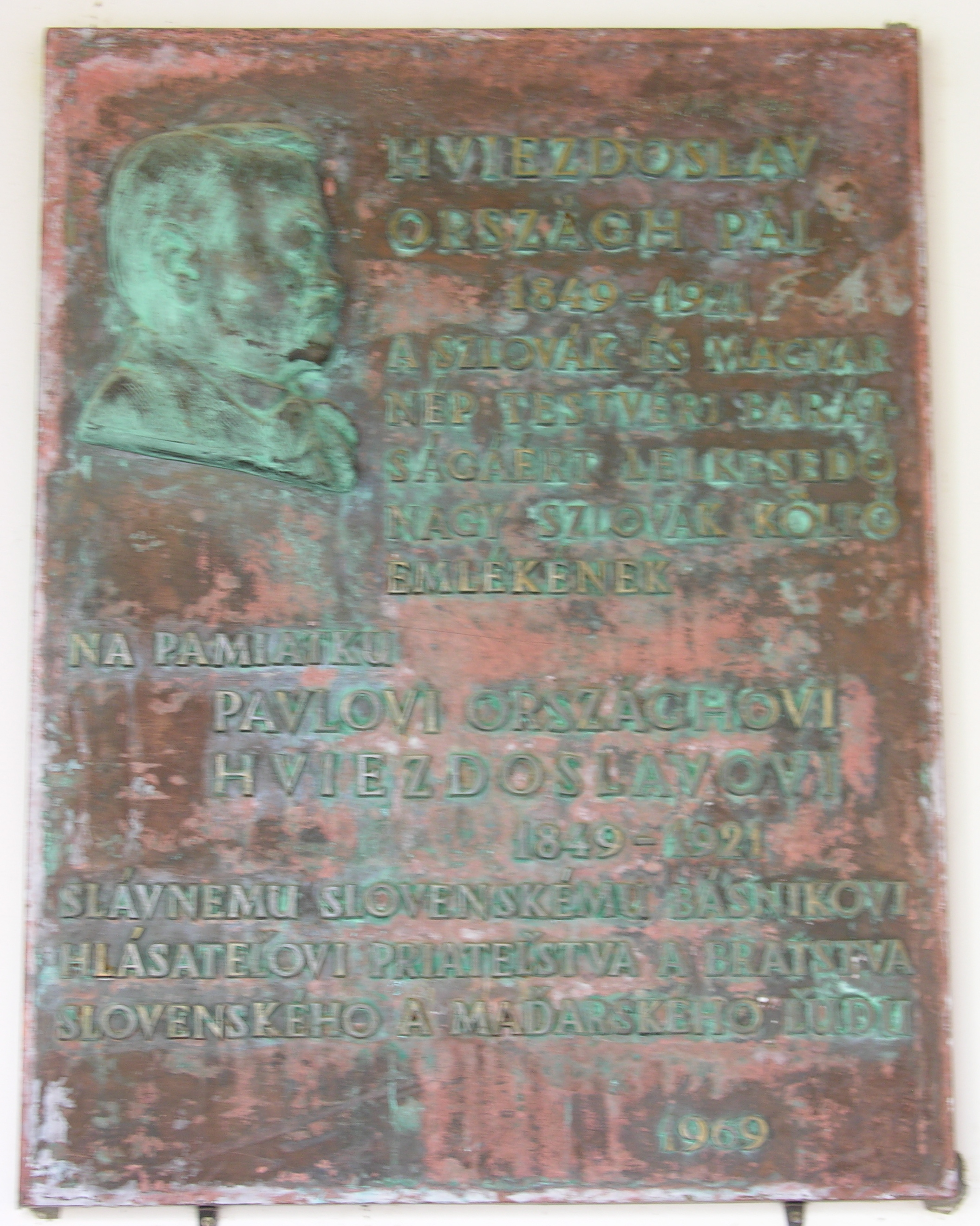
Pavol Országh Hviezdoslav, Gyógy tér 1.
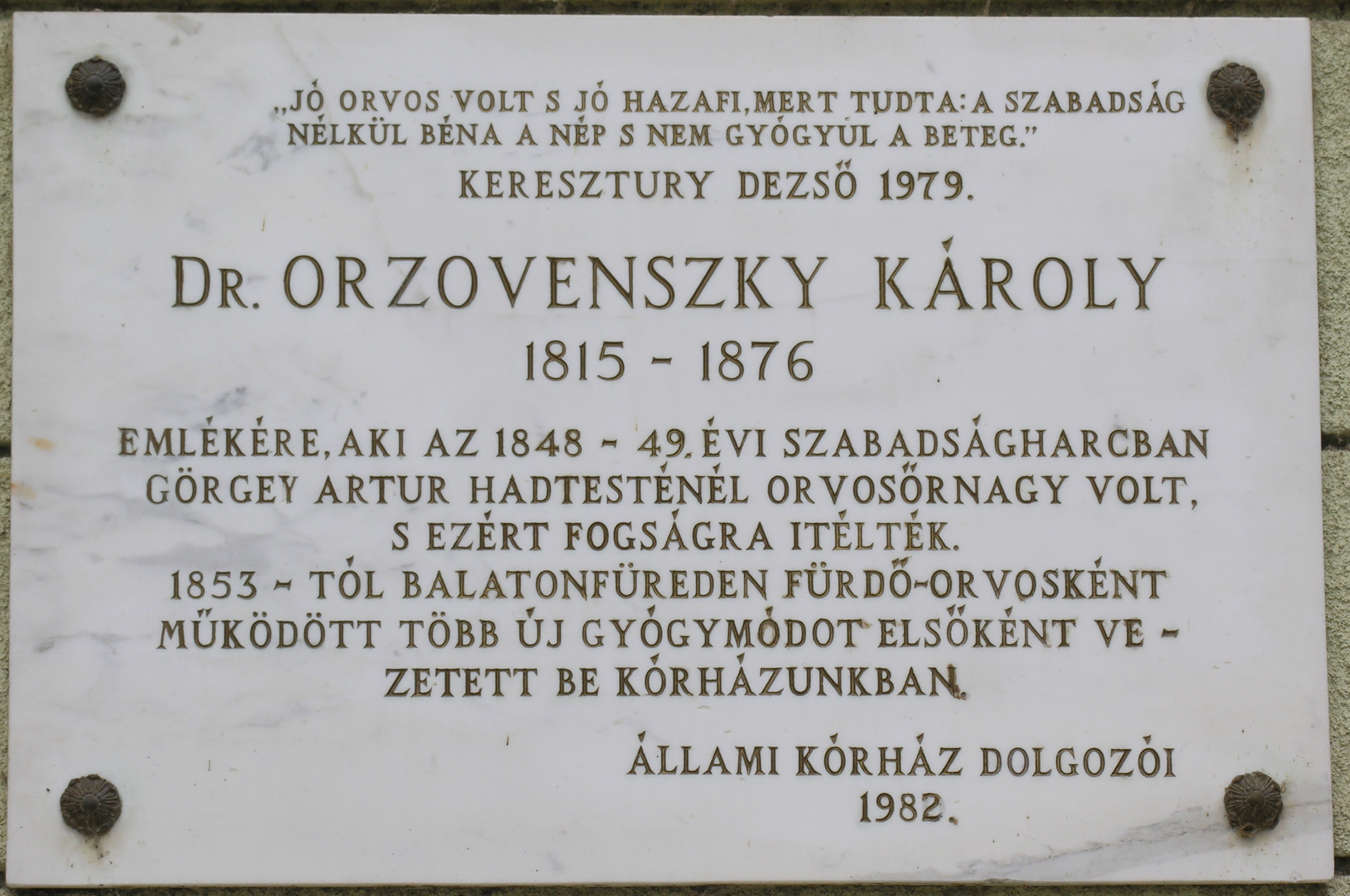
Orzovenszky Károly, Gyógy tér 2.
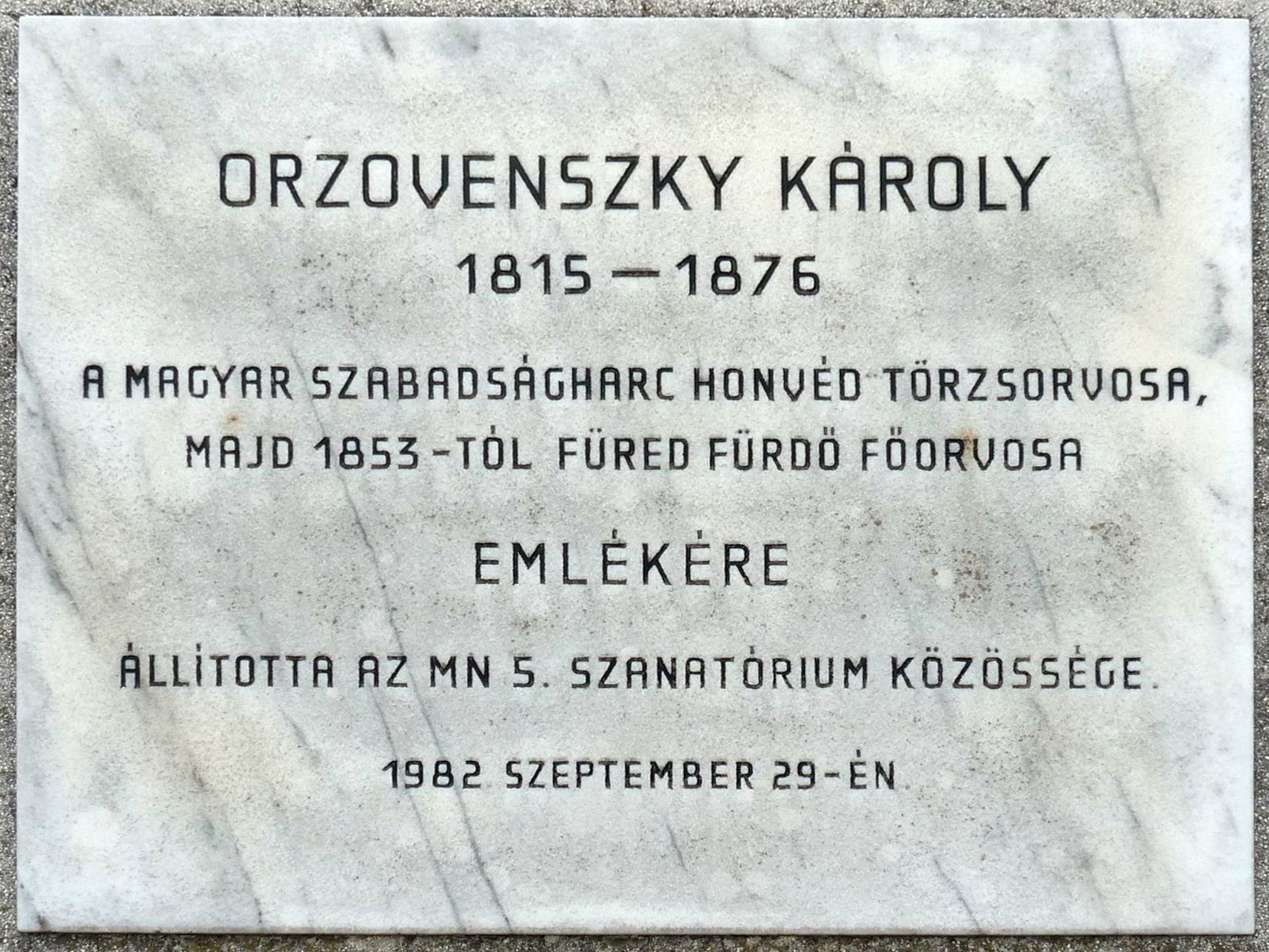
Orzovenszky Károly, Szabadság utca 5.
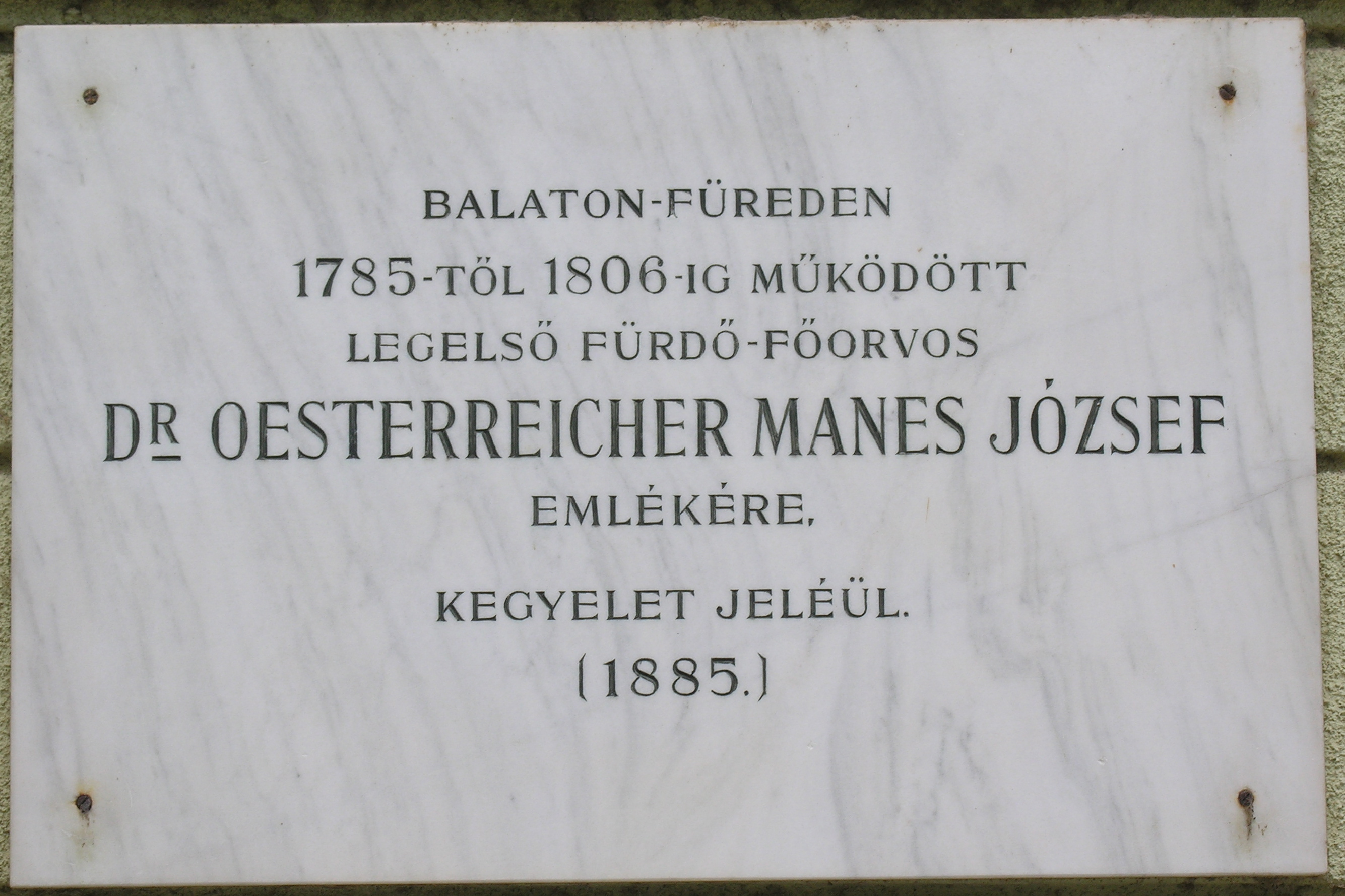
Österreicher Manes József, Gyógy tér 2.
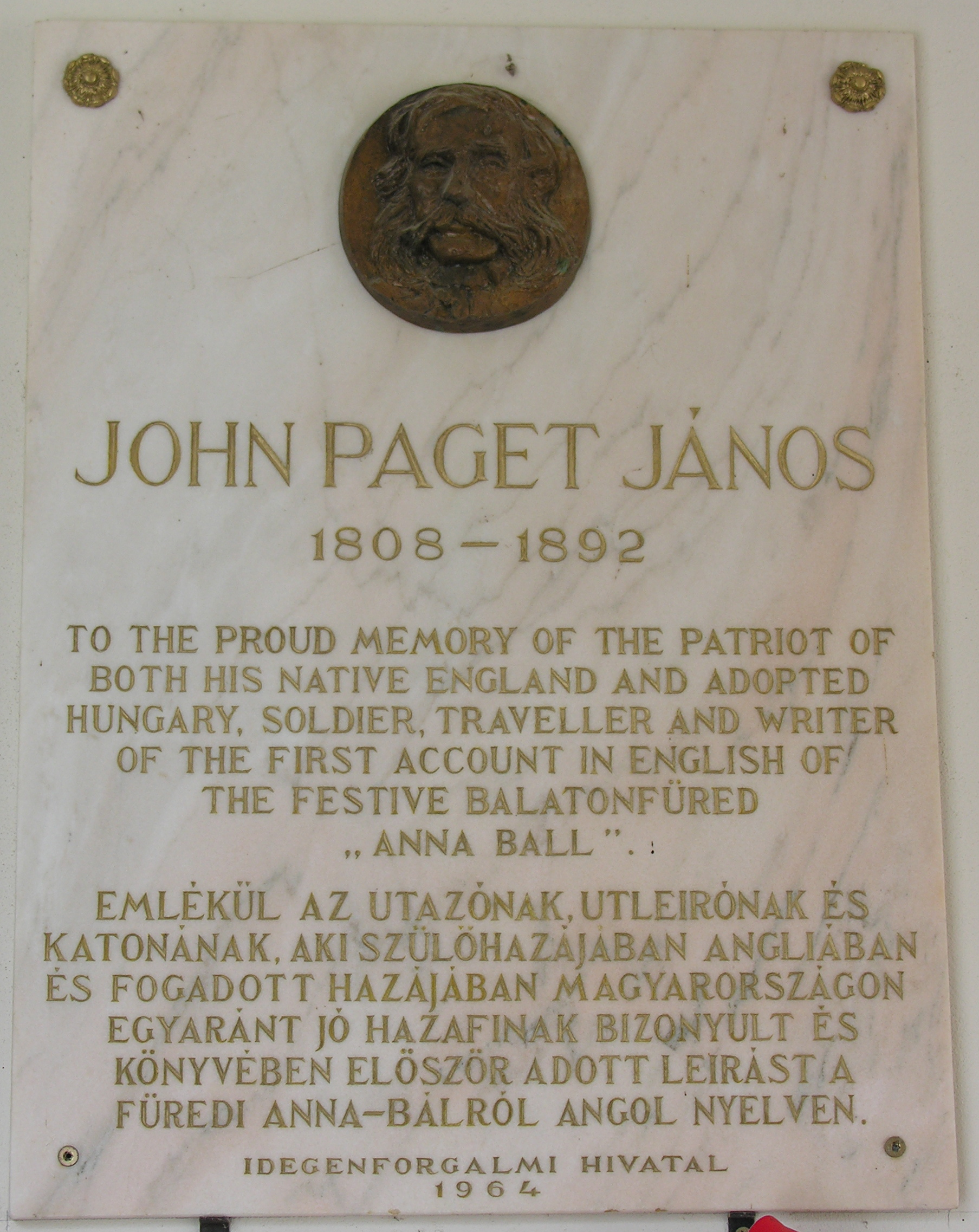
Paget János, Gyógy tér 1.
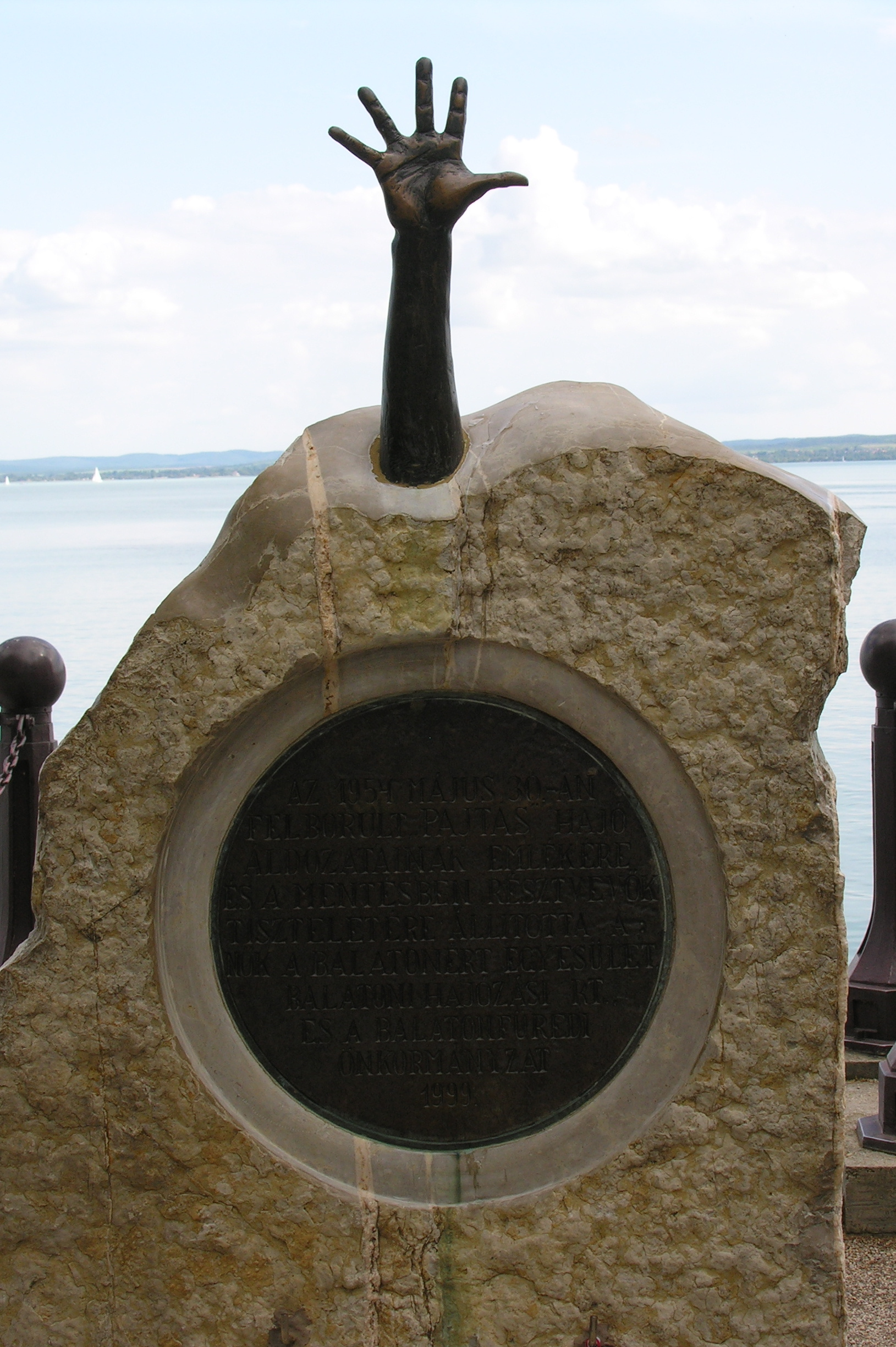
Pajtás gőzhajó tragédiája, Tagore sétány
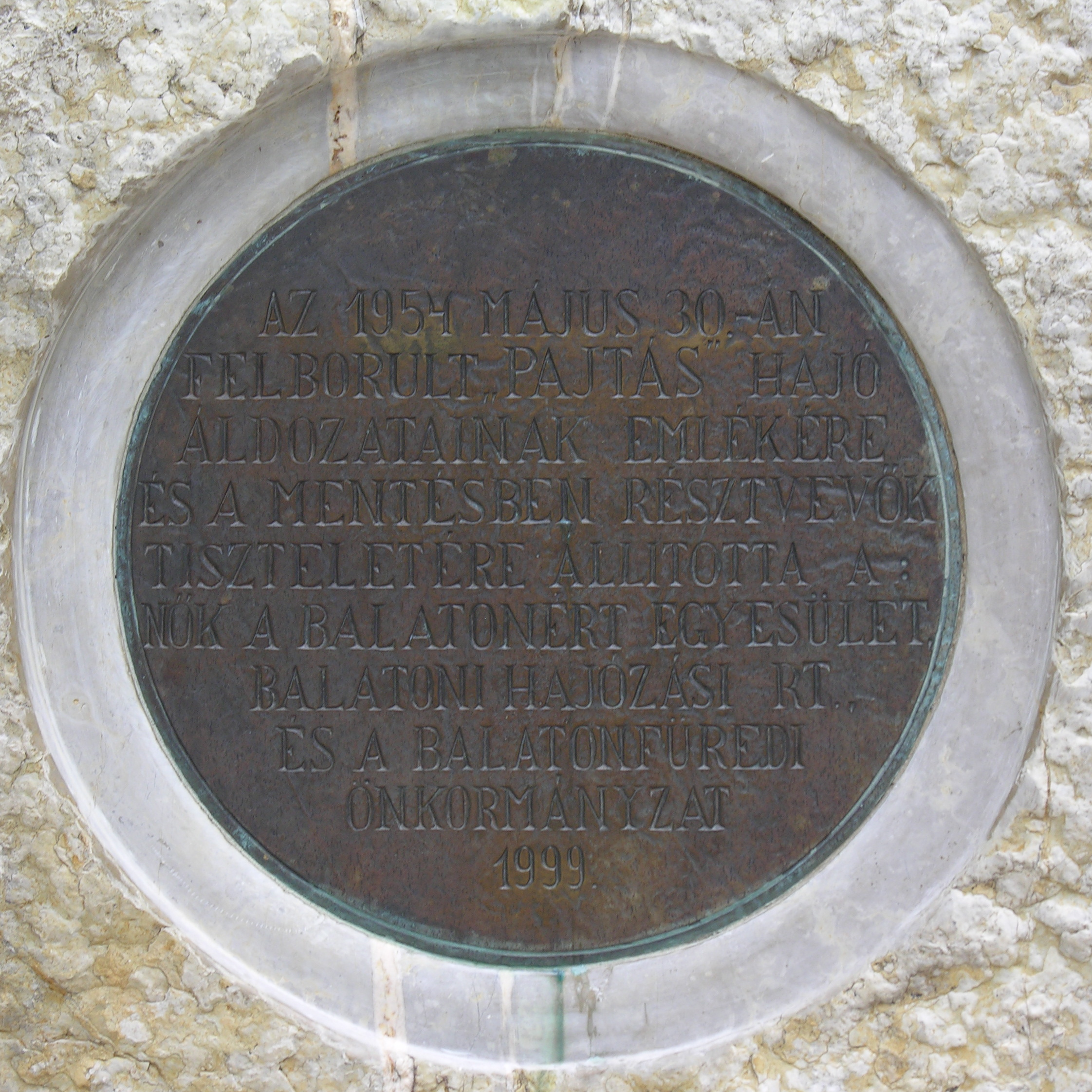
Pajtás gőzhajó tragédiája, Tagore sétány
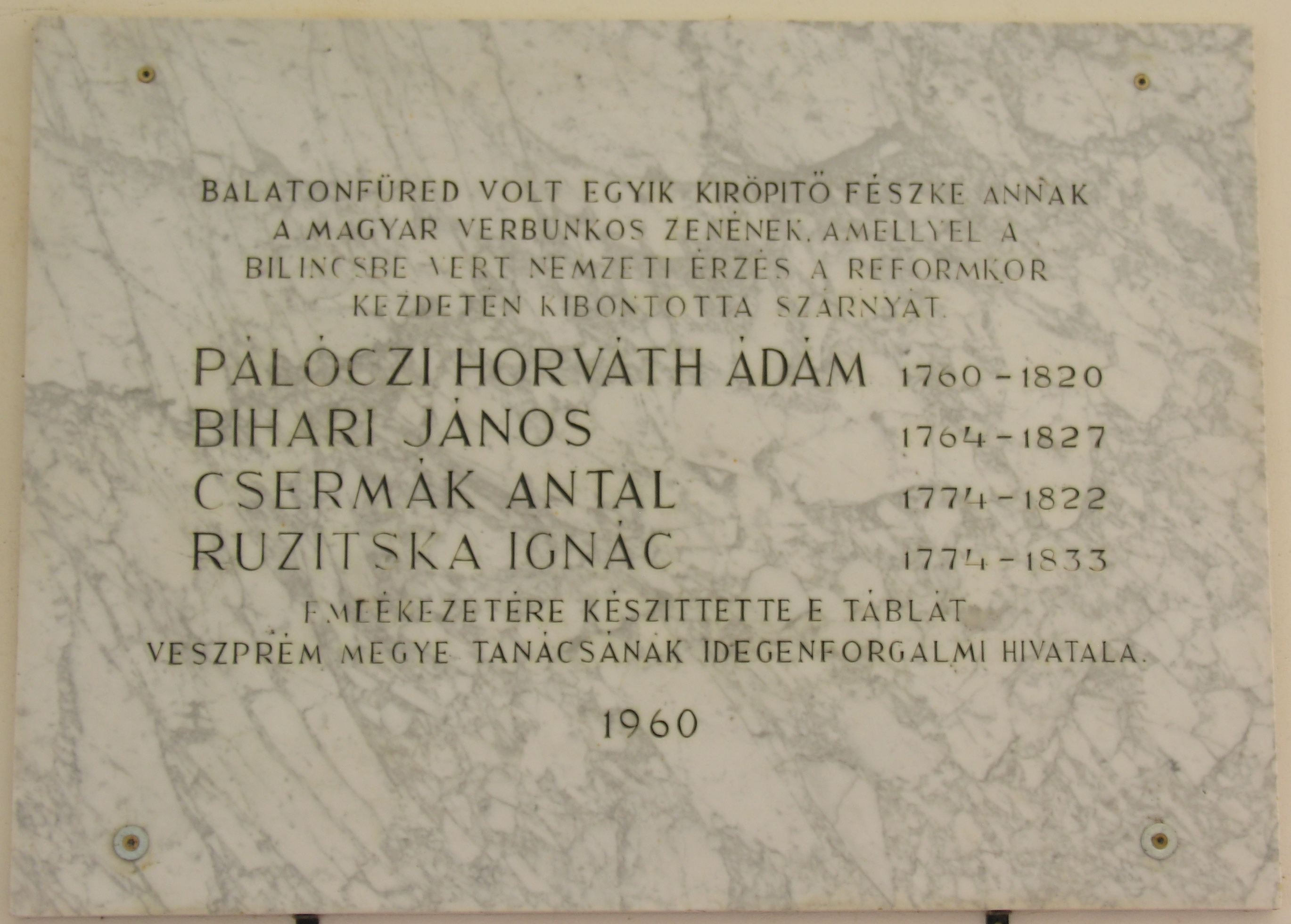
Pálóczi Horváth Ádám, Gyógy tér 1.
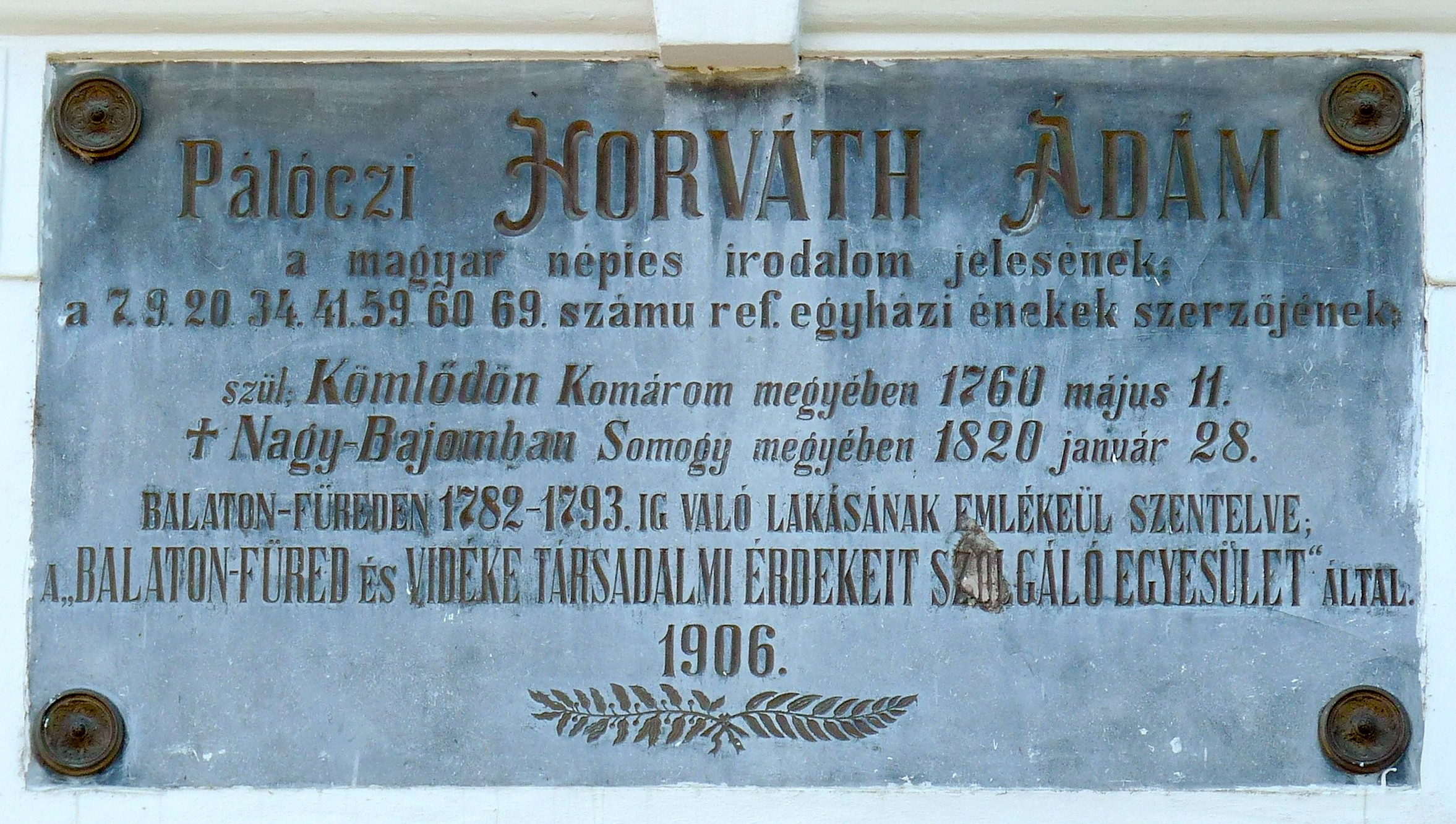
Pálóczi Horváth Ádám, Óvoda utca 1.
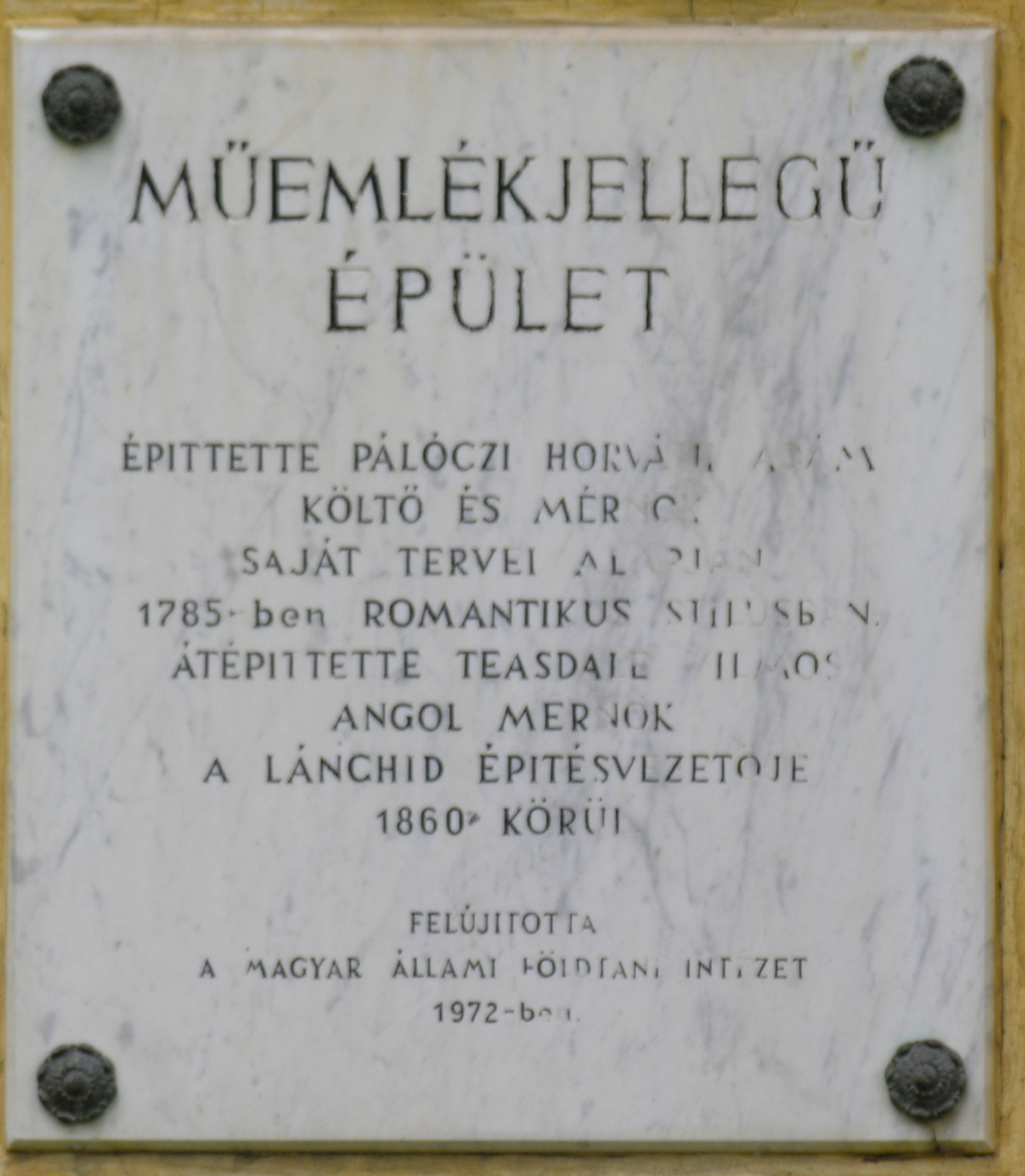
Pálóczi Horváth Ádám kastélya, Ady Endre utca 13.
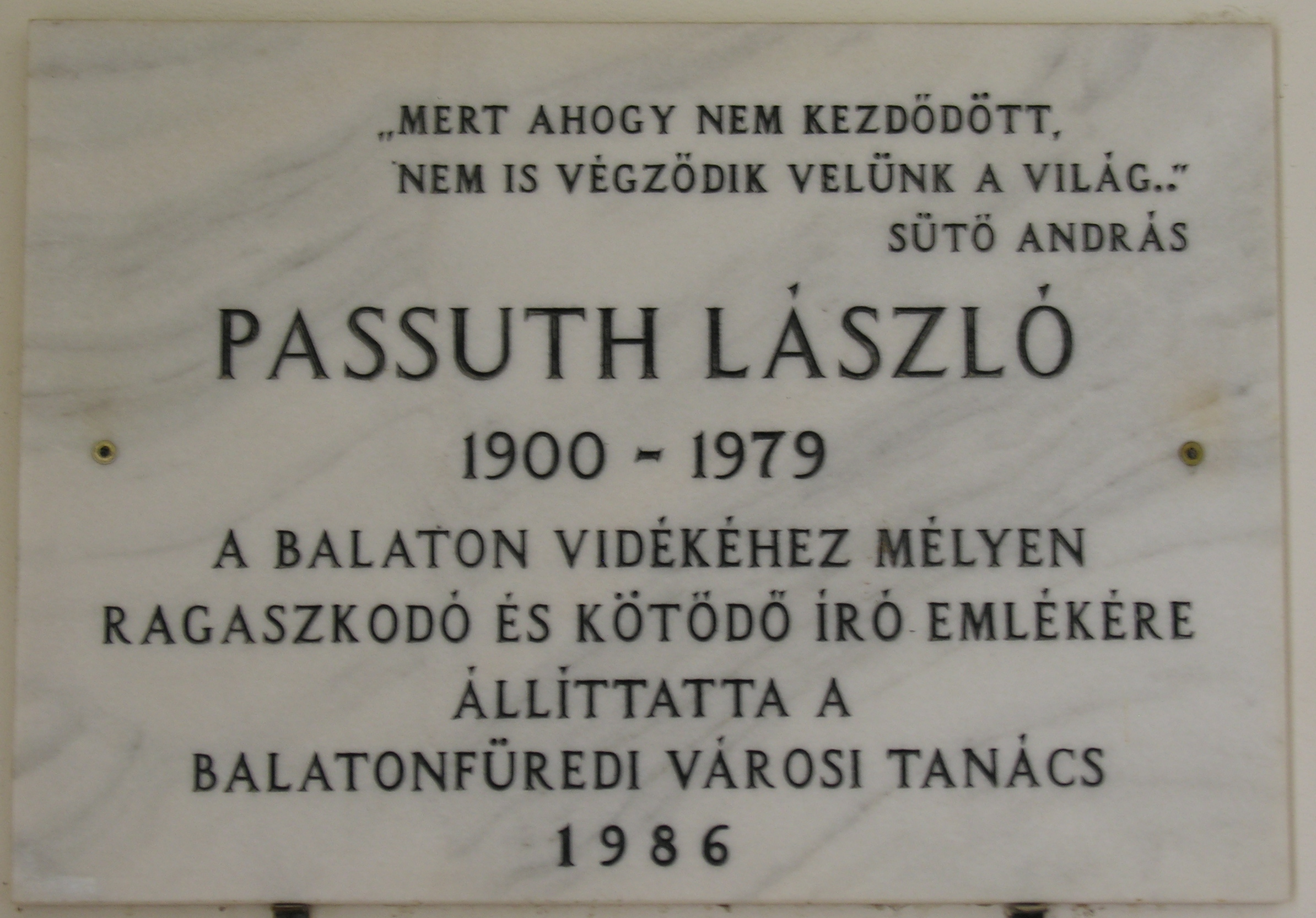
Passuth László, Gyógy tér 1.
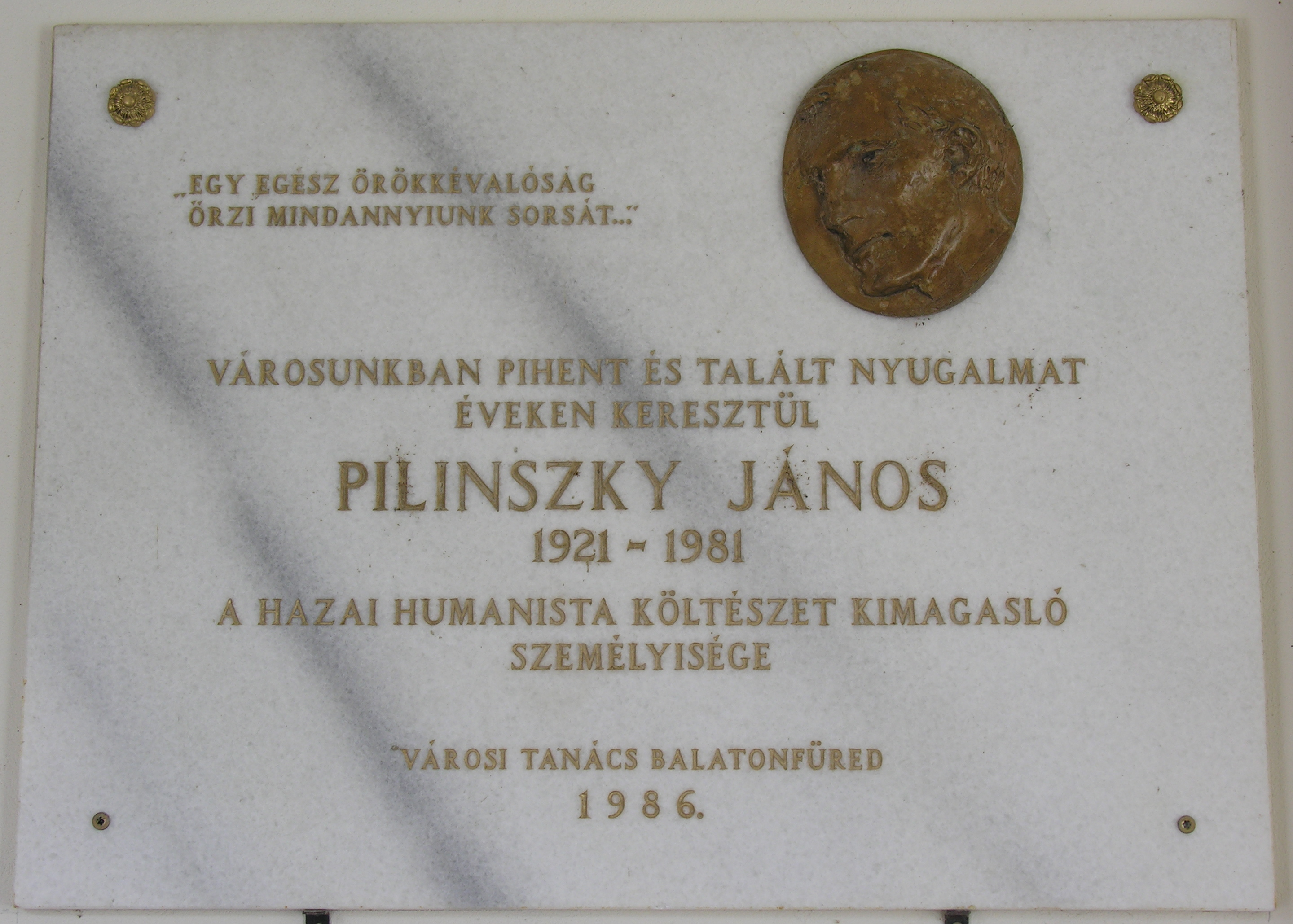
Pilinszky János, Gyógy tér 1.
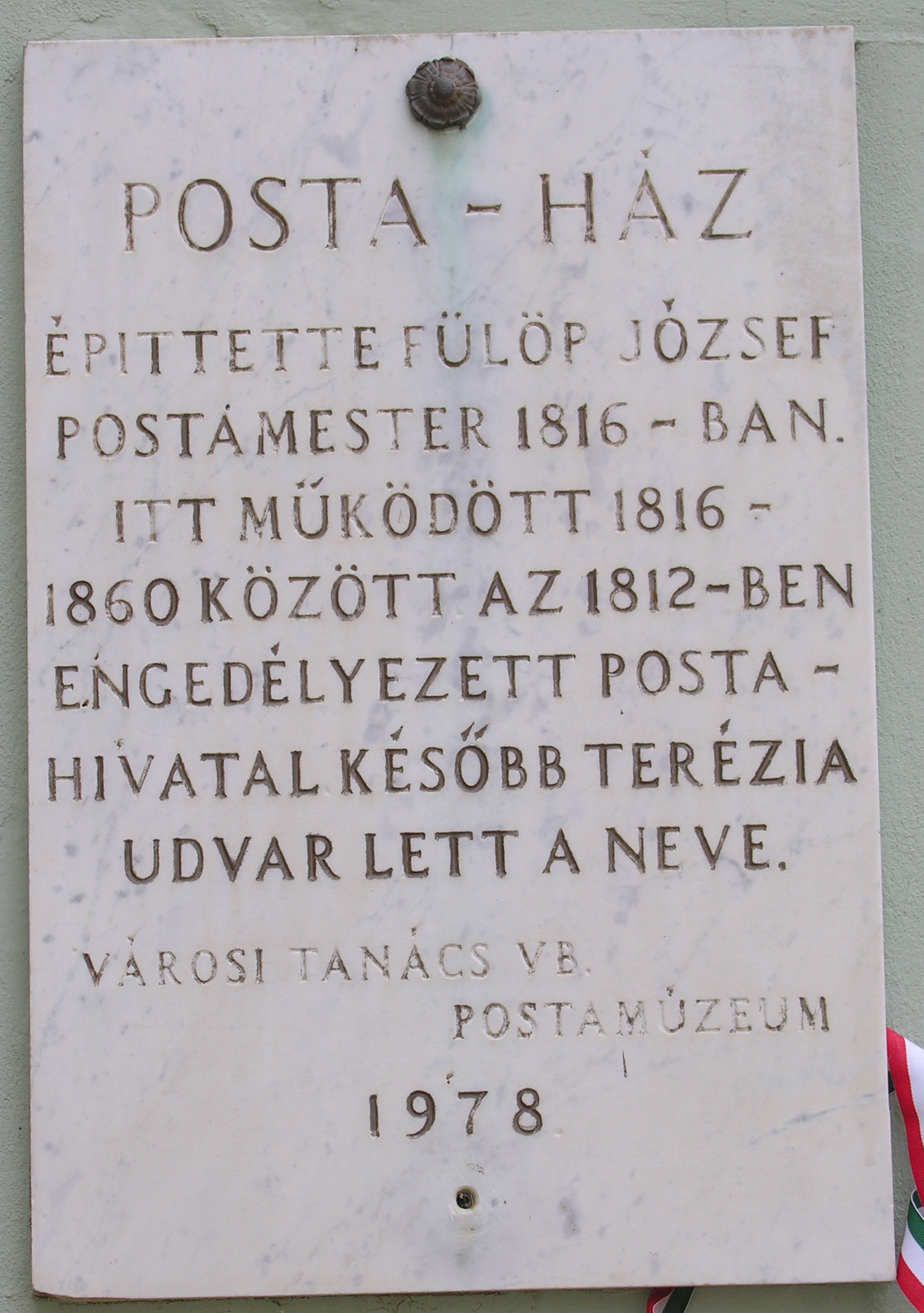
Posta-ház, Blaha Lujza utca 9.
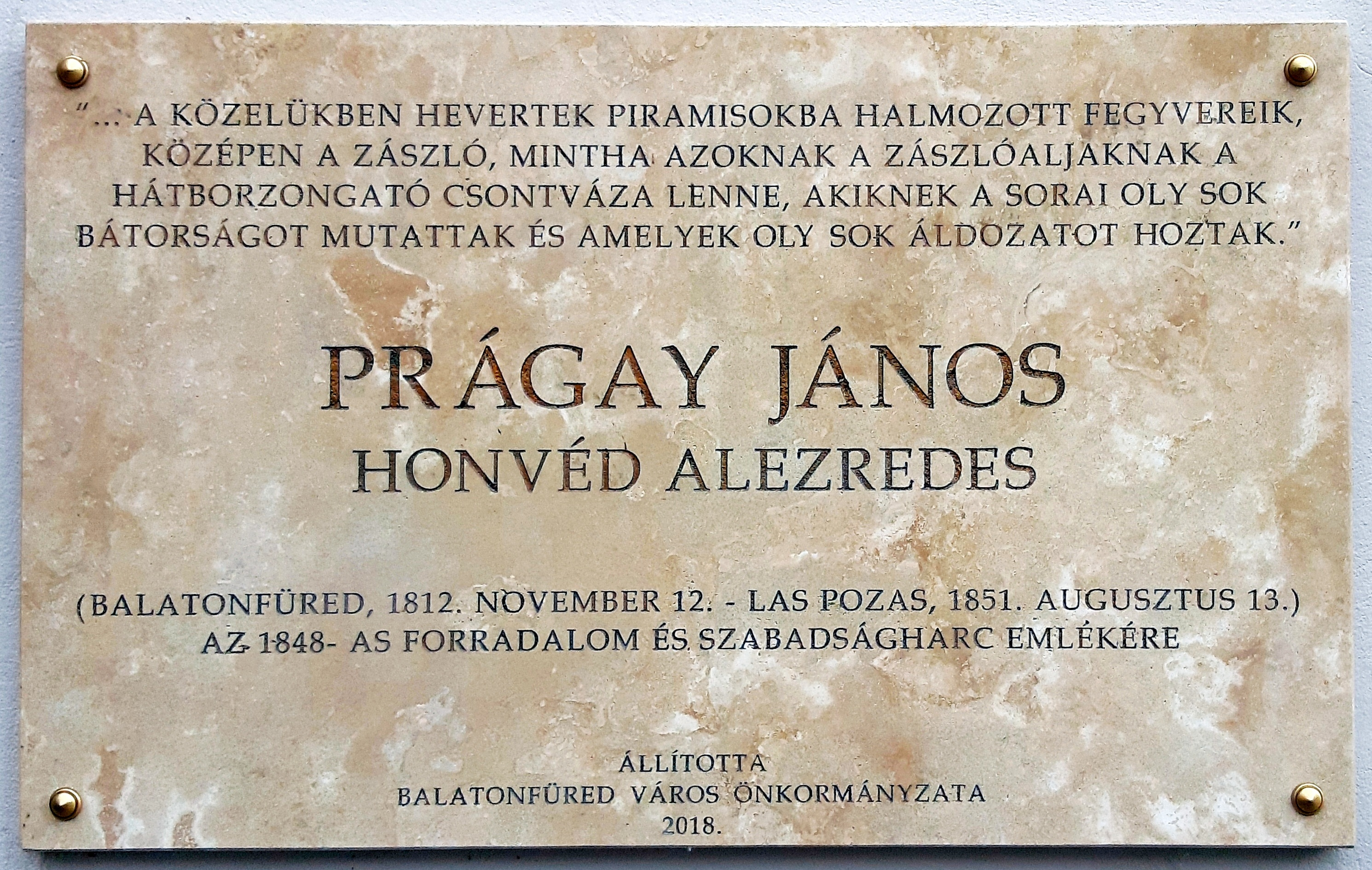
Prágay János, Blaha Lujza utca 6.
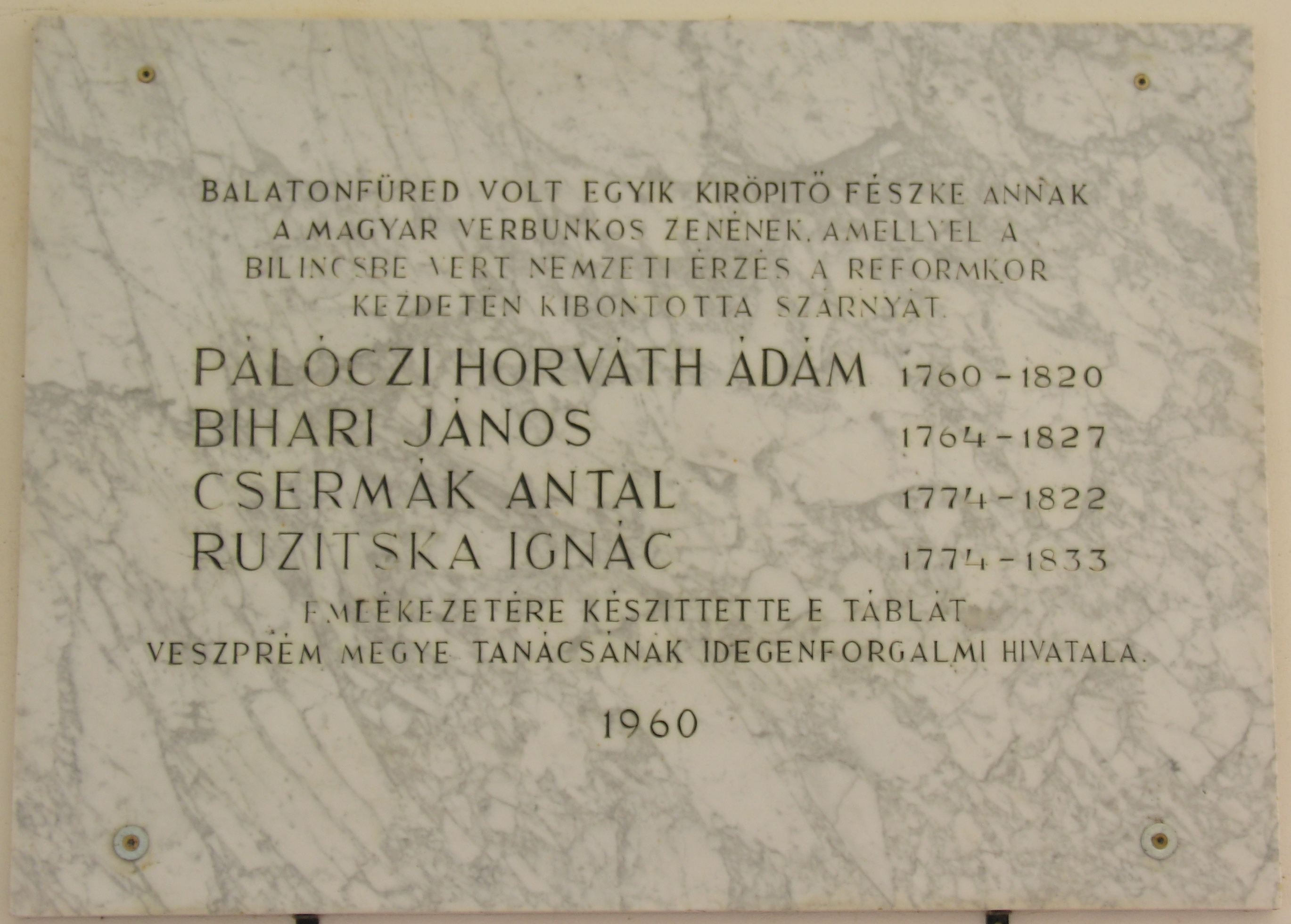
Ruzitska Ignác, Gyógy tér 1.
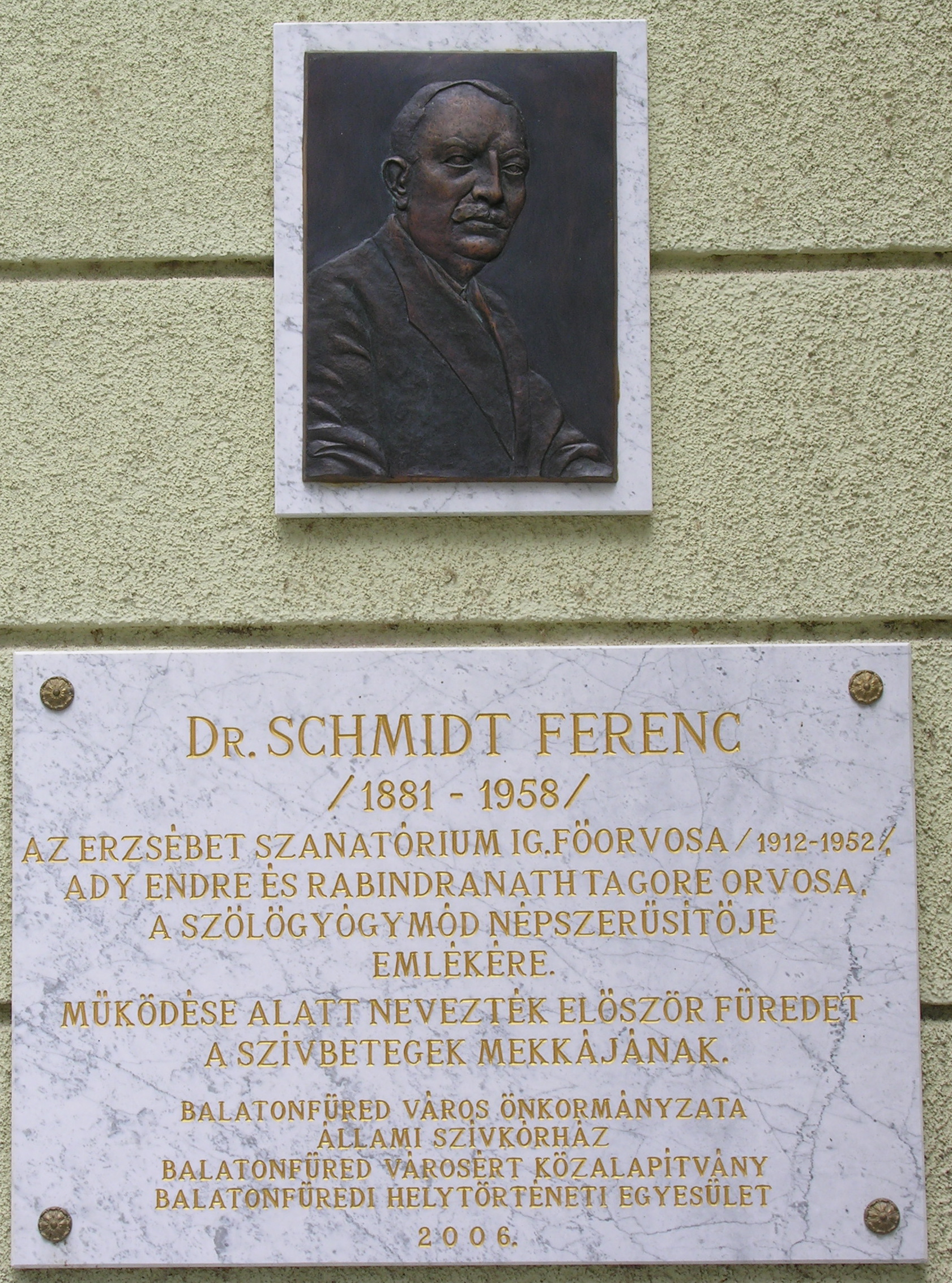
Schmidt Ferenc, Gyógy tér 2.
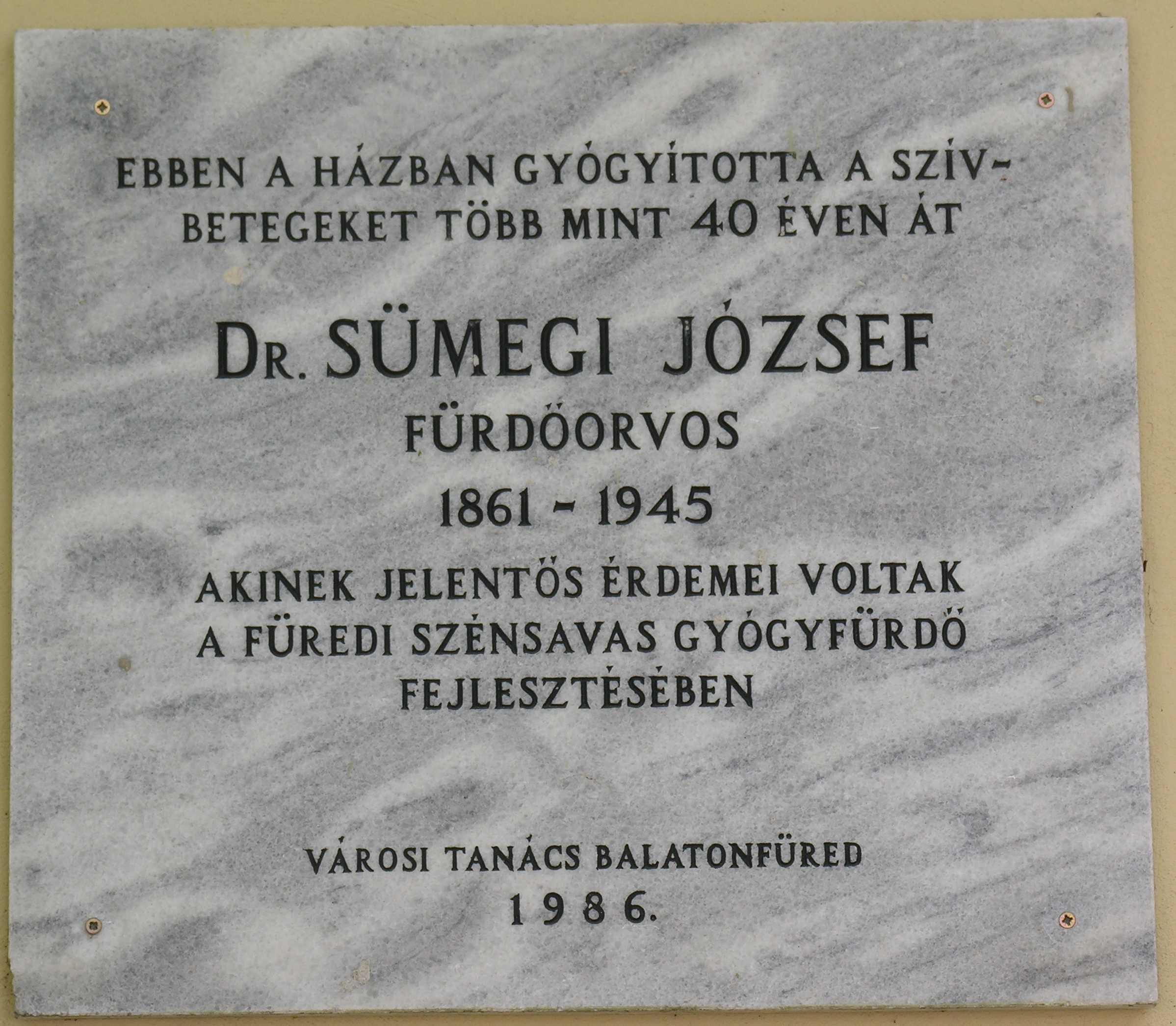
Sümegi József, Blaha Lujza utca 5.
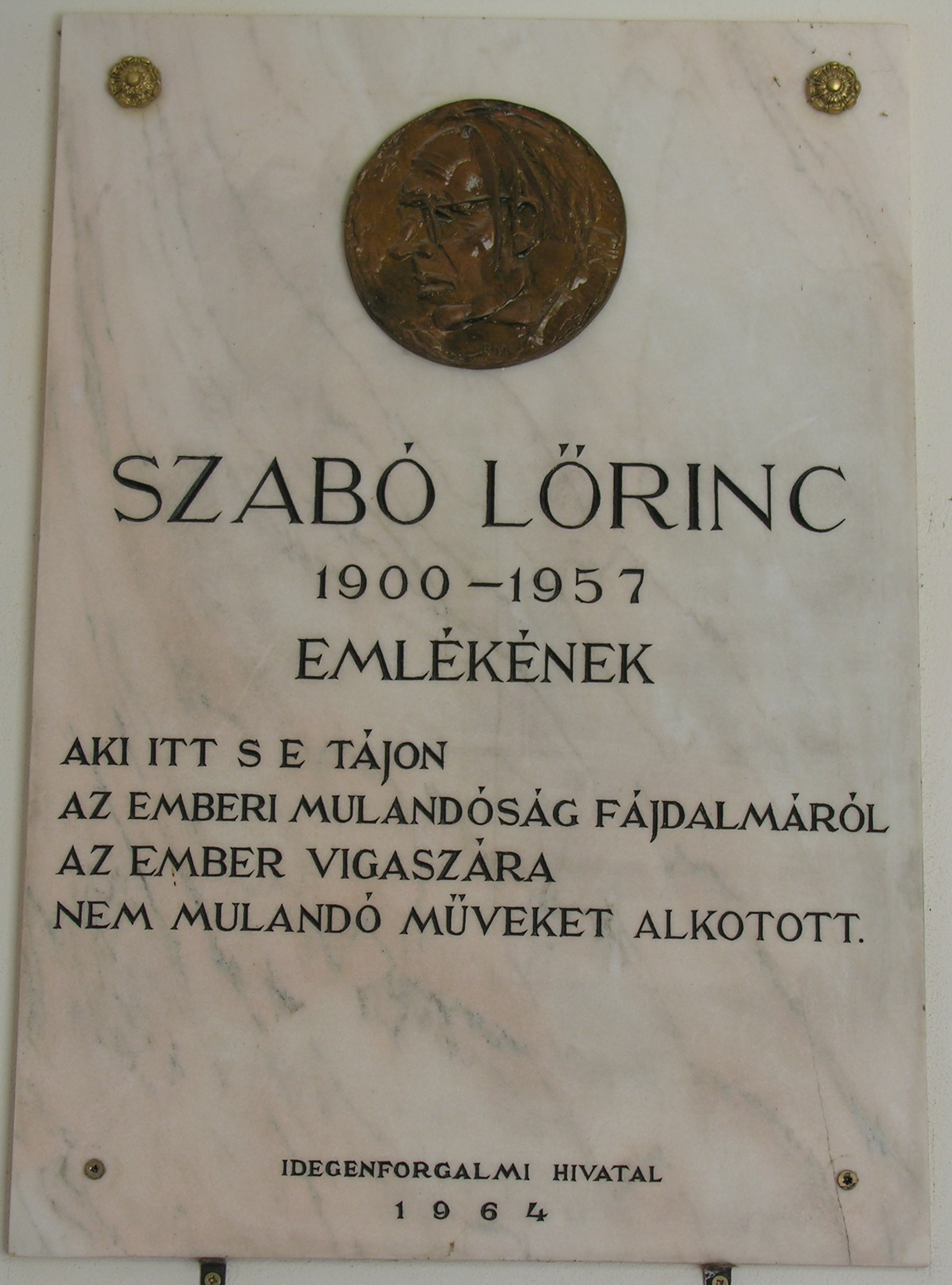
Szabó Lőrinc, Gyógy tér 1.
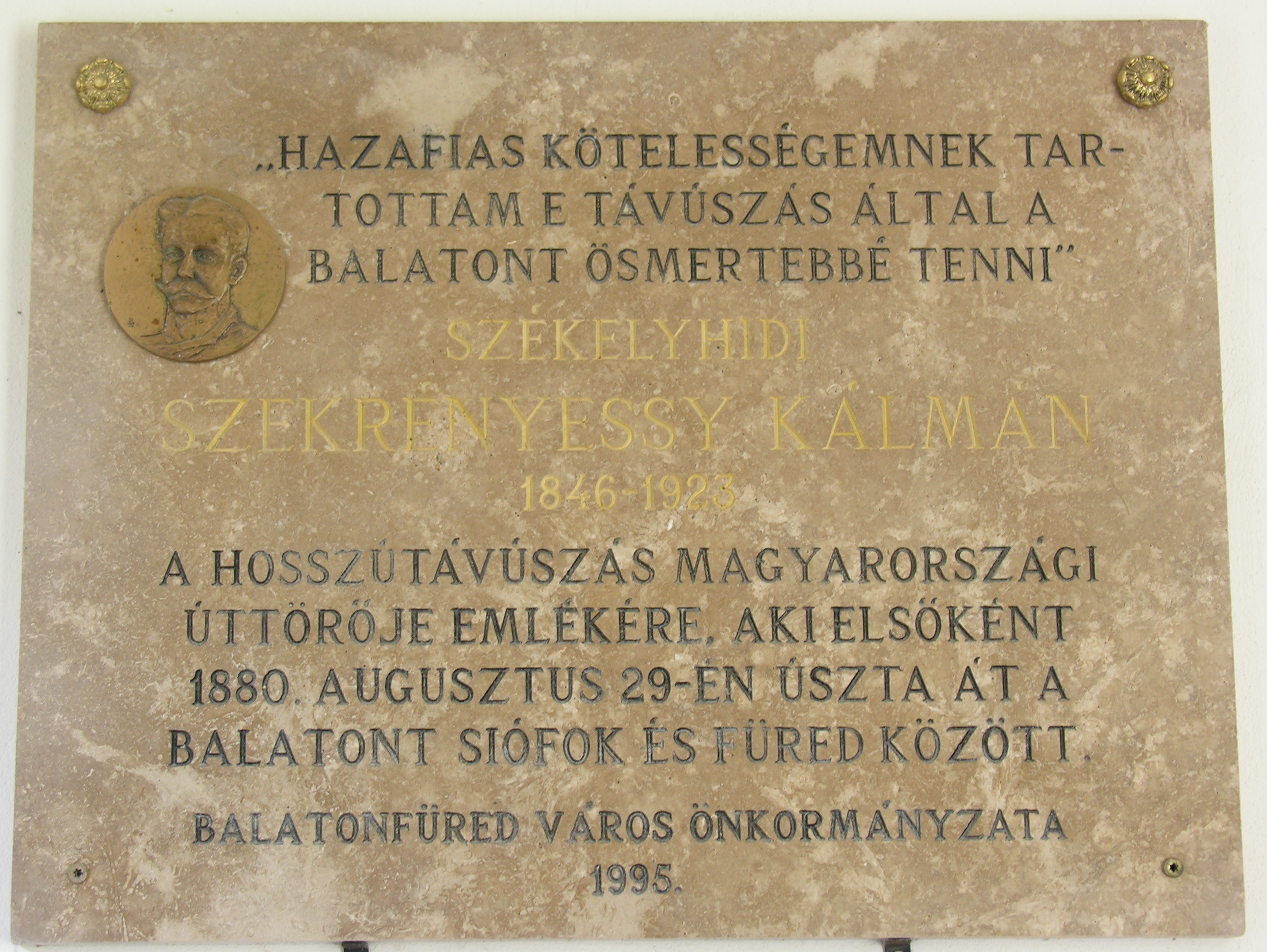
Szekrényessy Kálmán, Gyógy tér 1.
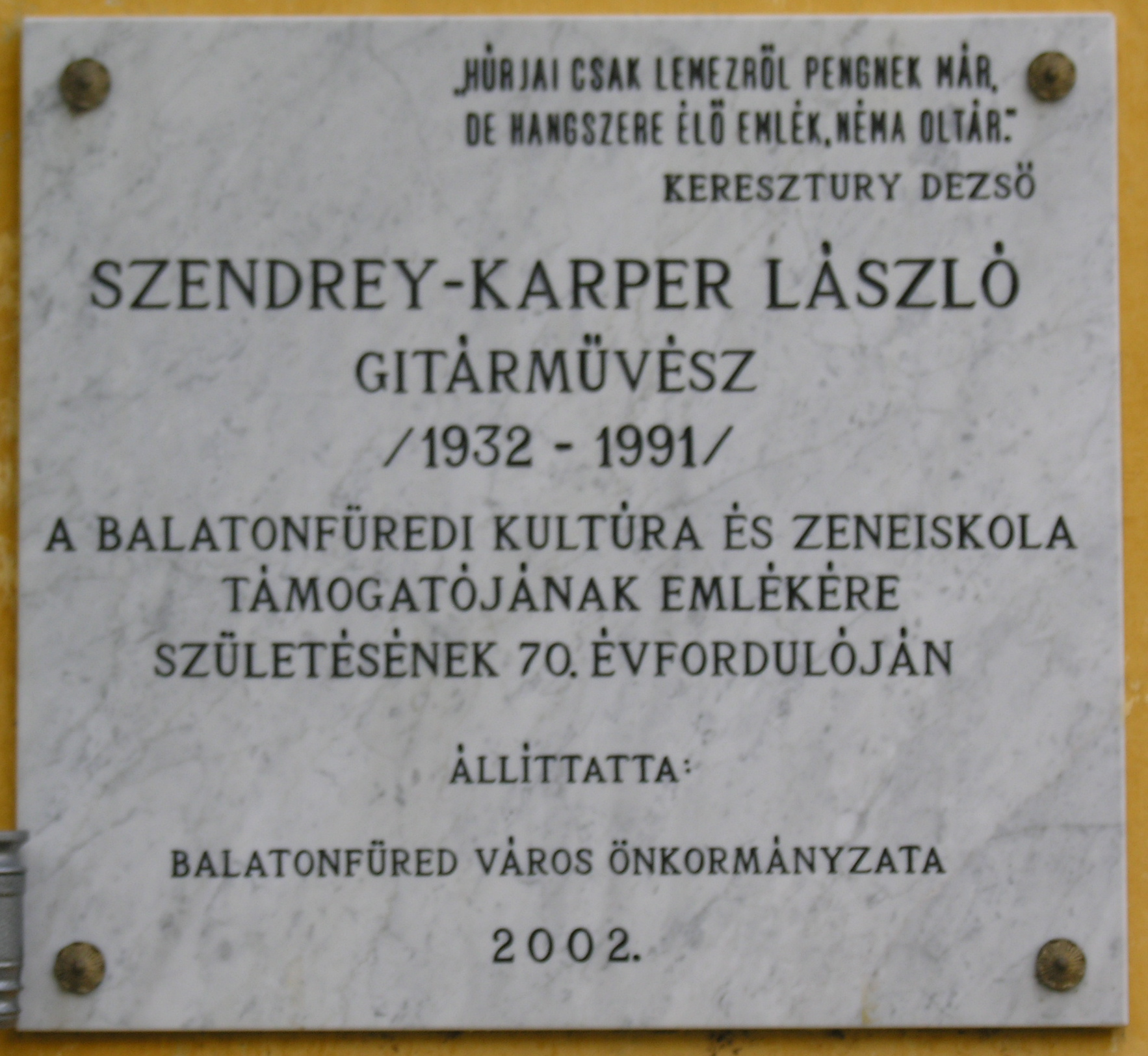
Szendrey-Karper László, Ady Endre utca 13.
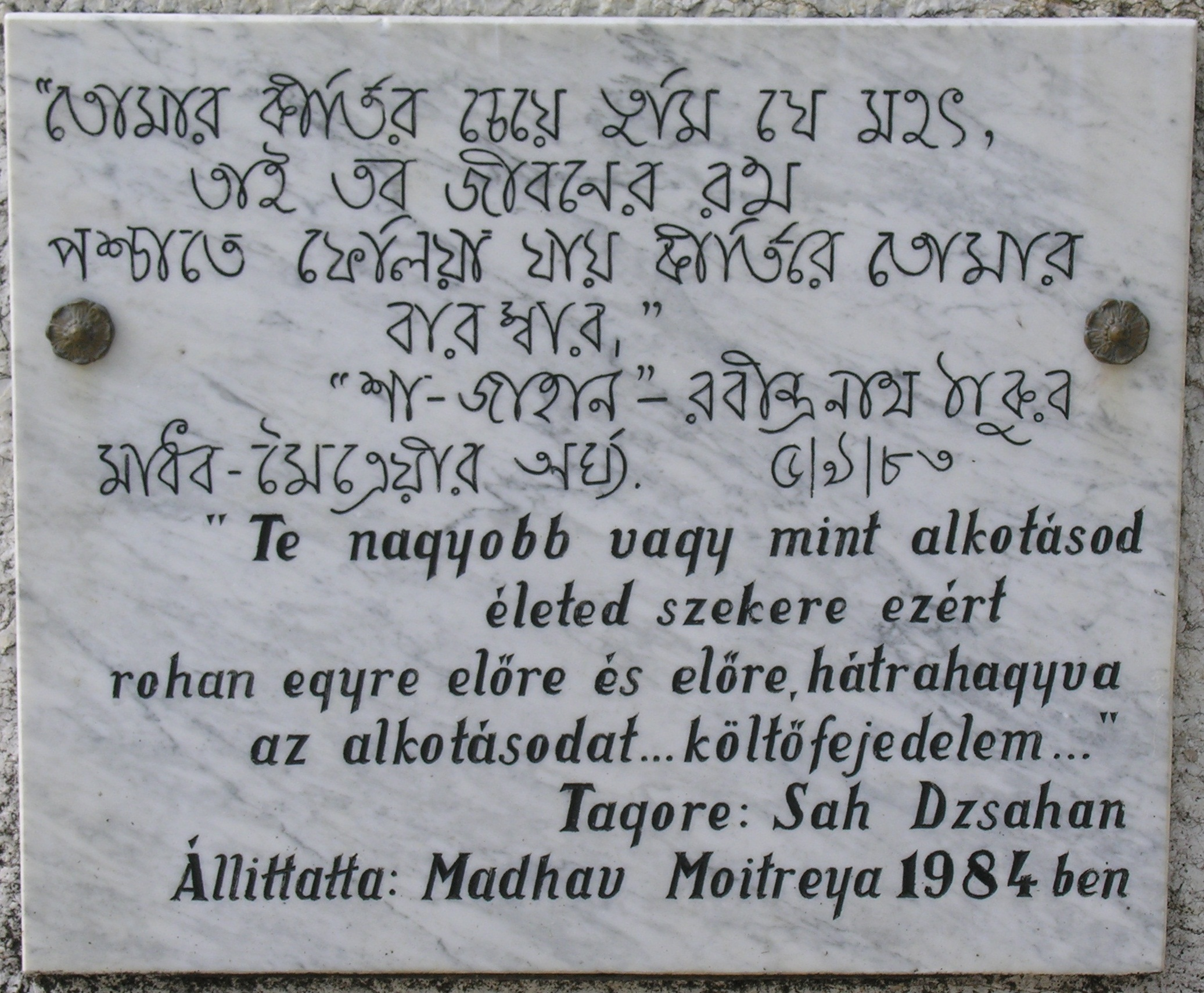
Rabindranáth Tagore, Tagore sétány
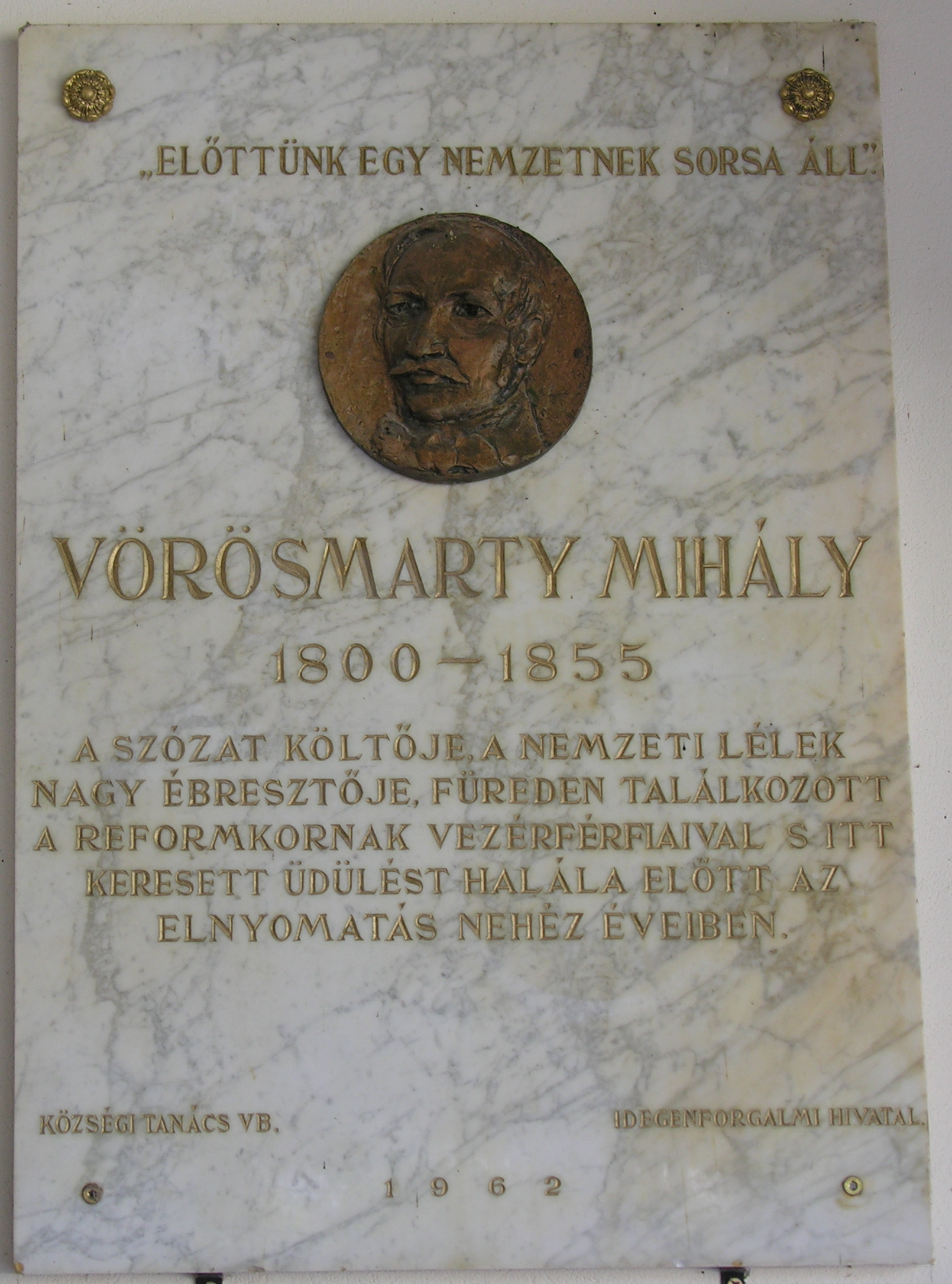
Vörösmarty Mihály, Gyógy tér 1.
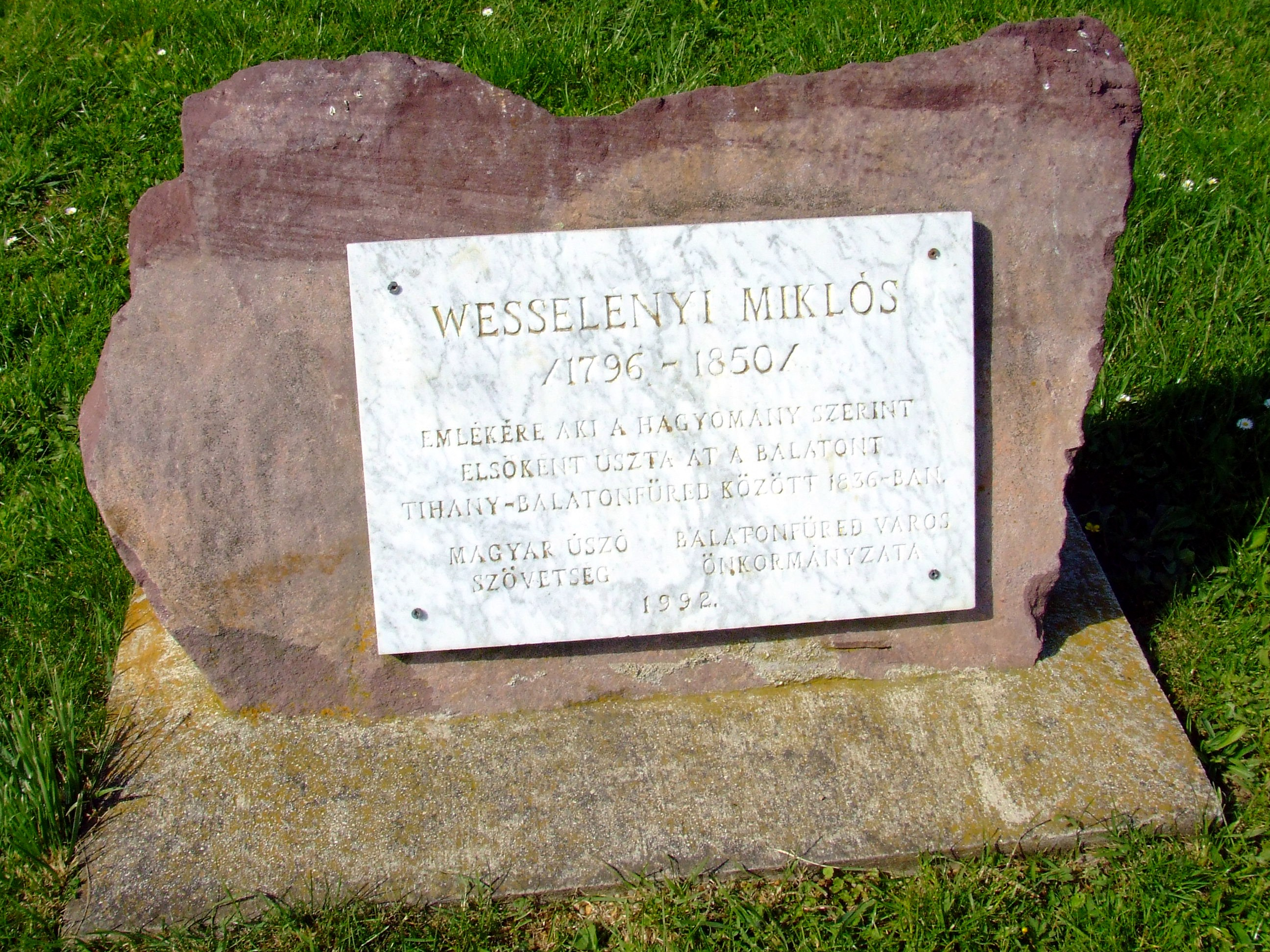
Wesselényi Miklós, ?
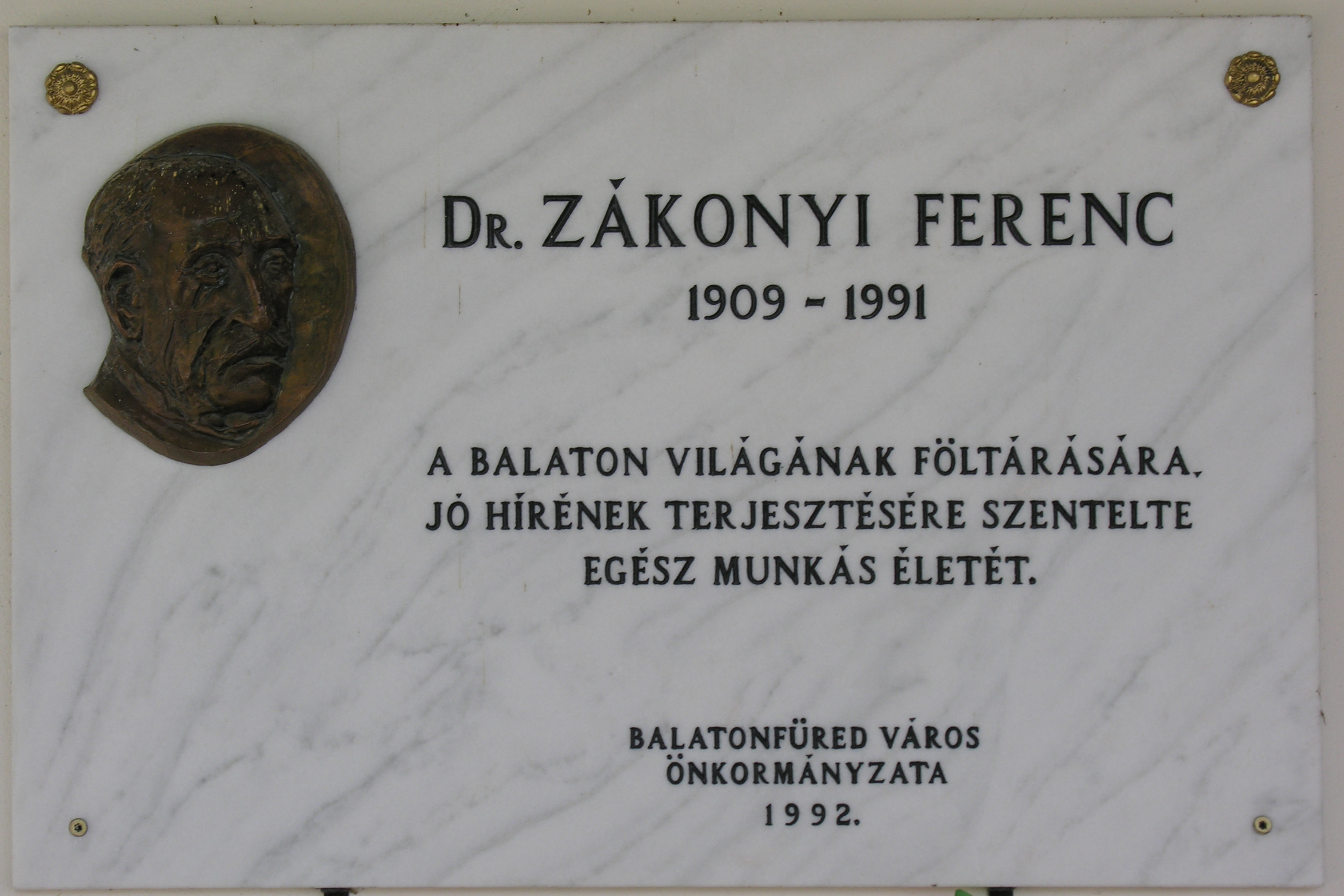
Dr. Zákonyi Ferenc,
Gyógy tér 1.

### Botlatókövek

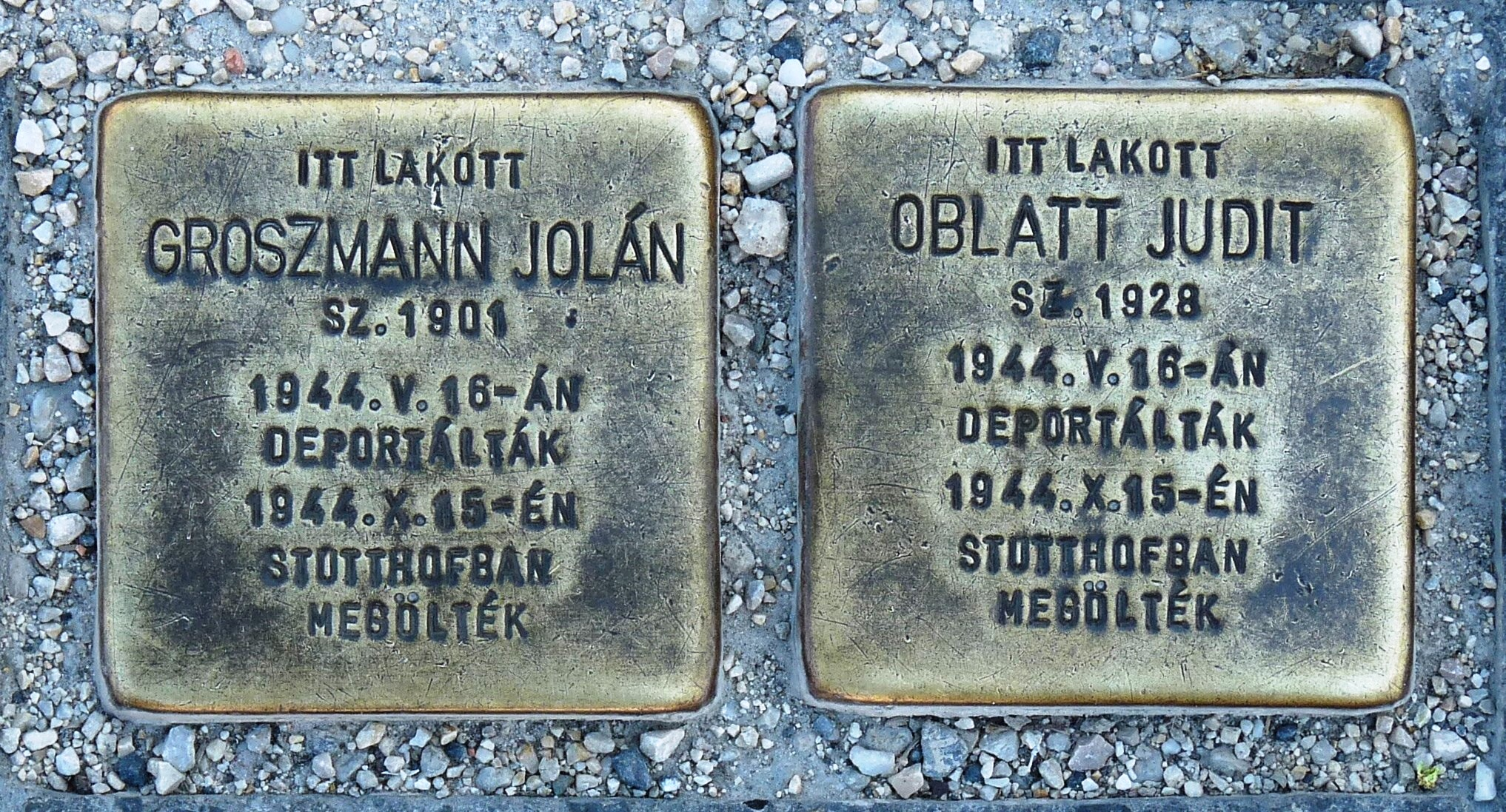
Groszmann Jolán és Oblatt Judit, Dózsa György utca 9.
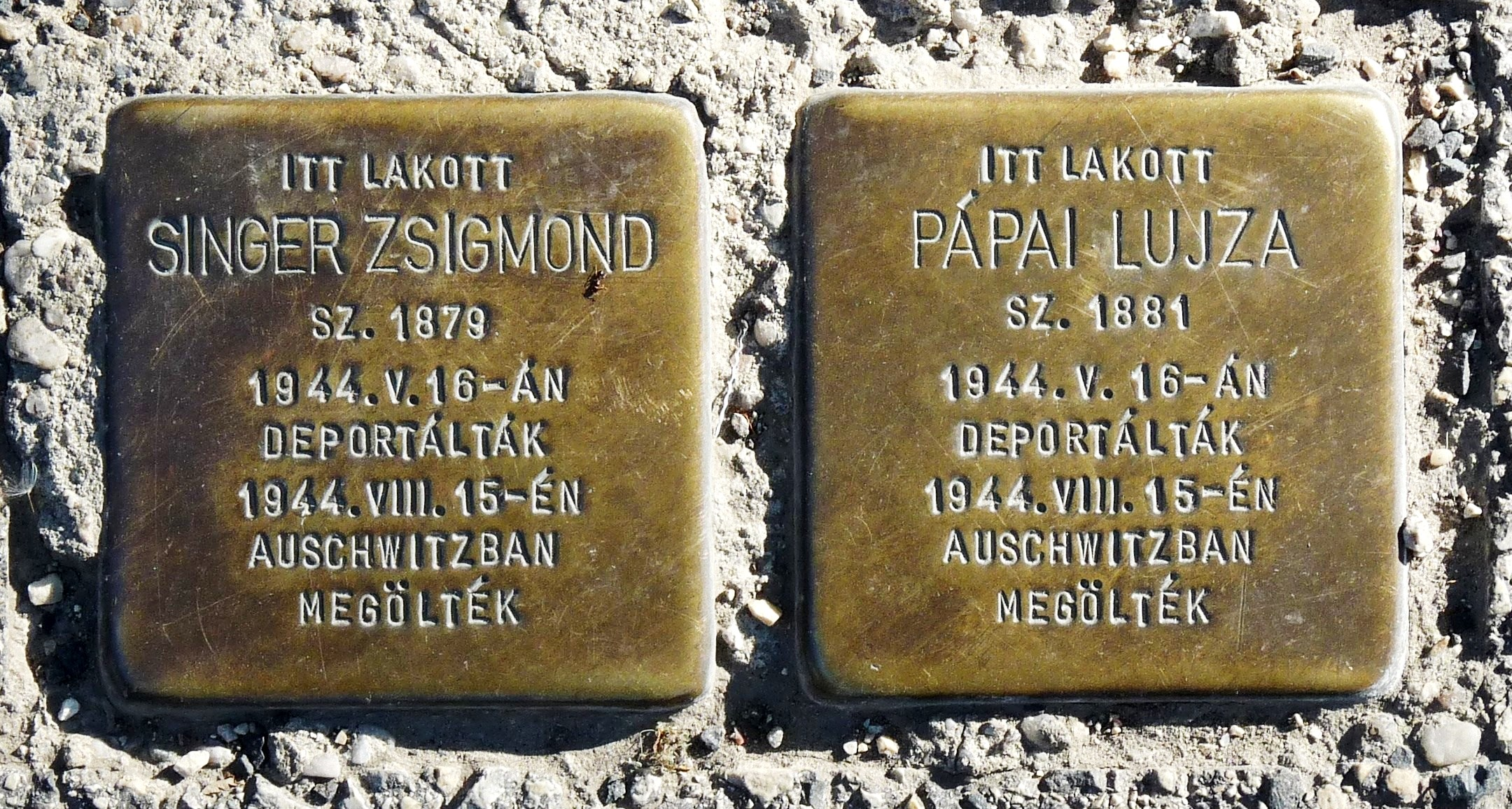
Singer Vilmos és Pápai Lujza,
Kossuth Lajos utca 12.

## Utcaindex
| Ady Endre utca (13.) Pálóczi Horváth Ádám kastélya, Györök György, Kazinczy Ferenc, Szendrey-Karper László (40.) Déry Tibor, Lóczy Lajos, Lóczy Lajos Gimnázium Arácsi út (2.) Arácsi Úti Általános Iskola Blaha Lujza utca (–) Jókai Mór, Kerektemplom, Kommunista terror elől menekültek (4.) Blaha Lujza (5.) Sümegi József (6.) Prágay János (9.) Posta-ház Dózsa György utca (9.) Groszmann Jolán és Oblatt Judit Gyógy tér (1.) Ady Endre, Berda József, Berzsenyi Dániel, François Sulpice Beudant, Bihari János, Cholnoky Jenő, Czuczor Gergely, Csermák Antal, Csokonai Vitéz Mihály, Deák Ferenc, Dévai Bíró Mátyás, Első magyar kőszínház a Dunántúlon, Eötvös Károly, Eötvös Loránd, Fáy András, Garay János, Gárdonyi Géza, Halápy János, Jaroslav Hašek, Illyés Gyula, Jókai Mór, Keresztury Dezső, Kisfaludy Sándor, Krúdy Gyula, Lipták Gábor, Lóczy Lajos, Németh László, Nemzetközi Kemping és Karavánkocsi Szövetség XXVII. kongresszusa, Pavol Országh Hviezdoslav, Paget János, Pálóczi Horváth Ádám, Passuth László, Pilinszky János, Ruzitska Ignác, Szabó Lőrinc, Szekrényessy Kálmán, Vörösmarty Mihály, Dr. Zákonyi Ferenc (2.) Flasker András, Hajdu Tibor, Orzovenszky Károly, Österreicher Manes József, Schmidt Ferenc (3.) Anna-bál, Horváth-ház | Honvéd utca (1.) Jókai-villa Jókai Mór utca (32.) Huray István Kikötő (–) Balatoni Hajózási Rt Kossuth Lajos utca (12.) Singer Vilmos és Pápai Lujza (25.) Önkéntes Tűzoltóság Lóczy-barlang (–) Kéry Gábor és Kadić Ottokár Óvoda utca (1.) Pálóczi Horváth Ádám Szabadság utca (5.) Orzovenszky Károly Szent István tér (–) Luttor Ferenc Tagore sétány (–) első balatoni vitorlásverseny 100. évfordulója, Hamvas Béla, Hankóczy (Benacsek) Jenő, holokauszt, Noszlopy Gáspár, Pajtás gőzhajó tragédiája, Rabindranáth Tagore, (1.) Némethy Ernő, Mihálkovics Tivadar, Balatonfüredi SC |